# 無軌電車

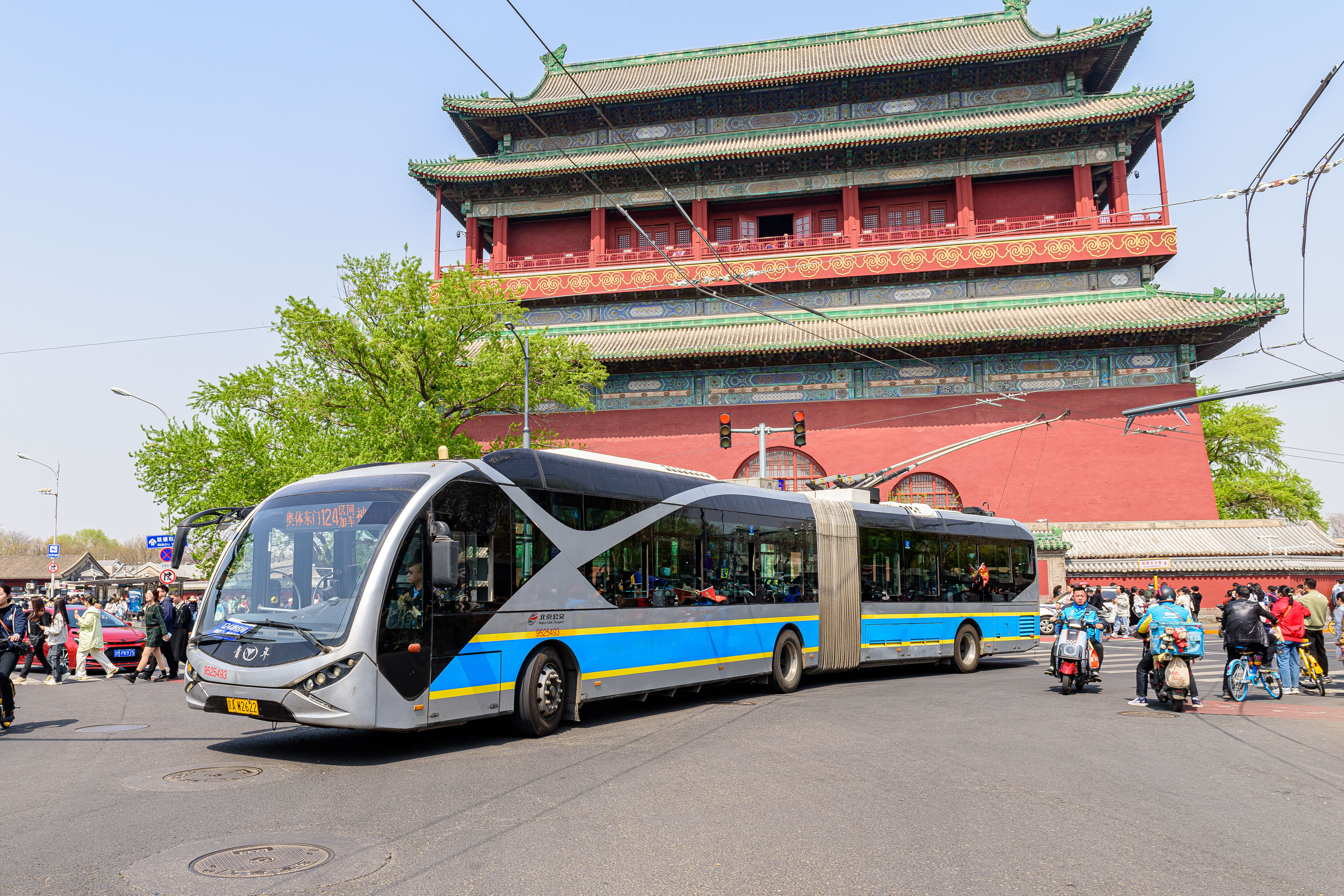
行驶在北京鼓楼前的北京公交124路（301路临时支援）的青年 JNP6183BEV 型铰接无轨电车

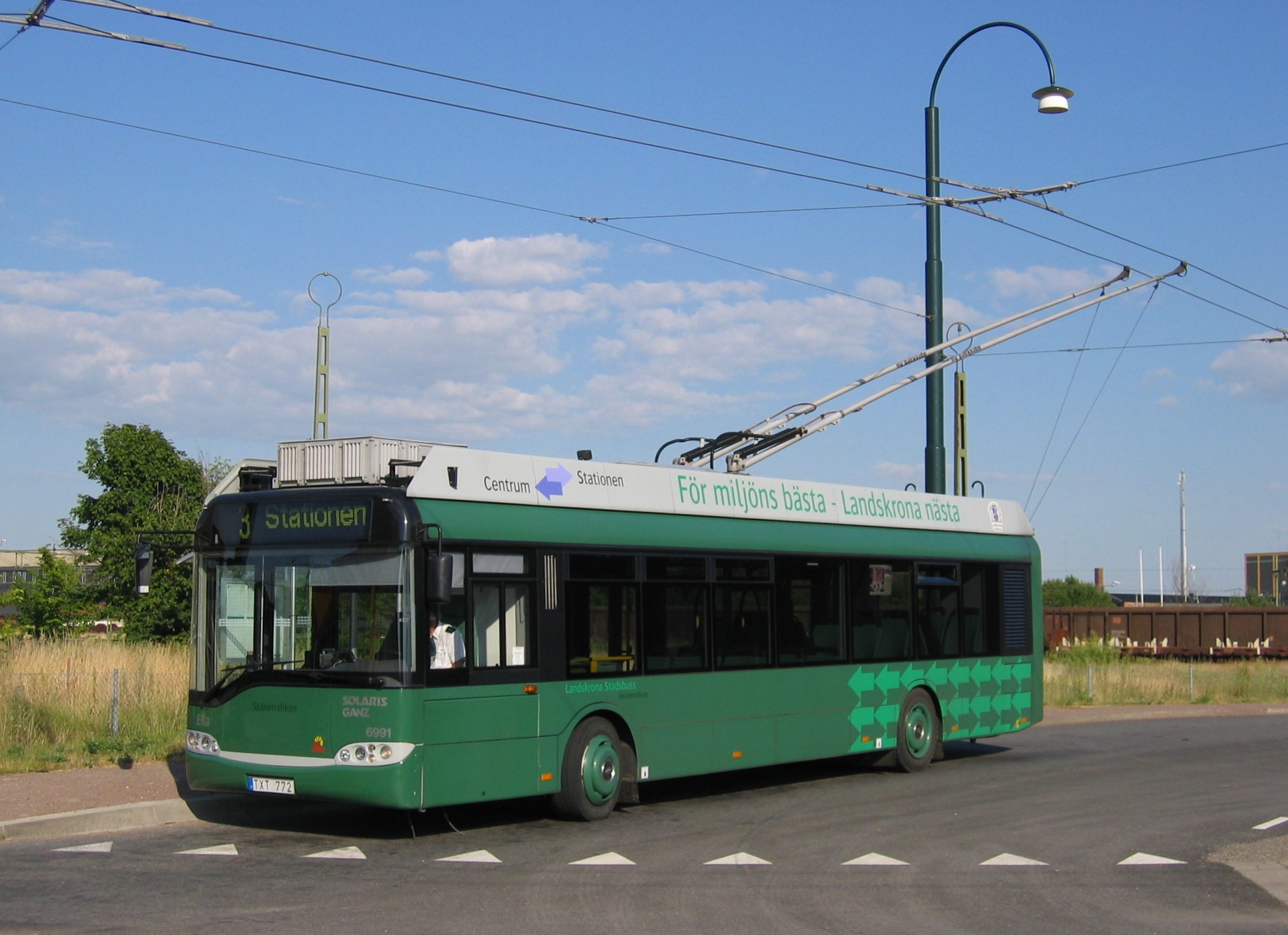
瑞典兰斯克鲁纳的Solaris Trollino 12型无轨电车

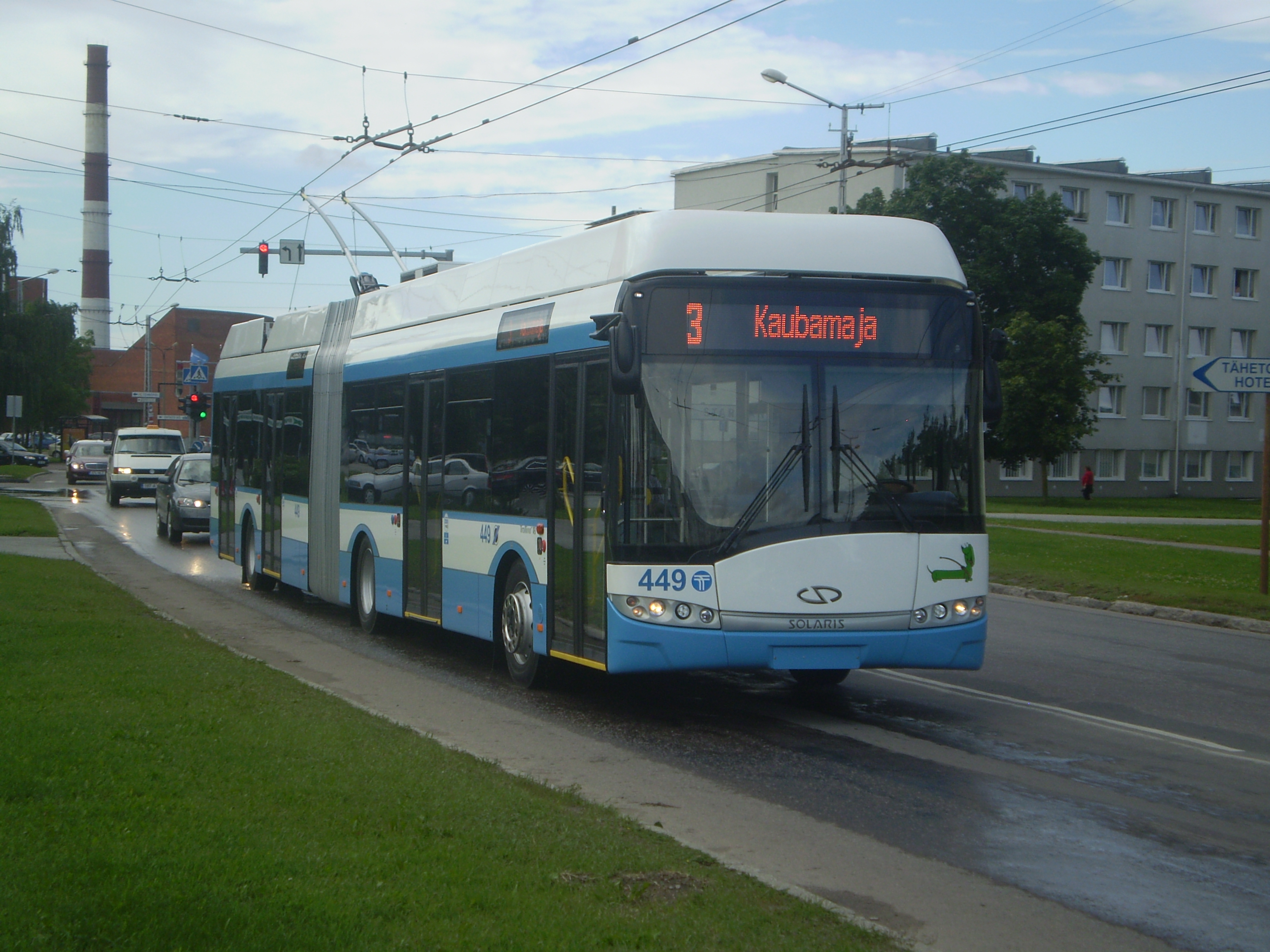
爱沙尼亚塔林的Solaris Trollino 18AC型无轨电车

無軌電車（trolleybus）是一種通常由架空接触网供电、电动机驱动，不依賴固定軌道行駛的道路公共交通工具。而在有些国家或地区（如日本），無軌電車则属于轨道交通的范畴。正因无轨电车兼具道路汽车和轨道交通二者的优缺点，使得其成为当代备受争议的一种交通工具。
无轨电车的車身和底盘一般与普通巴士相同，但车顶需要安装一對受電桿，用于从接触网的一對触线受电并形成电流通路。一般地，无轨电车的受电杆脱线则会失去动力；而装备有动力蓄电池、超级电容器或柴油发电机的双动源無軌電車，则可在没有架空接触网的路段实现离线行驶。

## 名称
- 在中国，无轨电车引入初期，曾根据英语的发音被音译作「拖铃巴士」，音译词不再使用后与有轨电车被统称为电车。1980年代后，无轨电车与公共汽车合称为「公共电汽车」或「公共汽电车」。[註⁠ 1]现代又多由于受电杆形似大辫子而被戏称为「辫子车」。

## 歷史
1882年4月29日至6月13日，德国发明家维尔纳·冯·西门子在柏林市郊公开展示了他发明的世界首辆无轨电车。其后，有关无轨电车的实验研究在欧洲和美国都有进行。1901年7月10日，世界首个载客的无轨电车系统在德国开通运营。虽然该系统仅运营到1904年，但其使用的由两条架空平行接触线和一对靠弹簧支撑的受电杆组成的装置，奠定了现代无轨电车电流授受系统的基础。

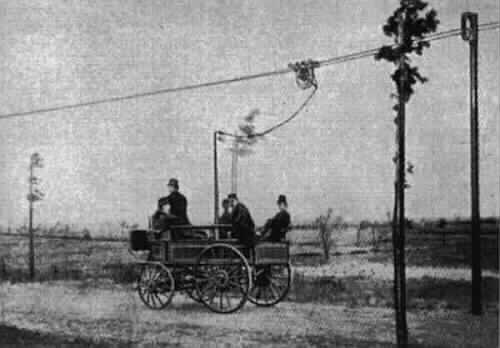
1882年德國柏林的世界首辆無軌電車
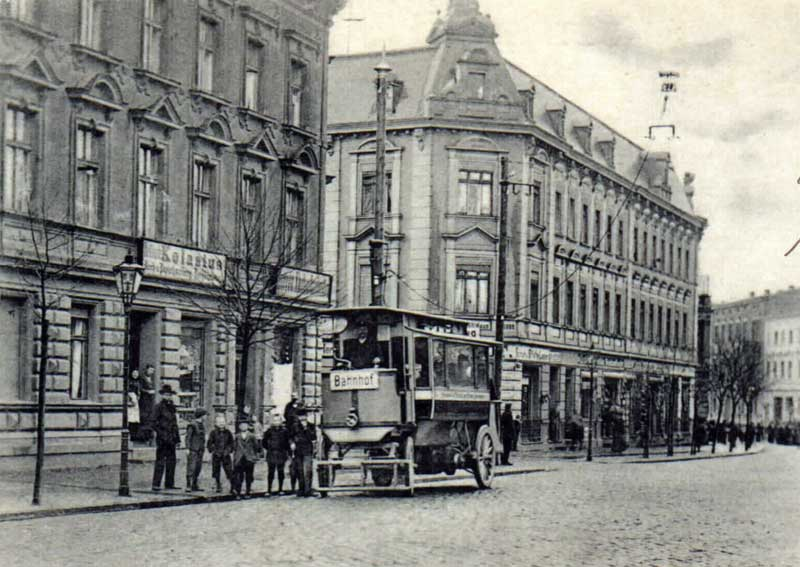
1901年德國的無軌電車
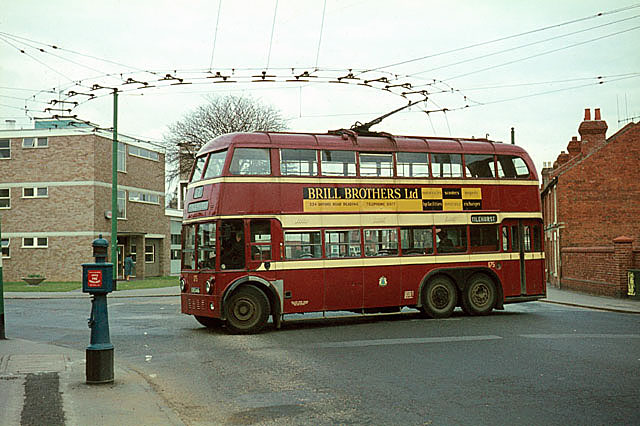
1966年英国雷丁的双层無軌電車
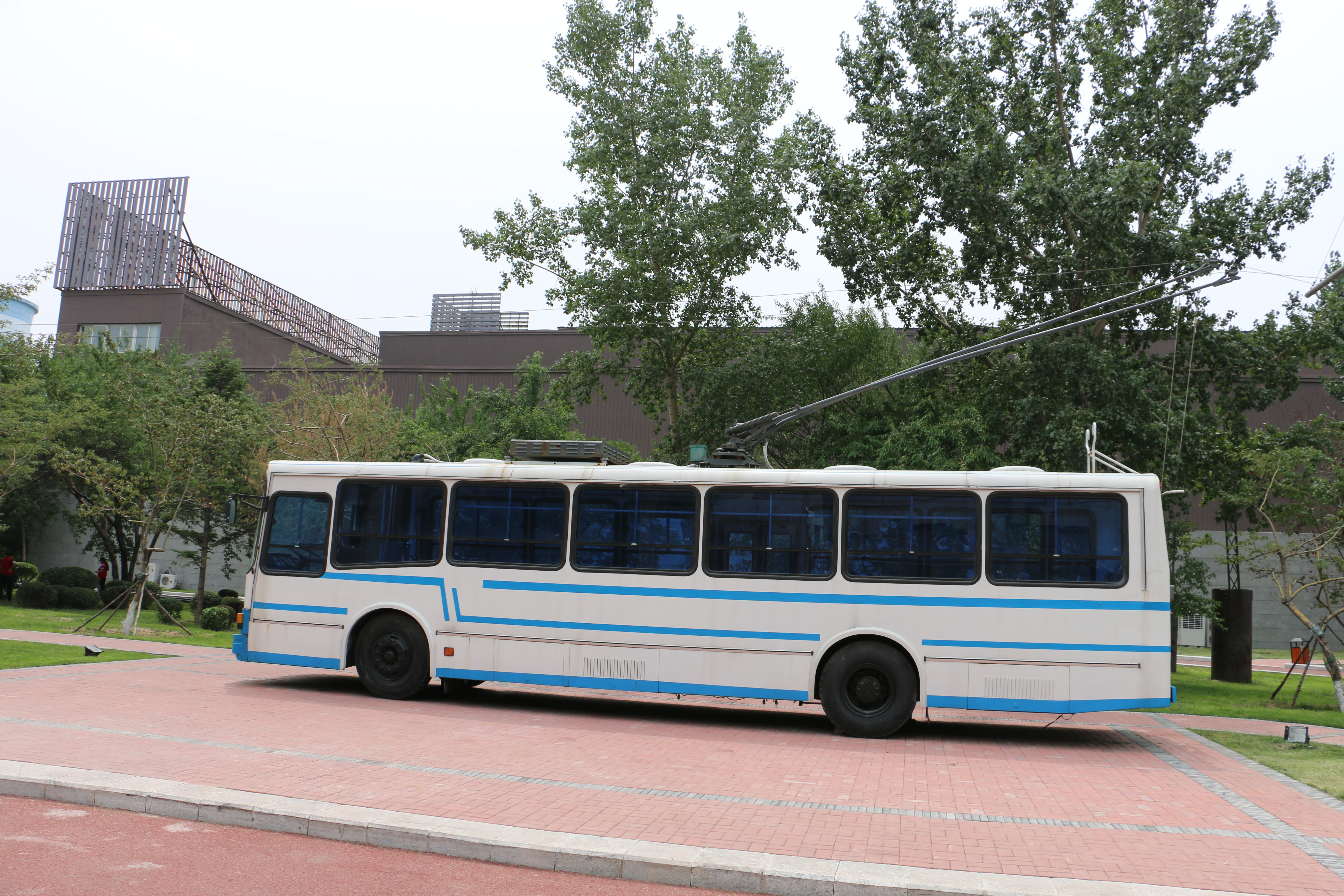
中国工业博物馆沈凤牌无轨电车

中國在二十世紀初引入無軌電車，1914年11月，由英商上海电车公司开辟了由郑家木桥至老闸桥的14路无轨电车，成为大中华区最早的无轨电车线路。二十世紀三十年代，无轨电车在世界范围上得到了广泛应用，英国制造了双层无轨电车。四十年代，意大利生产了铰接式无轨电车。五十年代中期，世界上约有500个城市拥有无轨电车。六十年代，隨著汽車的普及和燃油公共汽車進入競爭的发展，無軌電車与有軌電車在西歐部分国家及北美洲国家逐漸减少。七十年代初，由于能源短缺和汽车公害造成的严重社会问题，无轨电车重新受到部分国家和地区的重视。
在经历了发展的高潮和曲折之后，时至今日，世界上有40多个国家使用无轨电车，300多个系统仍在运营。其中，拥有无轨电车最多的三个城市分别为俄罗斯的莫斯科、圣彼得堡和白俄罗斯的明斯克，这三个城市均为前苏联国家的城市。西歐則以瑞士擁有無軌電車的城市最多。中国仍有10个城市擁有無軌電車，此外还有部分煤矿（如泰安肥城杨庄矿区、太原杜儿坪矿区）使用无轨电车担当职工通勤。

## 系统构成

### 车辆
|  | 1. 架空接触网触线 2. 路线侧牌 3. 后视镜 4. 远光灯 5. 车前门（一般为上客门） 6. 后轮 7. 车中、后门 8. 前轮 9. 侧边装饰 10. 卷绳器（又名绳箱） 11. 拉索 12. 受电头（内有触靴） 13. 受电杆 14. 杆钩 15. 顶置电控或空调 16. 车辆自编号 |

无轨电车车顶配置有一对受电杆。受电杆内部中空，包有受电电缆。受电杆顶端为受電头，其上可旋转的触靴中嵌有石墨制成的导电炭滑块。

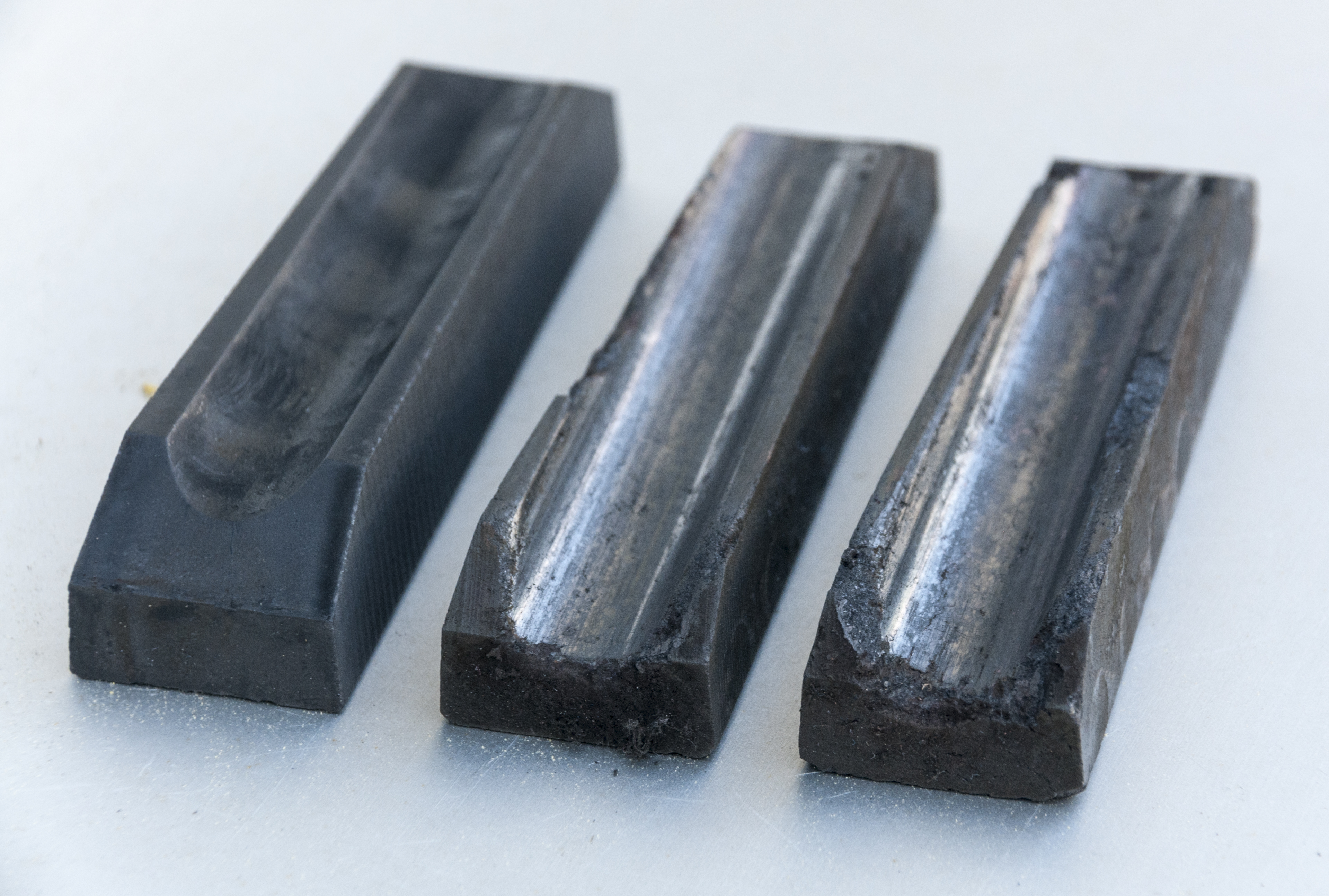
受电头触靴内的炭滑块（左一为全新，中右为使用磨损的）
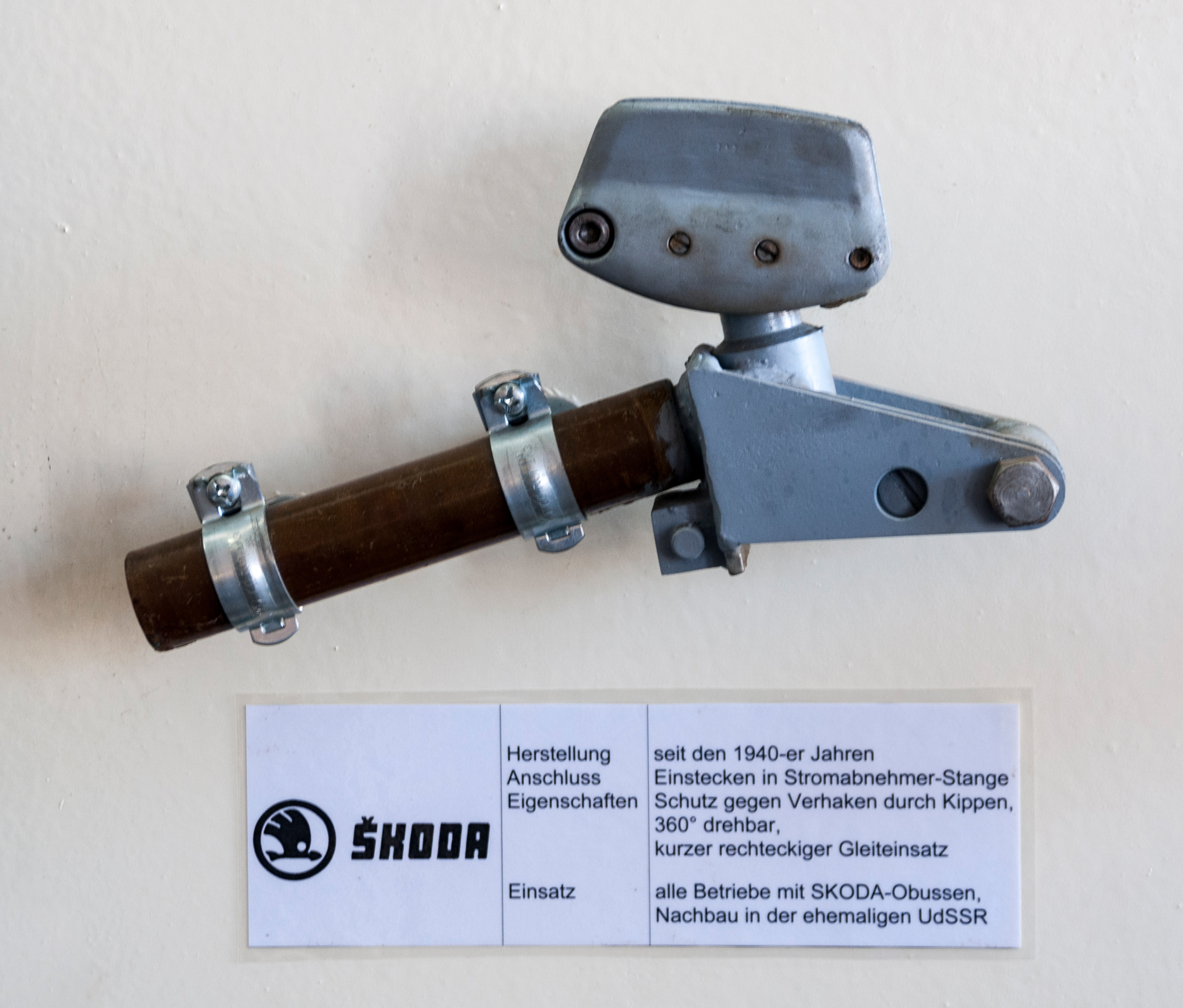
受电头侧视图
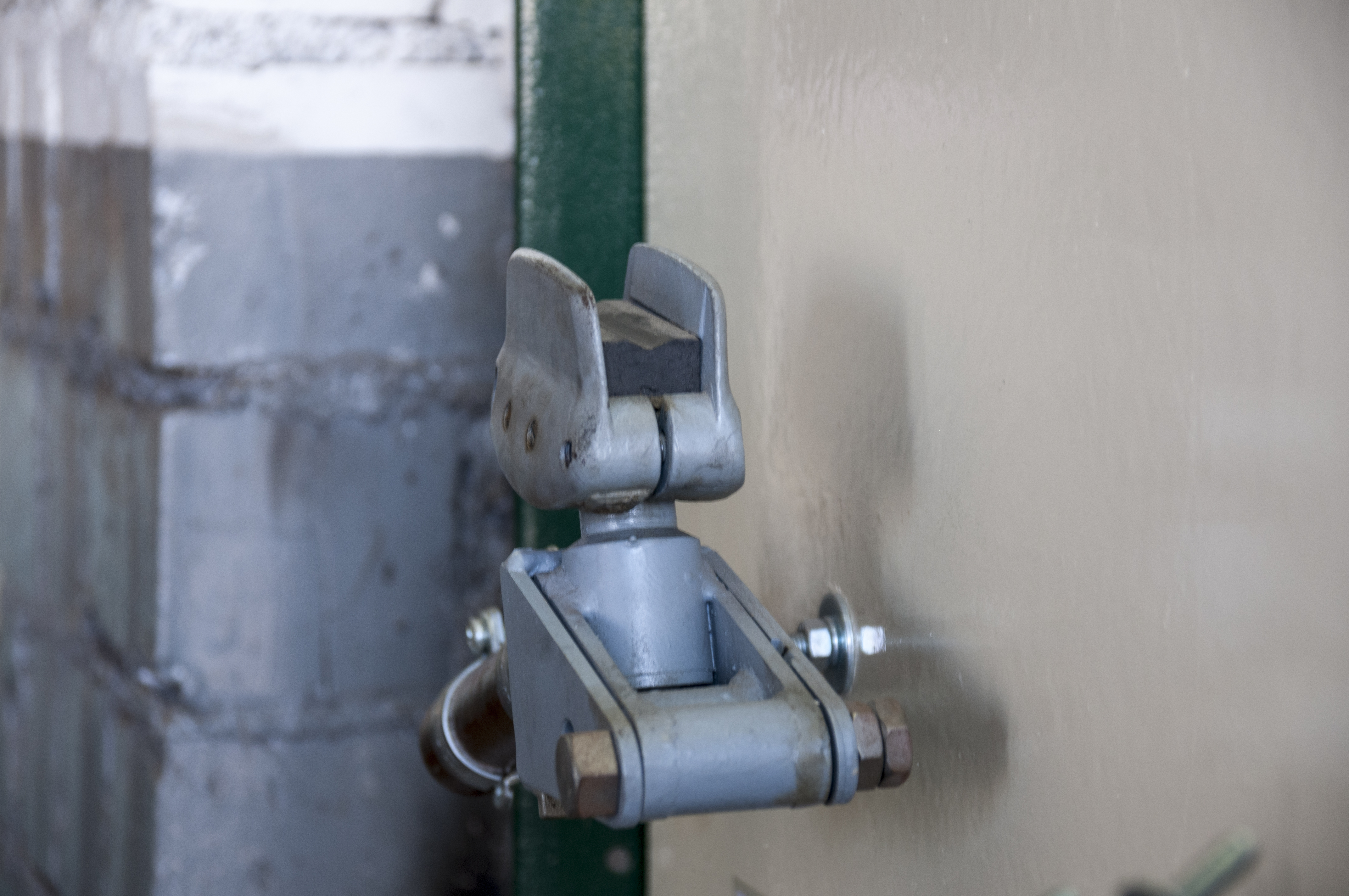
嵌有炭滑块的受电头
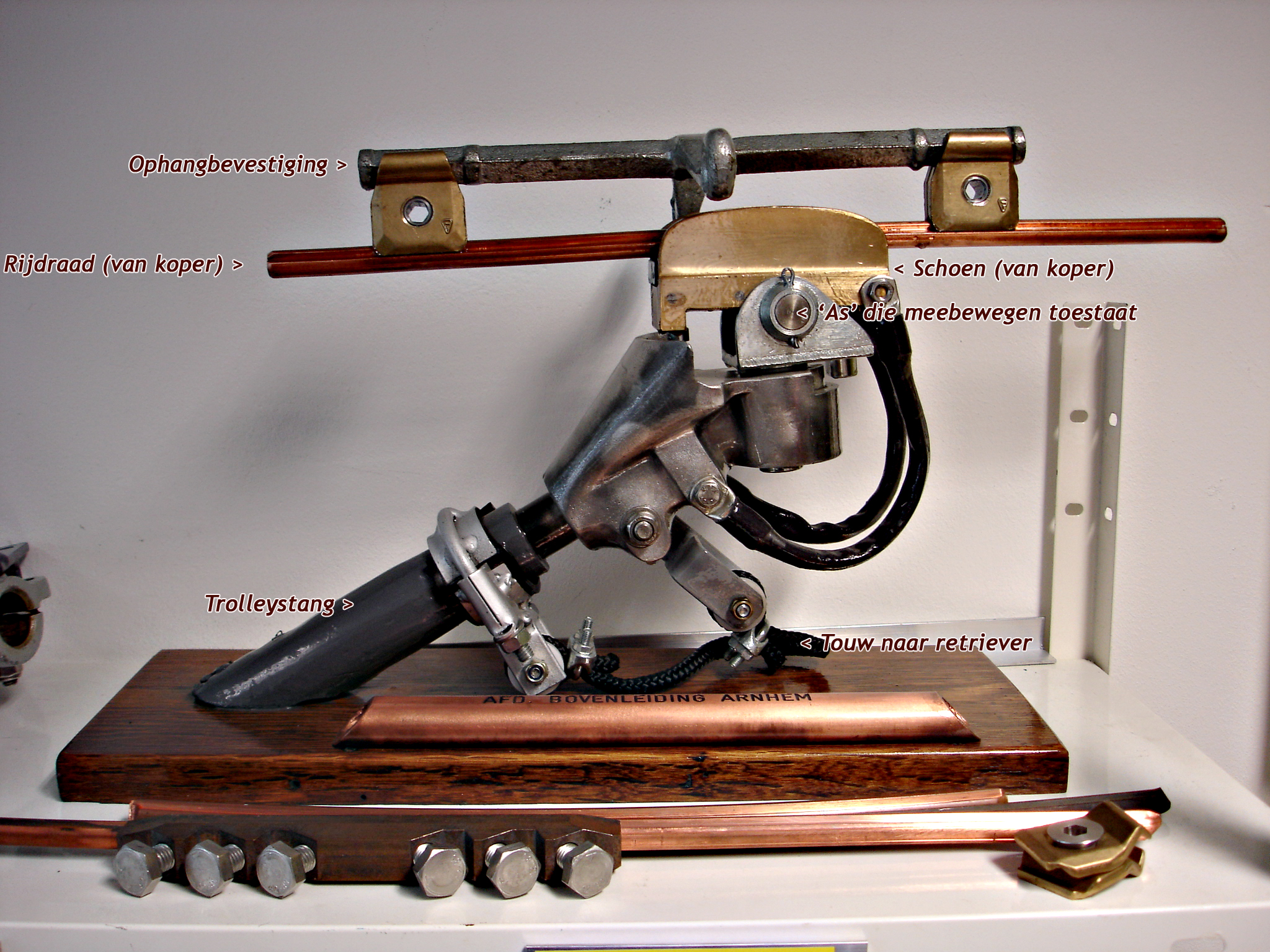
受电杆与触线连接的示意模型

车辆运行时，受电杆在其基座弹簧的作用力下向上翘起，炭滑块直接与架空接触网的一对触线滑动接触受电并形成电流通路。车辆行驶轨迹前有障碍物时，受电杆可绕基座左右转动（偏线），在一定范围内不脱线绕避障碍物；但在遇到超出范围外的障碍物时，必须降下受电杆脱线绕避。

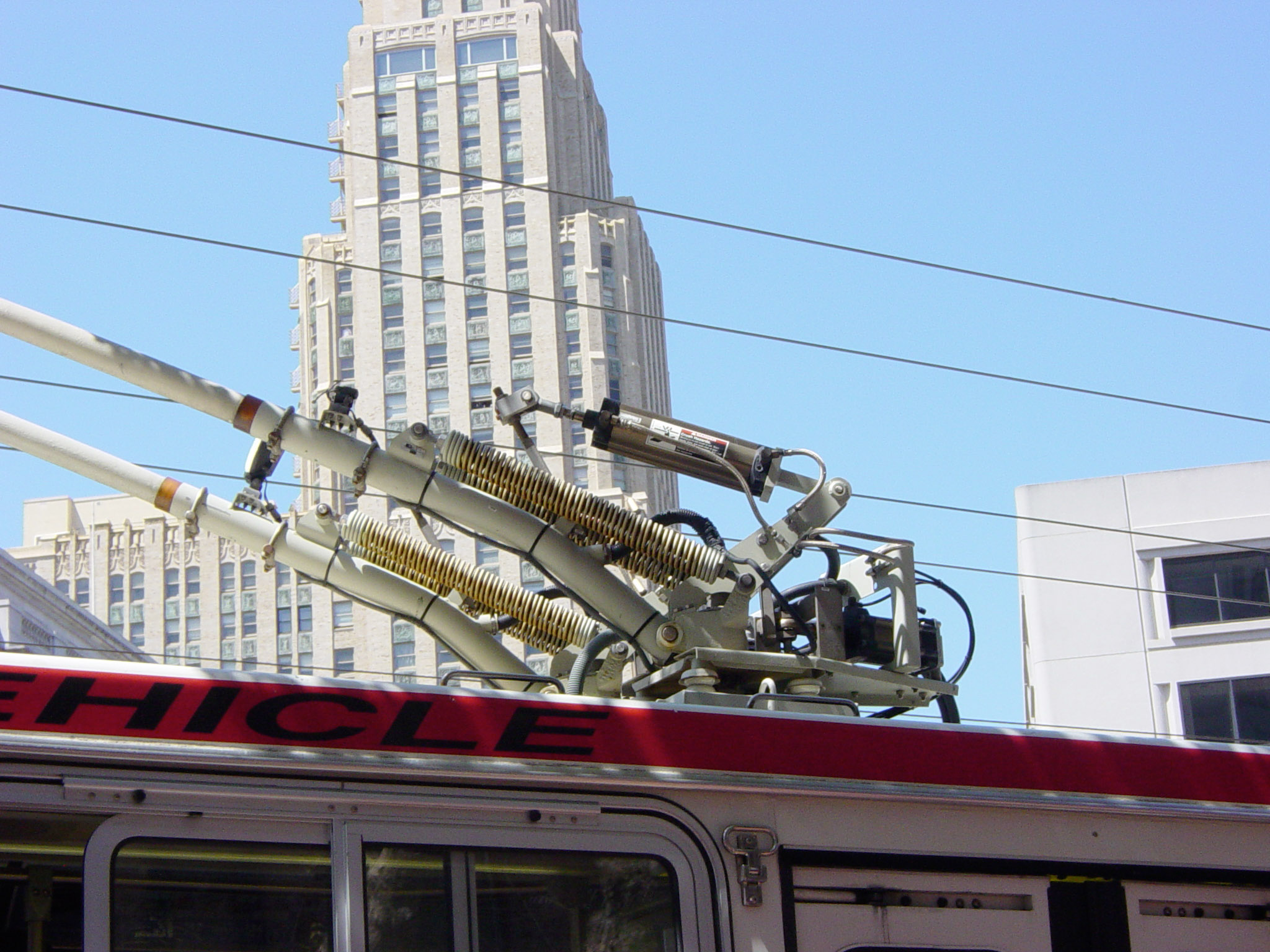
自动升降受电杆座
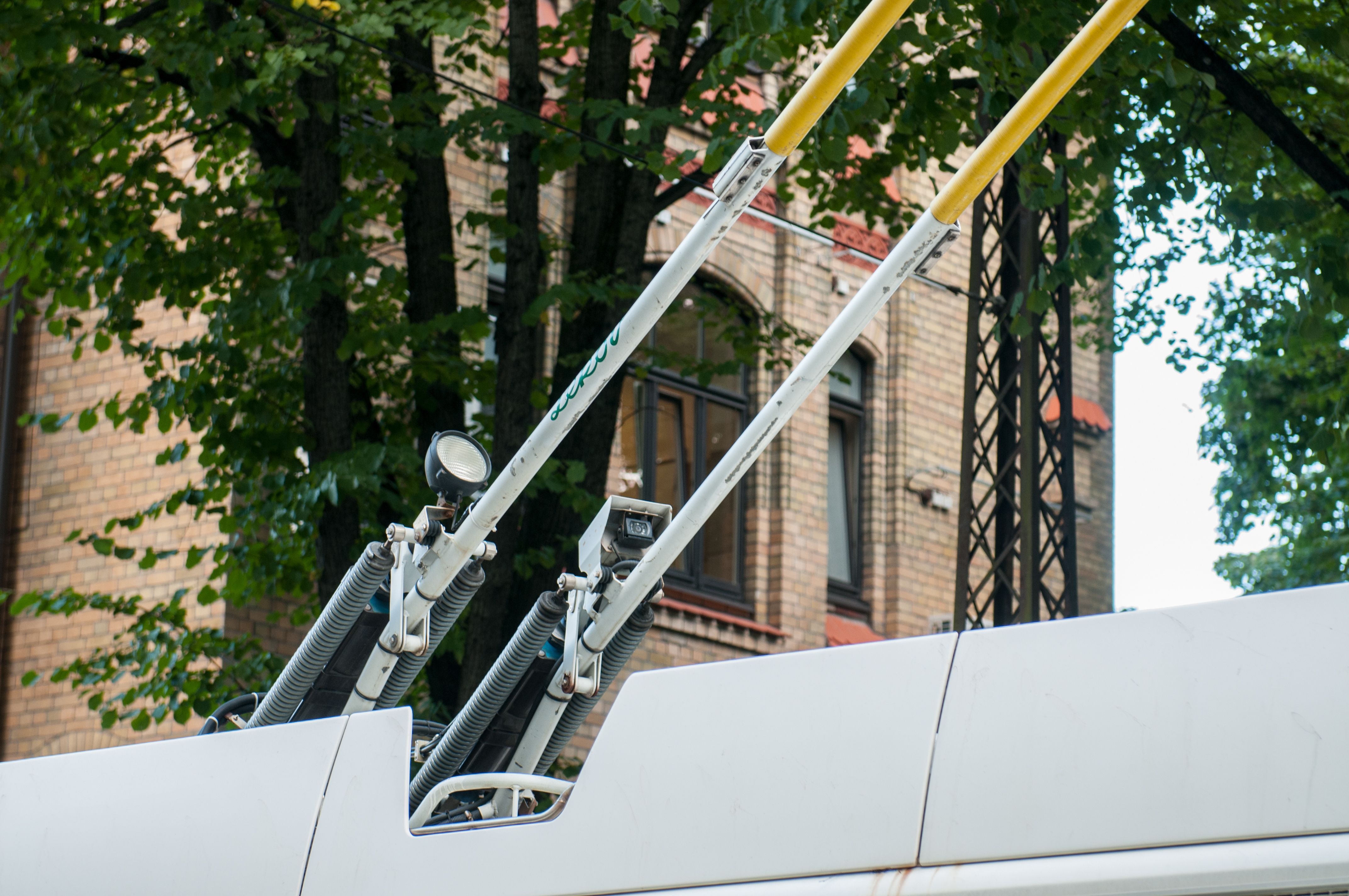
带有照明及监控探头的受电杆根部
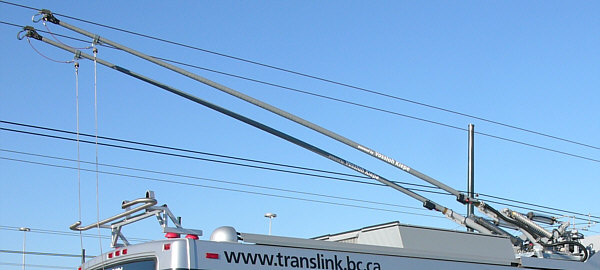
受电杆
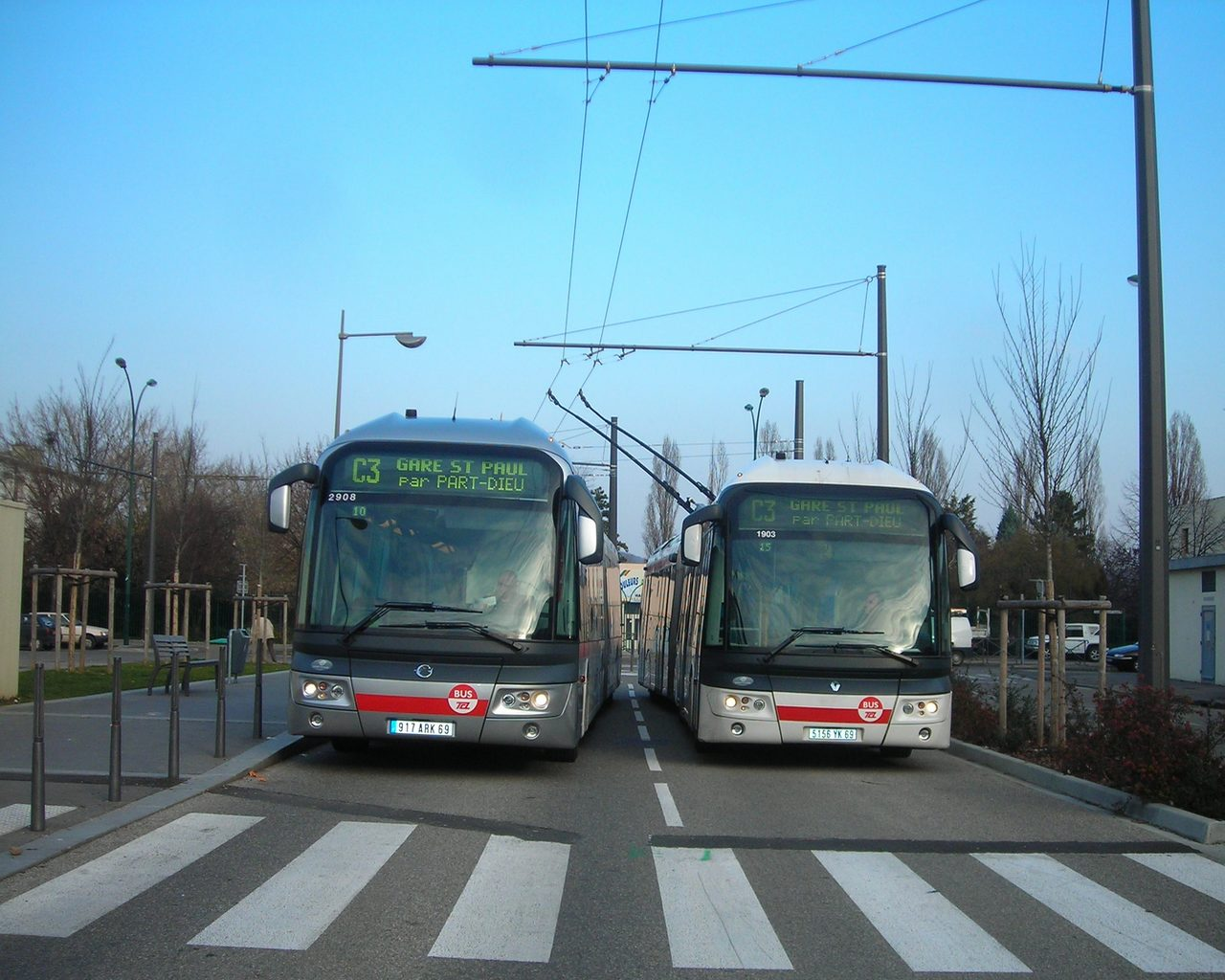
無軌電車偏线超车
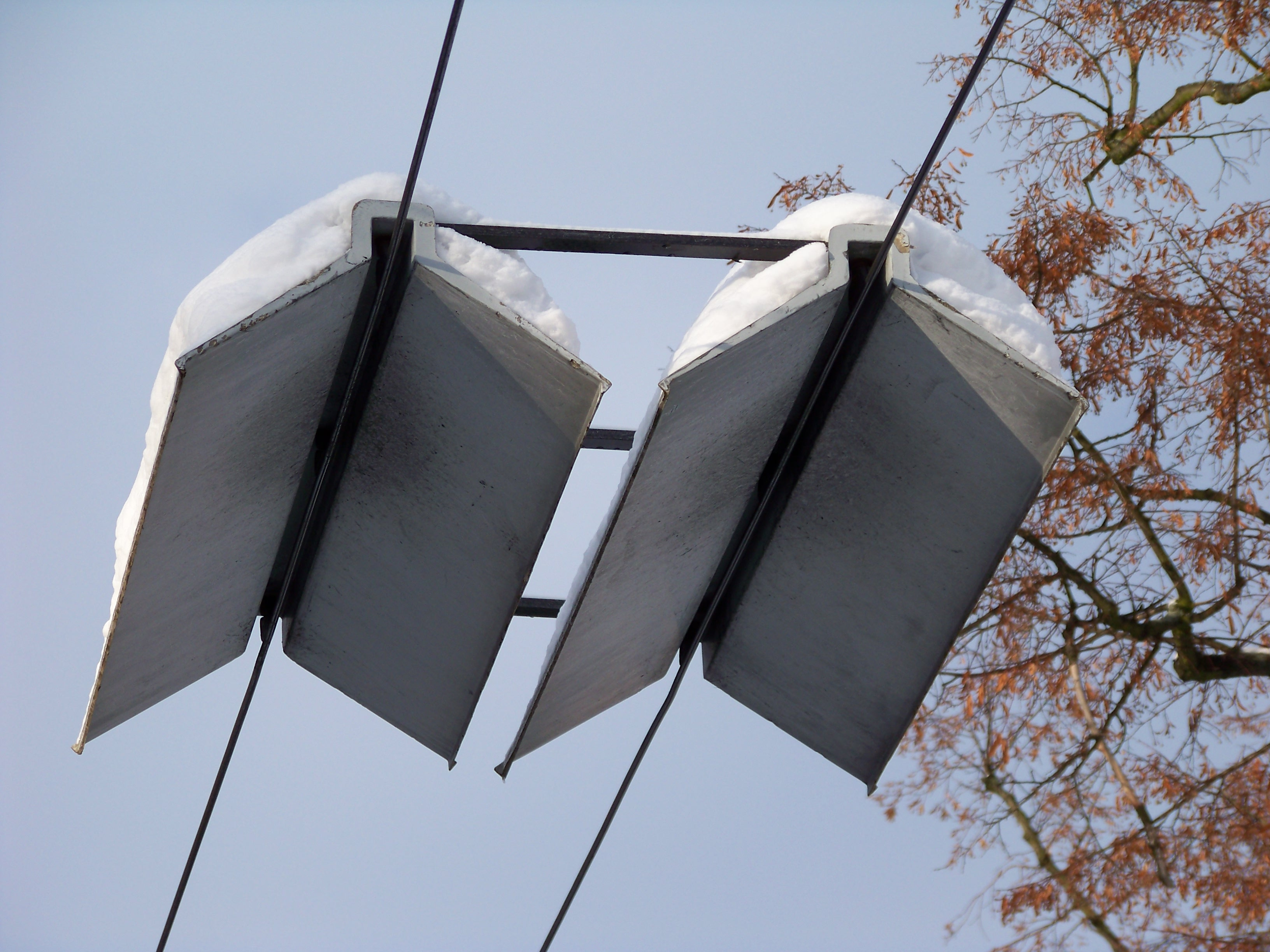
置于触线上方的受电杆捕捉器
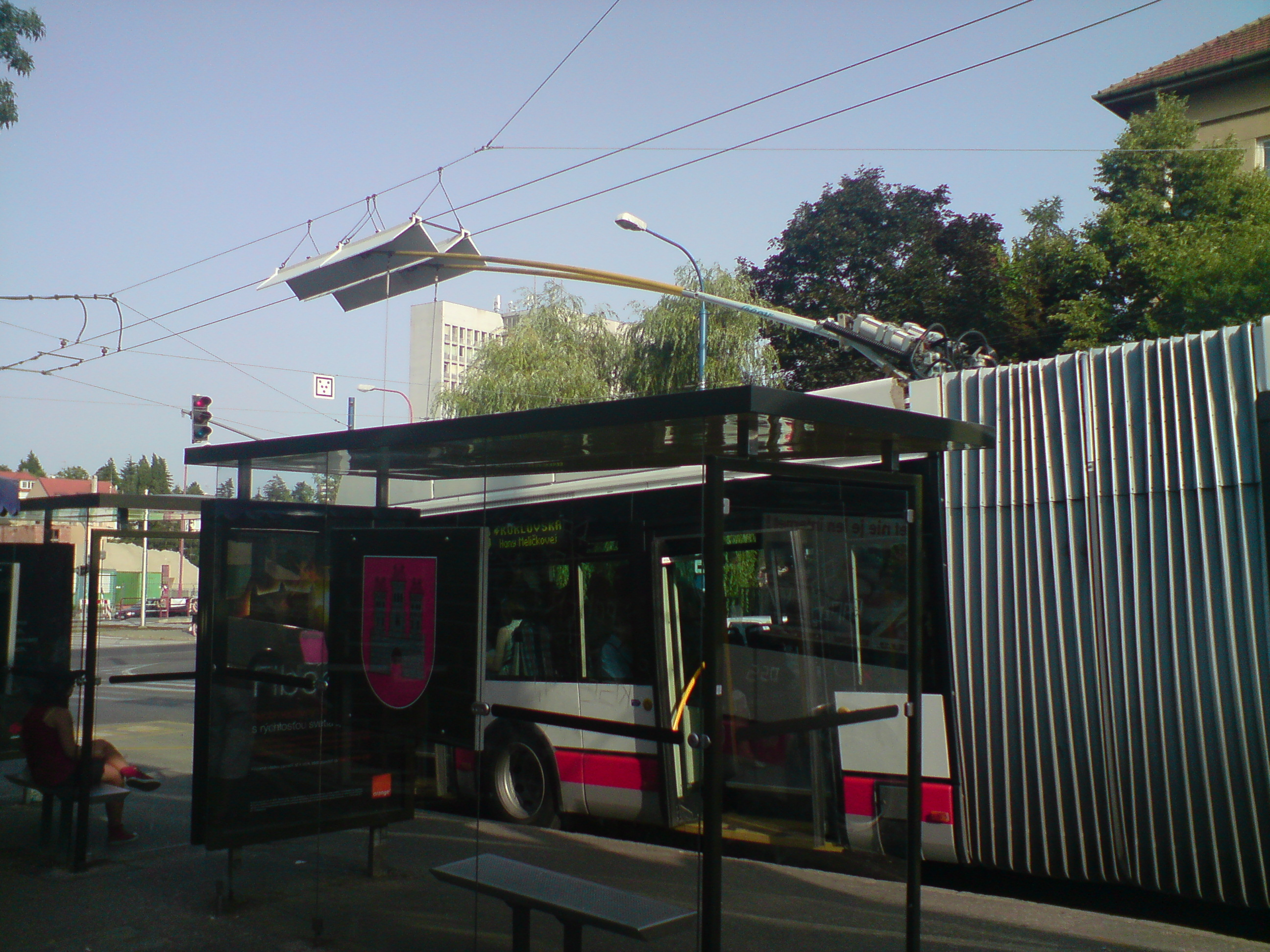
受电杆通过捕捉器自动搭接至接触网（停站时）
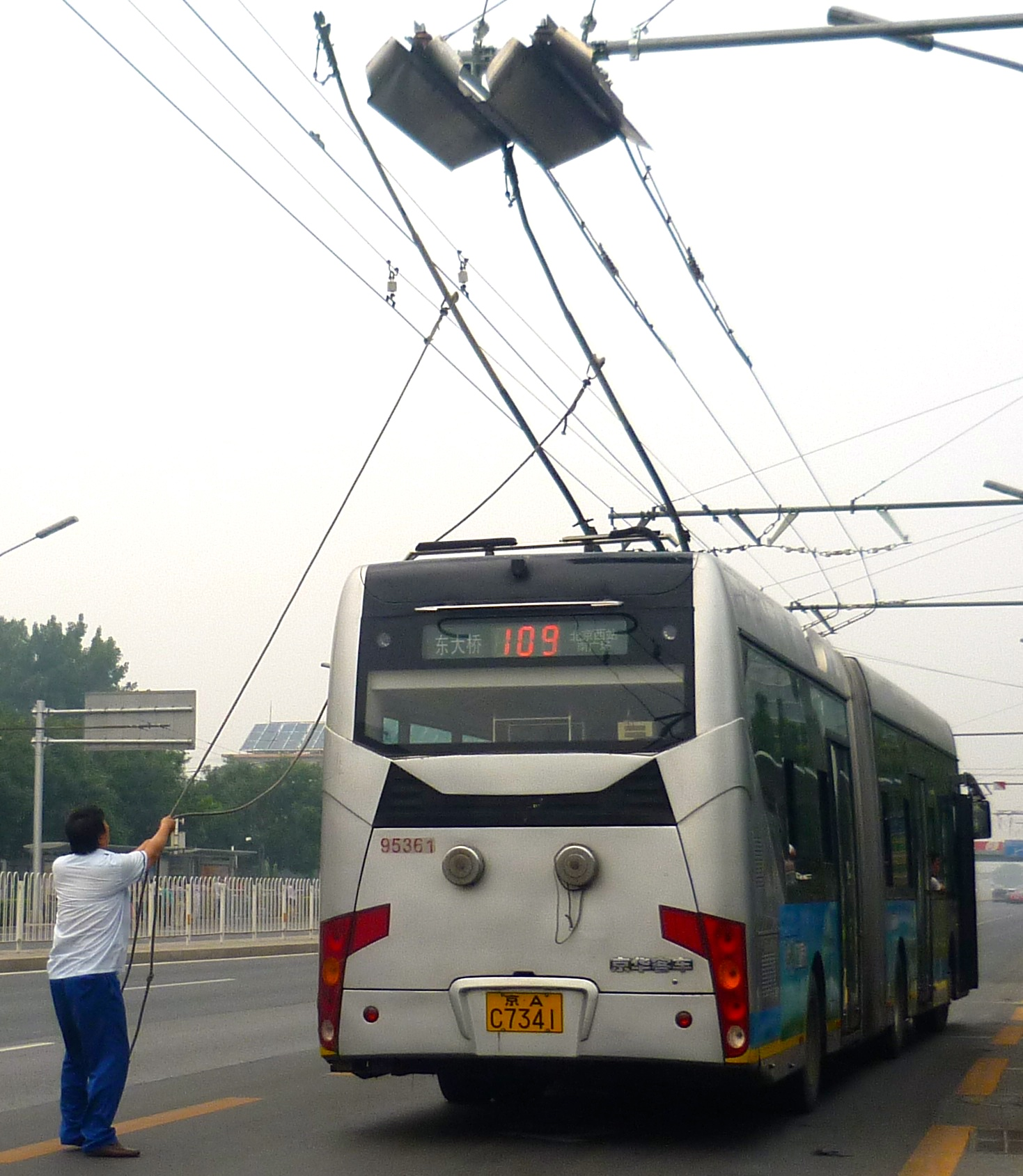
受电杆手动搭接至接触网（意外脱线）

车辆临时停驶时，受电杆座弹簧可由气动或液压泵压缩，或直接人工牵动拉索将受电杆从接触网降下后锁止在钩杆内。车辆在场内停驶时，为保护弹簧弹性，一般不将受电杆锁止在钩杆内，而是任其翘起，称为“甩空”。为防止车辆内部积蓄静电，无轨电车车底一般安装有接地铁链或金属橡胶条，车门开启前可与大地直接相连，将积蓄的静电释放，保证人员安全。

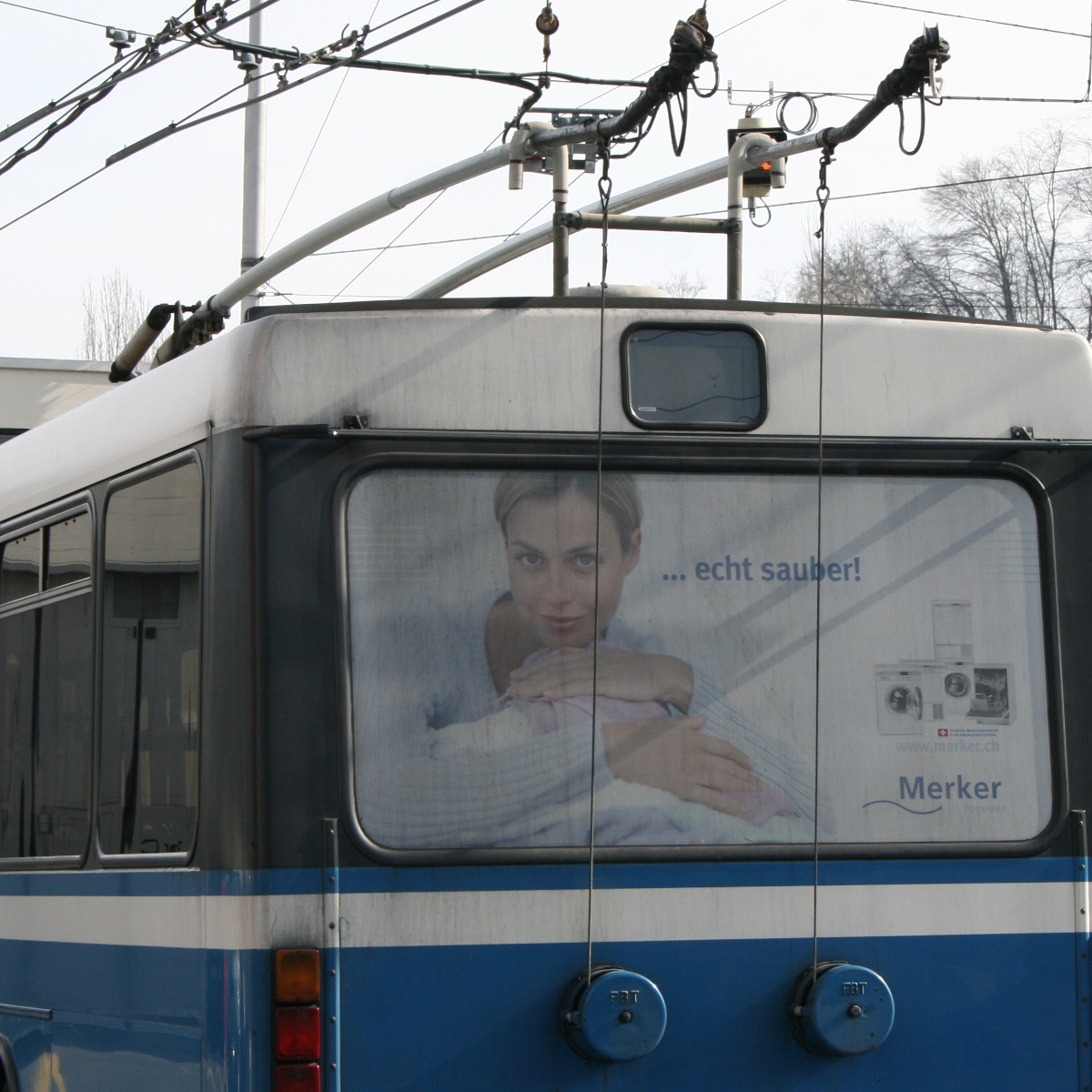
受电杆被锁止在杆钩内
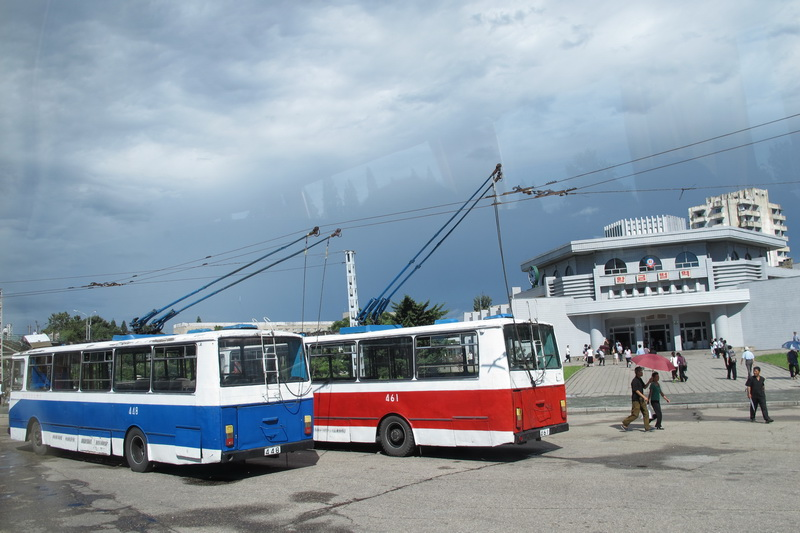
停驶时的受电杆须“甩空”（红色车）
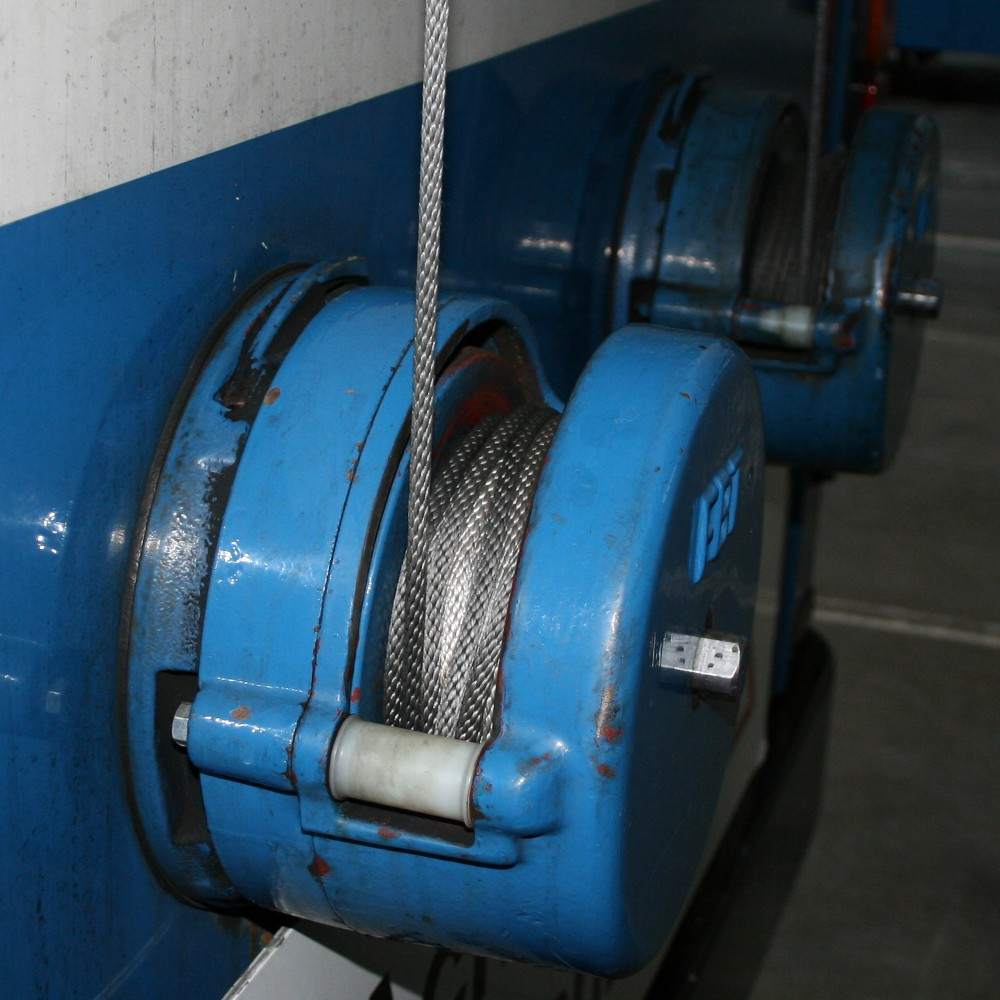
受电杆拉绳的卷绳器
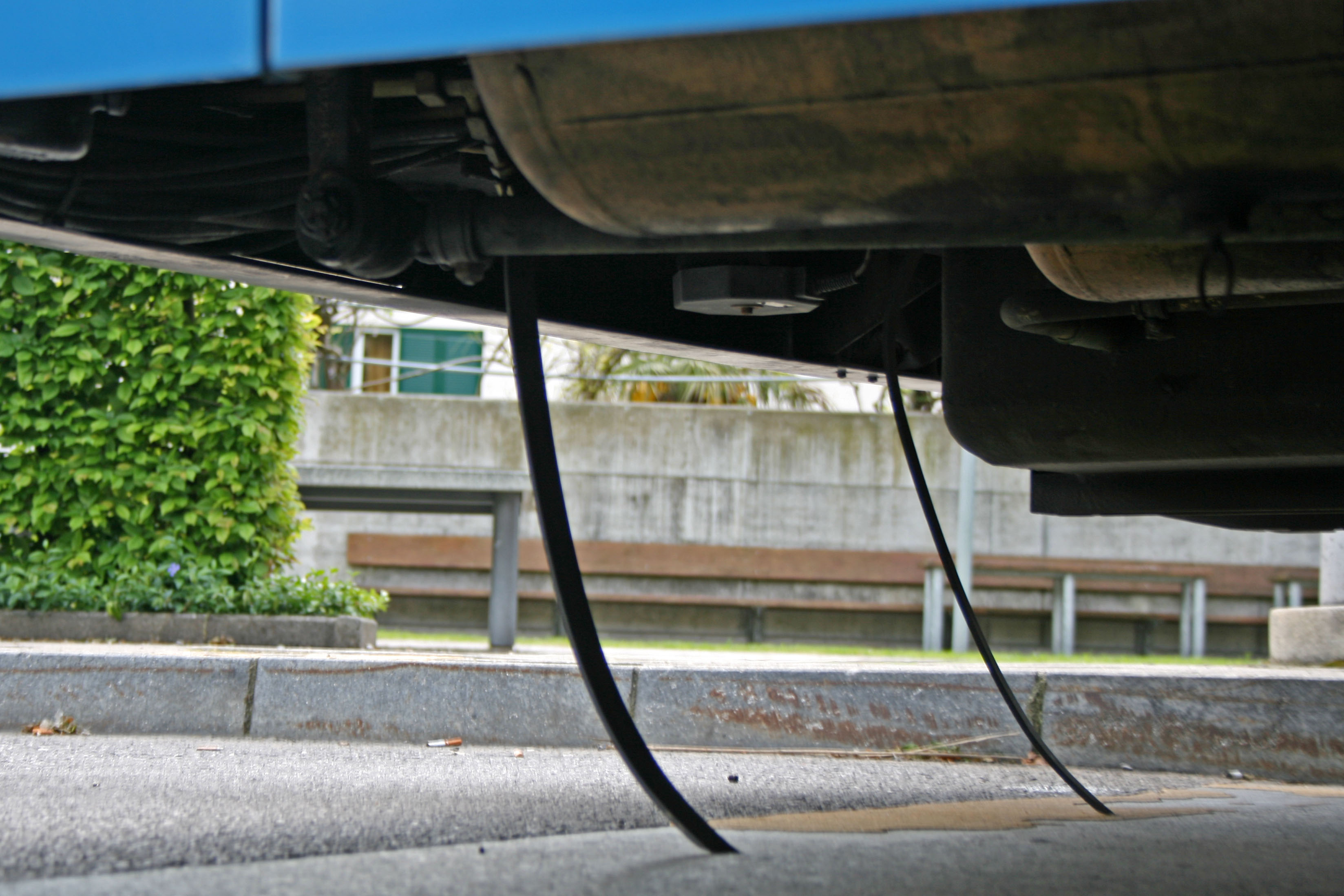
车底接地放电用金属橡胶条

### 架空接触网
无轨电车运行的动力主要来自行车轨迹上方设置的架空接触网。城市电网提供的高压交流电通过降压整流变电站变为600至750 V的直流电，通过馈线馈给触线，触线则直接给车辆授电。双动源无轨电车连接接触网时还可为车载动力电池充电。行车方向左侧触线为正极，右侧为负极。触线材质一般为铜银合金或纯铜，通过夹板夹持上半部悬吊，下半部与受电杆炭滑块滑动相接。

接触网触线截面图
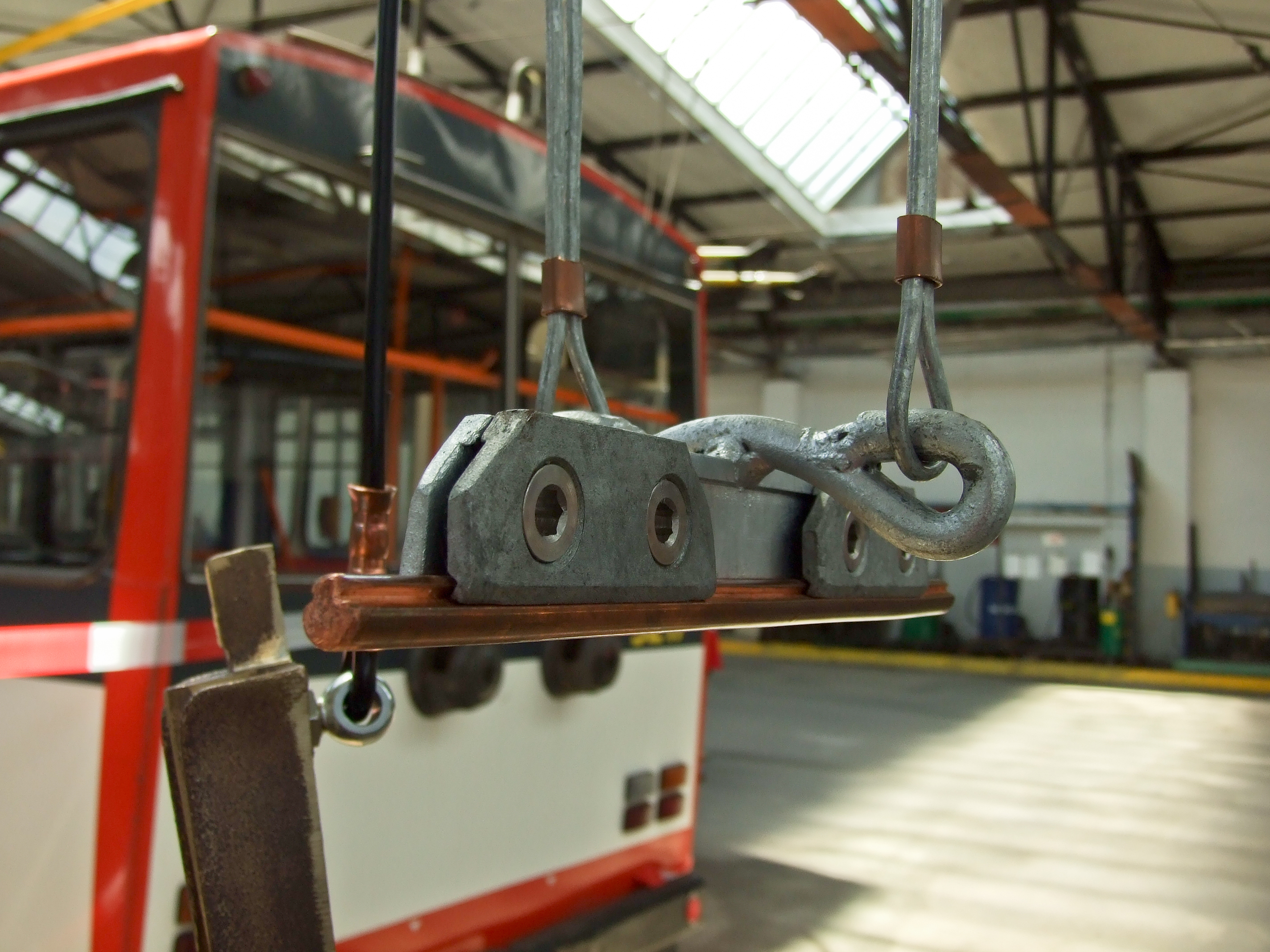
接触网夹板与触线的连接
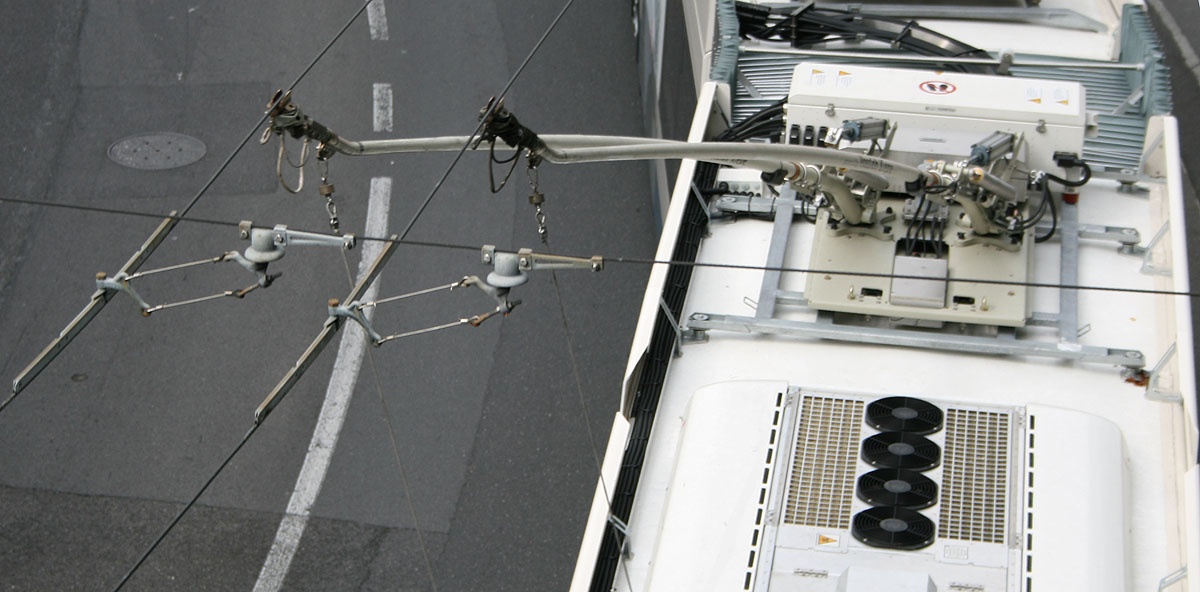
受电杆与接触网相连的运行状态

复杂的接触网通常设置枢纽件以布置多组触线。枢纽件分为分线器、并线器和交叉器，可实现多路无轨电车行驶轨迹的分离、合并和交叉。当系统存在多个供电区间时，一般通过分段绝缘器和均压线进行接触网电压的隔离和平衡。

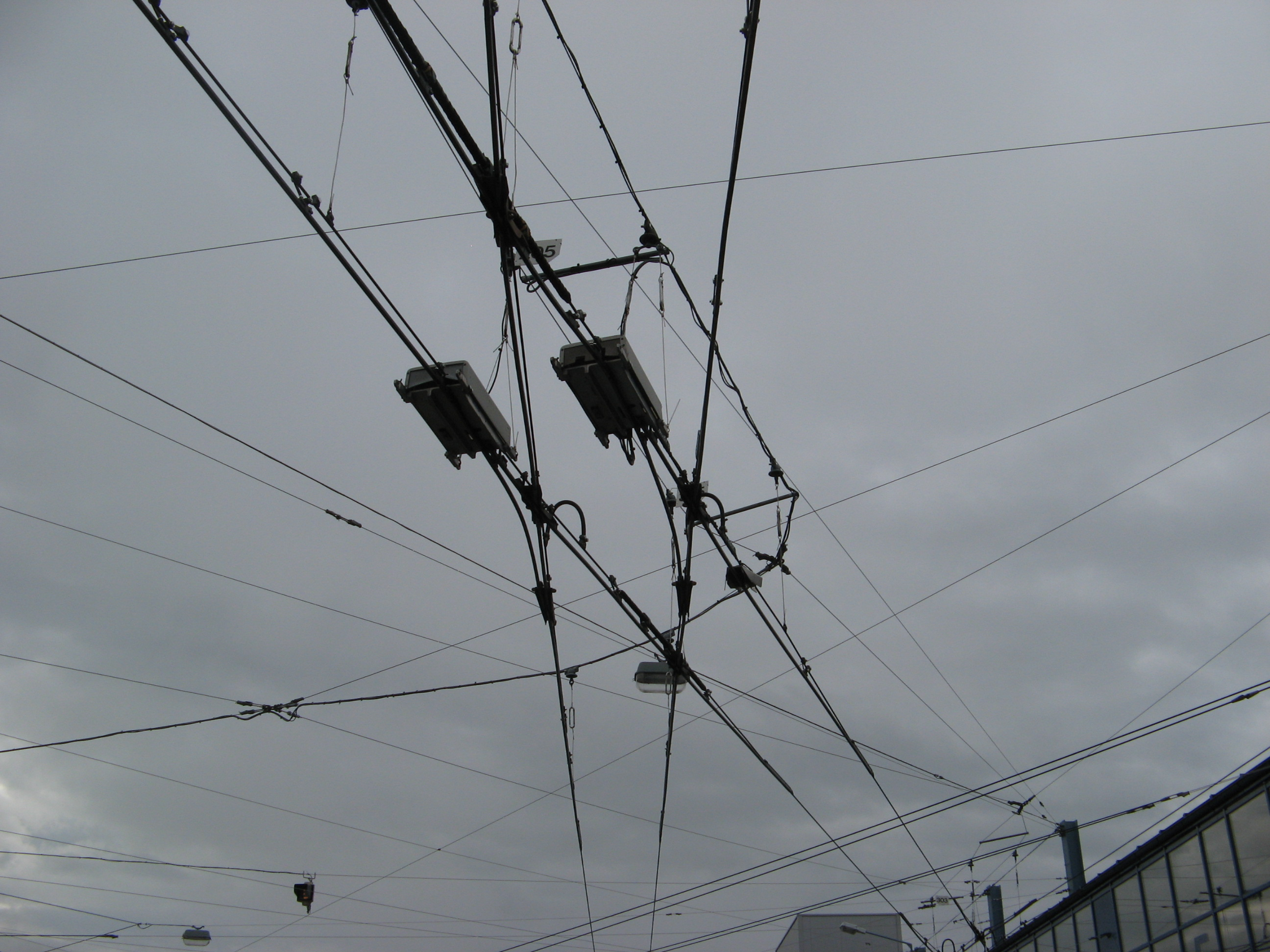
接触网分线器（一分二）
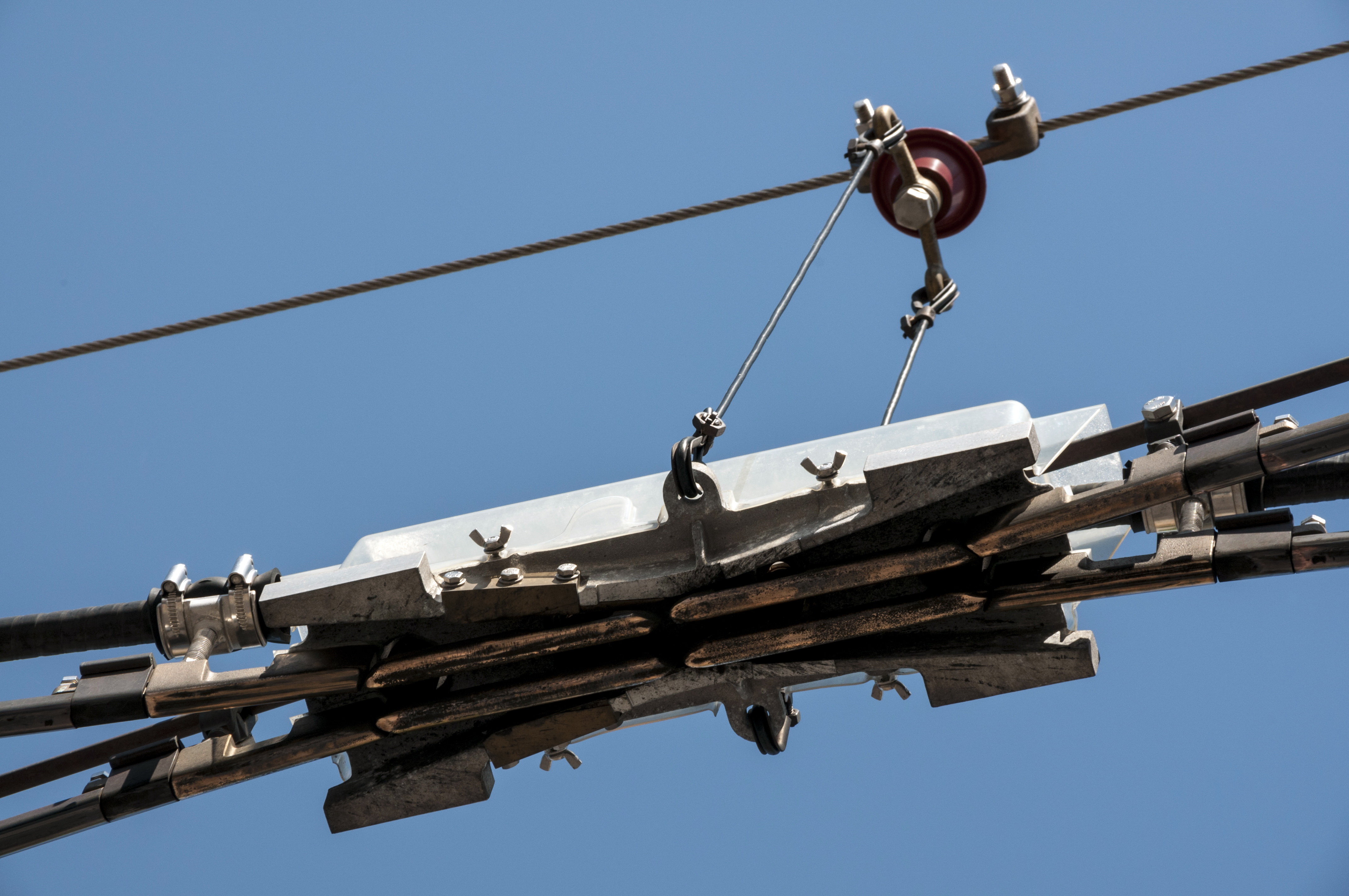
分线器活动芯特写
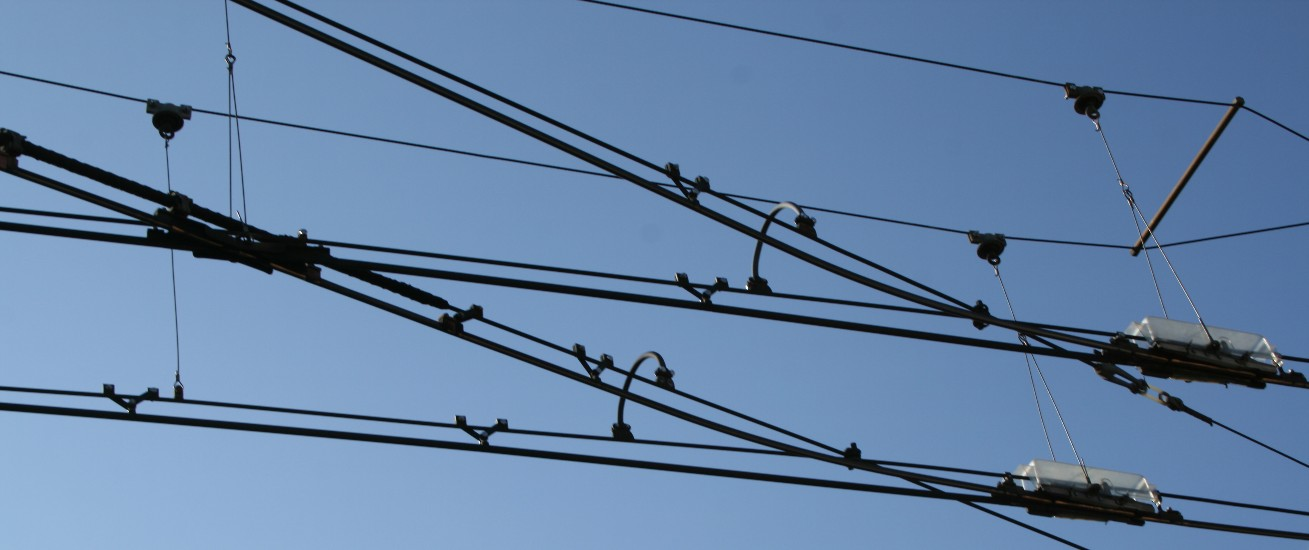
接触网并线器（二并一）

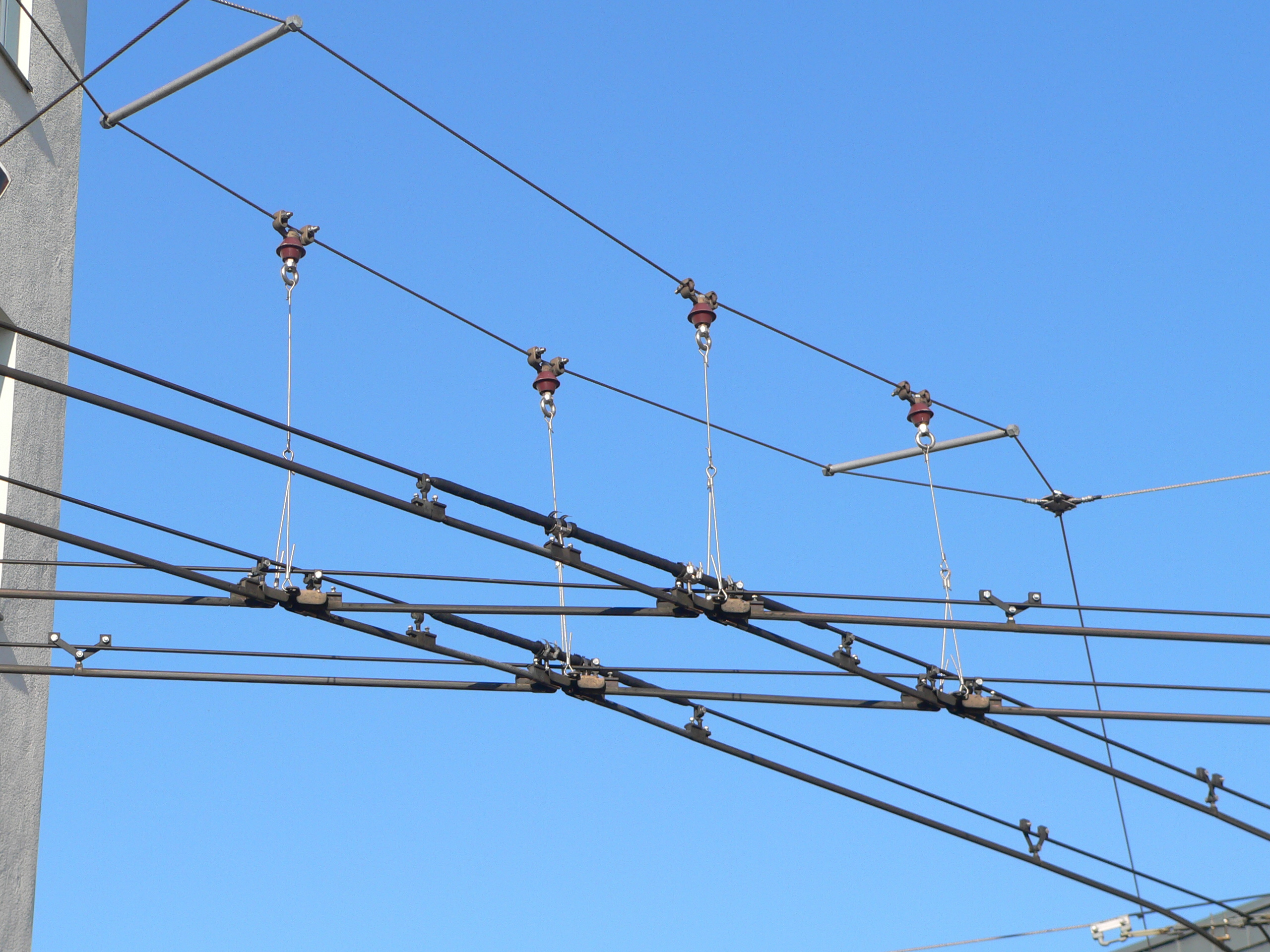
接触网交叉器（双线与双线）
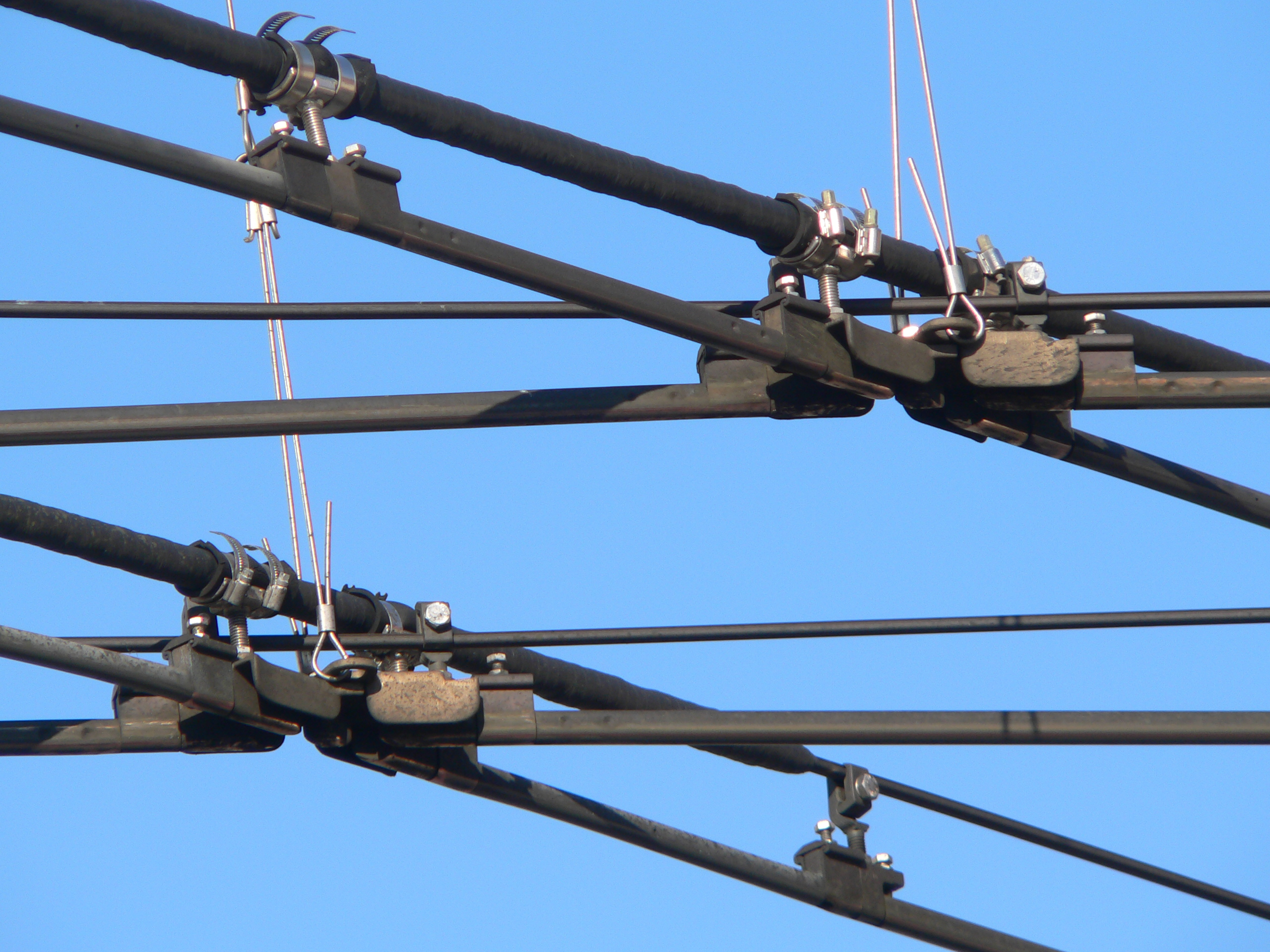
接触网交叉器特写
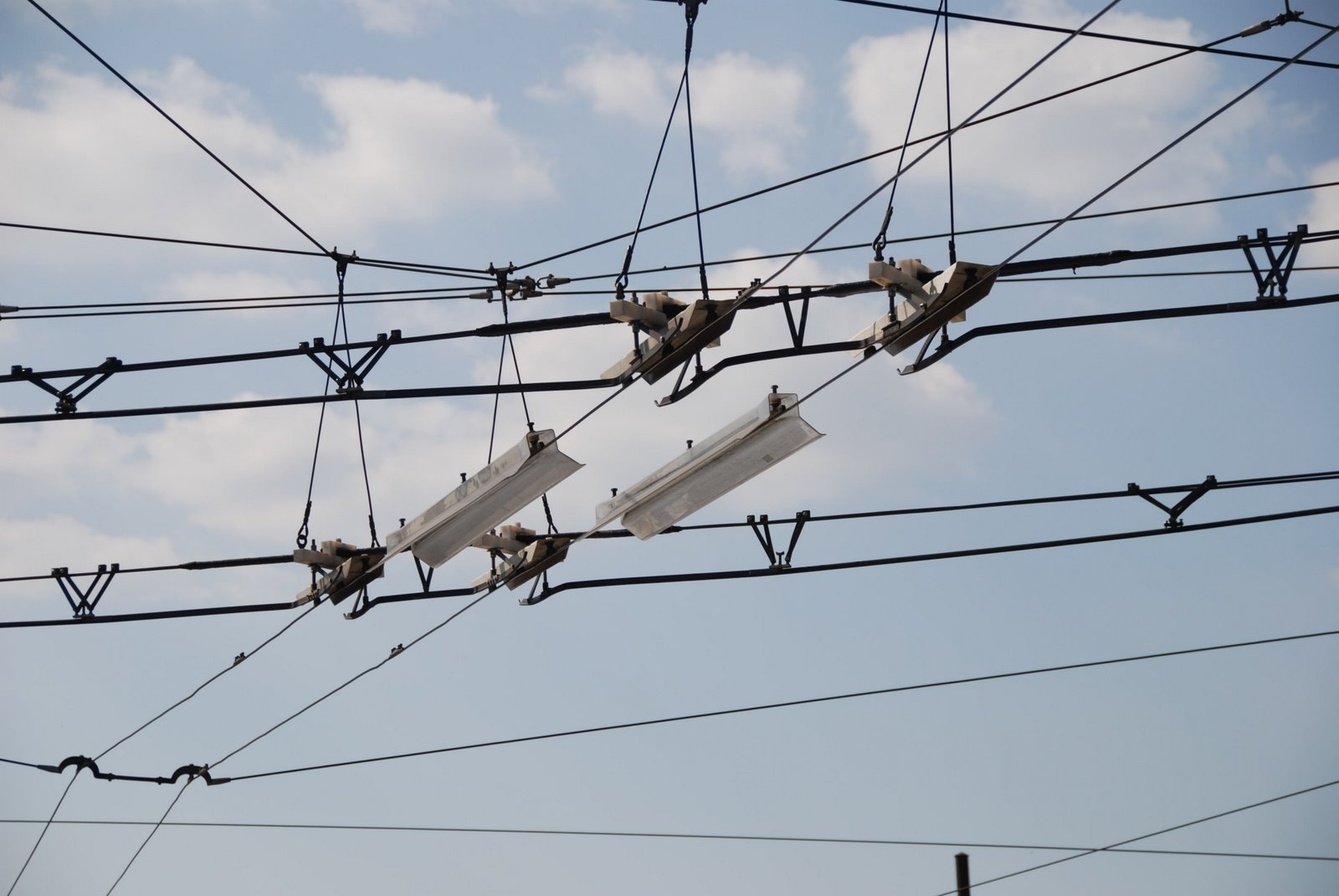
接触网交叉器（双线与单线）
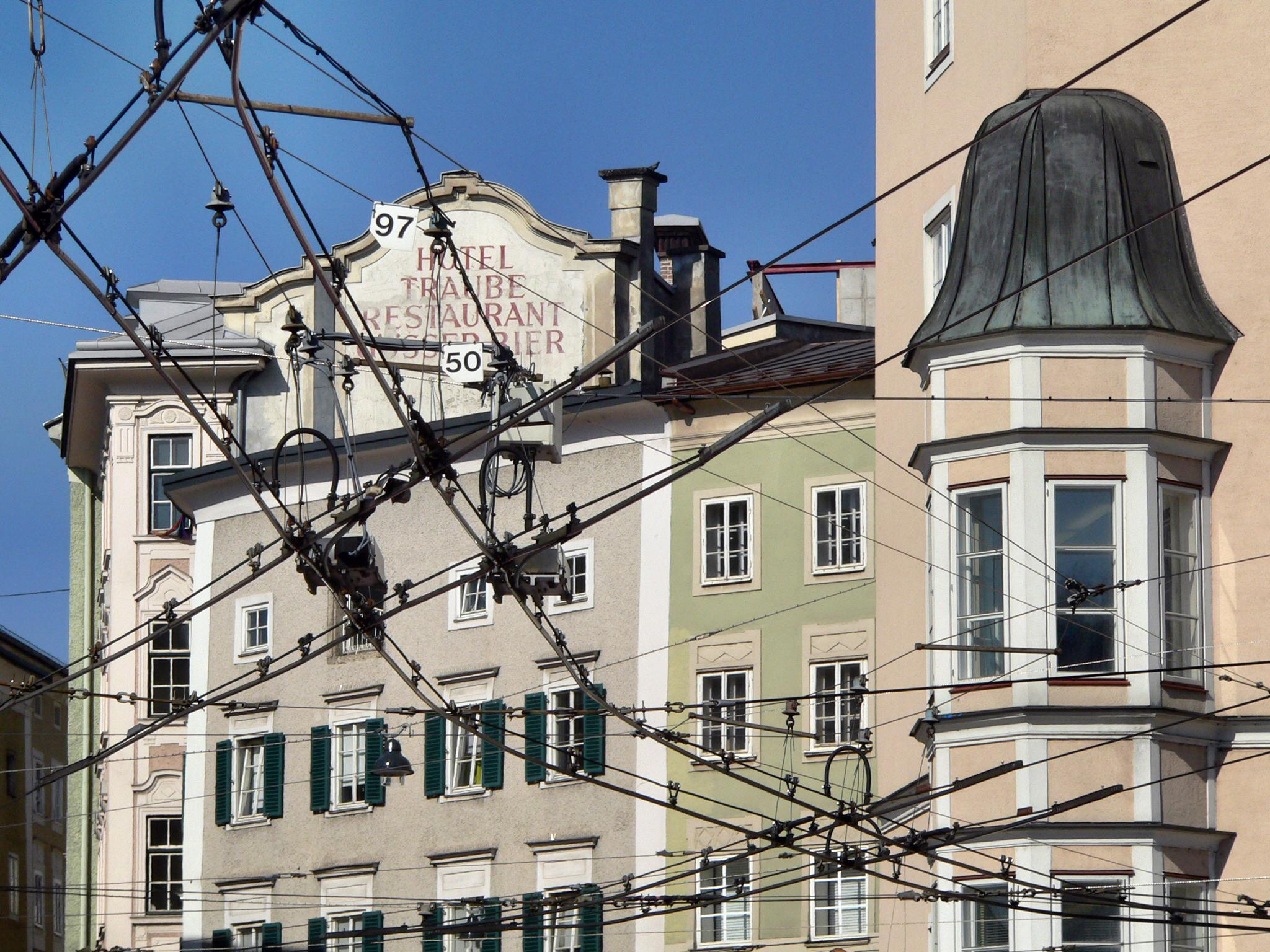
接触网交叉器（双线二次交叉）

架空接触网的悬吊（又称悬挂）类型大致分为硬性悬吊和弹性悬吊两种，前者结构简单便于架设，后者能适应较快的车速。两种悬吊挂方式需结合路况和周边环境及预算进行选择。路中或路侧预埋的电杆或近街建筑物上，可设置单臂梁或横绷线架设触线。

简单硬性悬吊（横绷线）
双层硬性悬吊（横绷线）
横拉力调节硬性悬吊（单臂梁）
简单摆式悬吊（单臂梁）
链式悬吊（单臂梁）
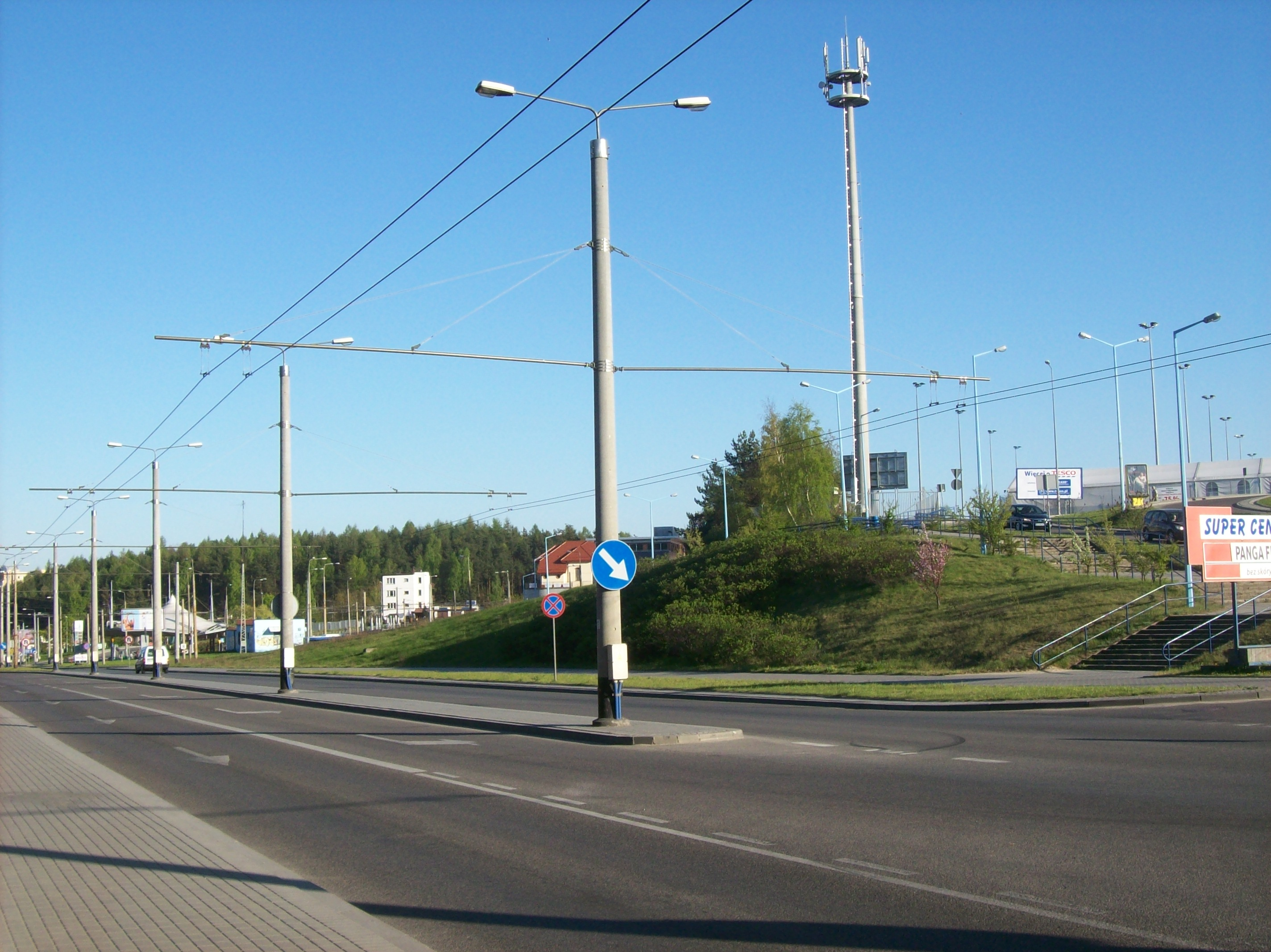
与路灯合一的接触网的悬吊电杆

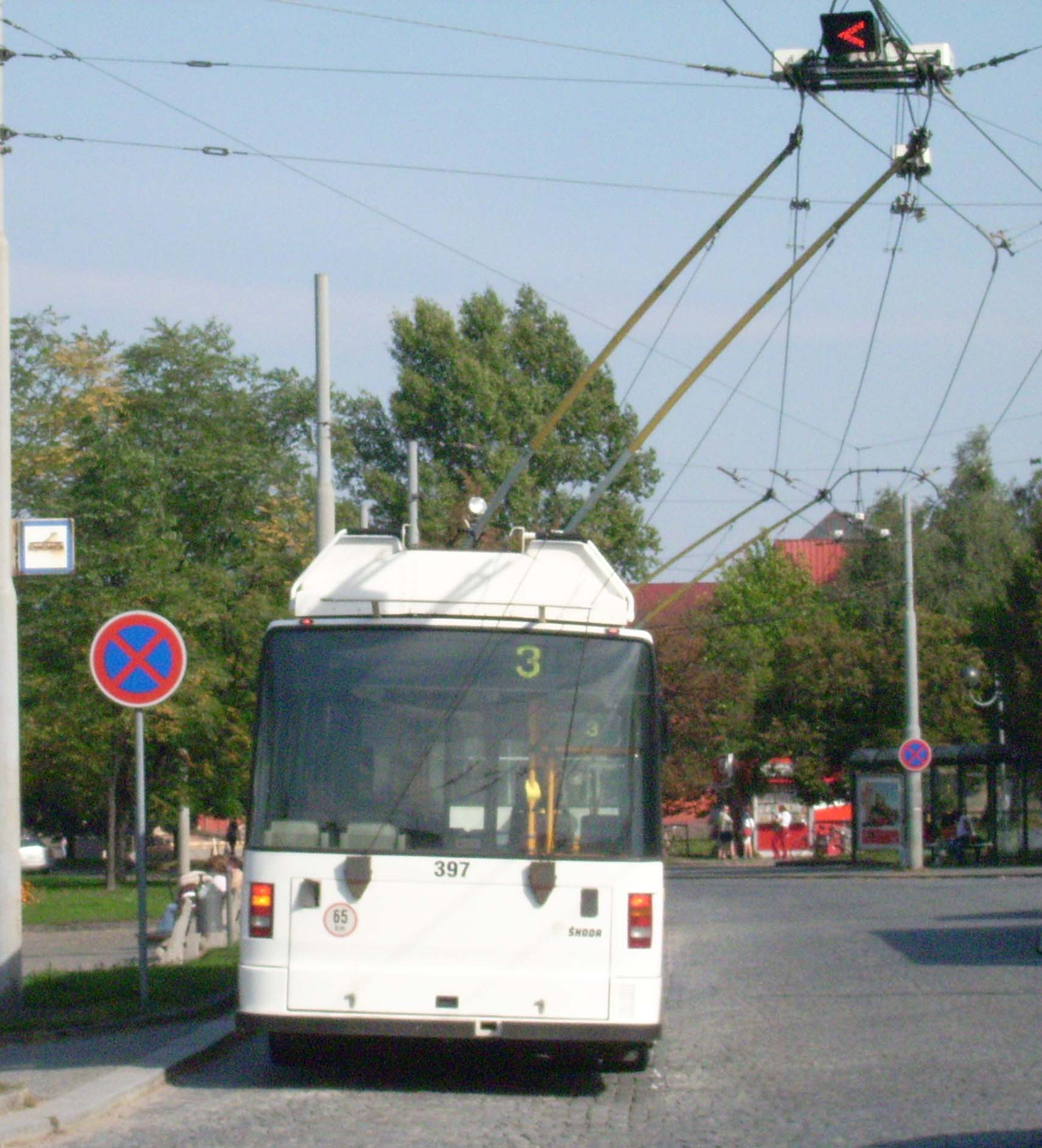
無軌電車通过分线器（主线行驶）
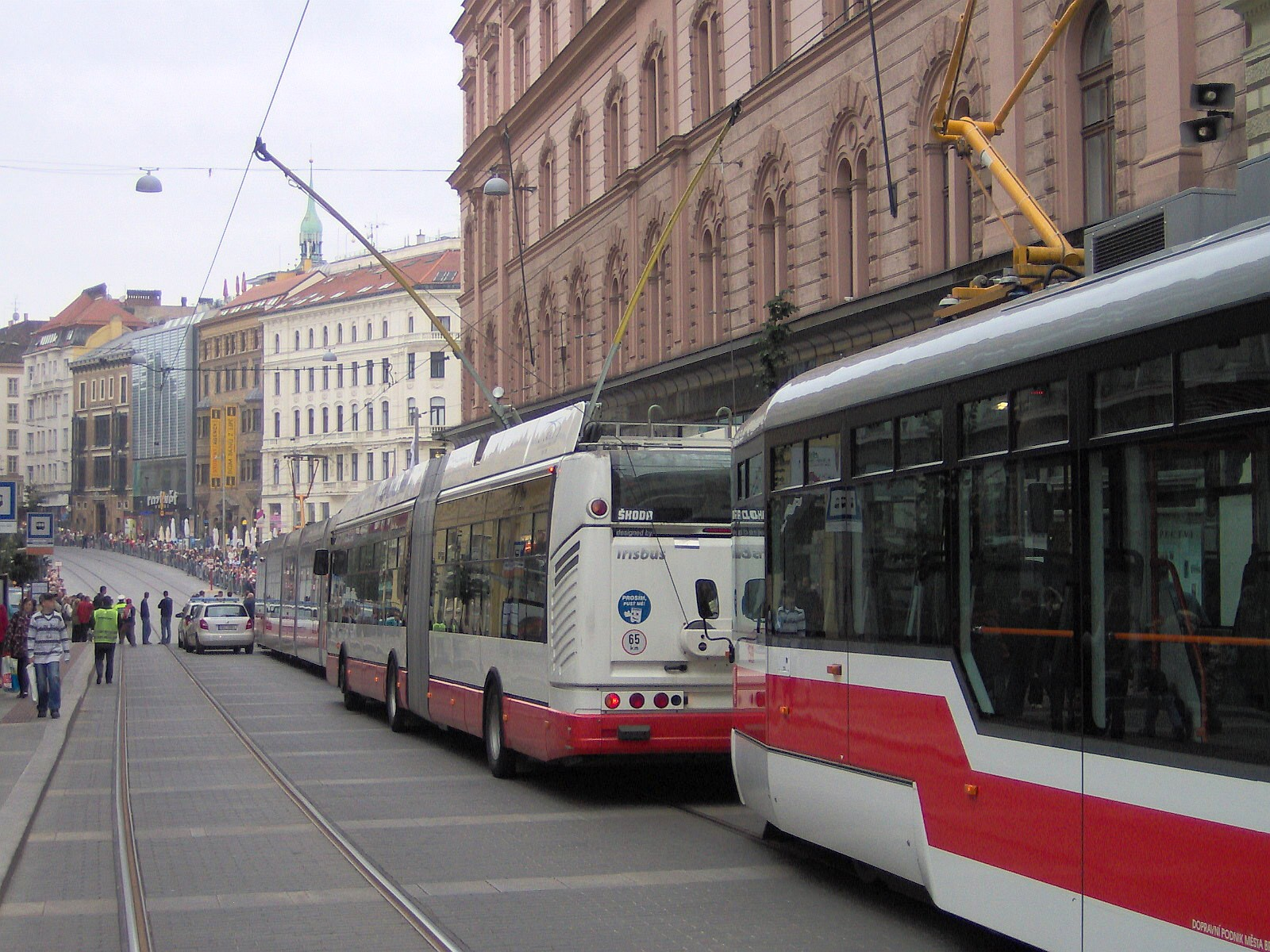
无轨电车利用两根有轨电车单触线行驶
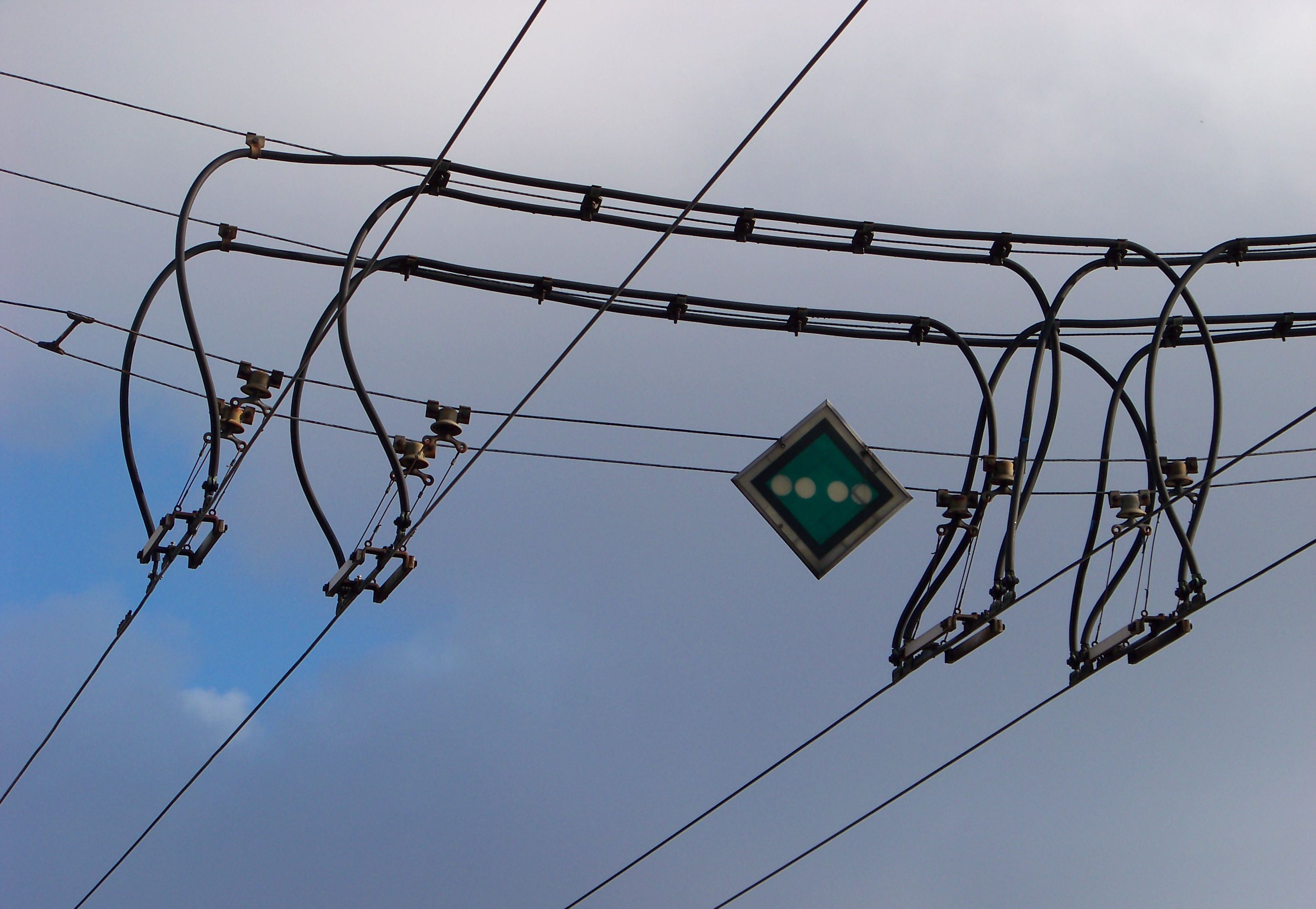
相连上下行的正负极触线均压线
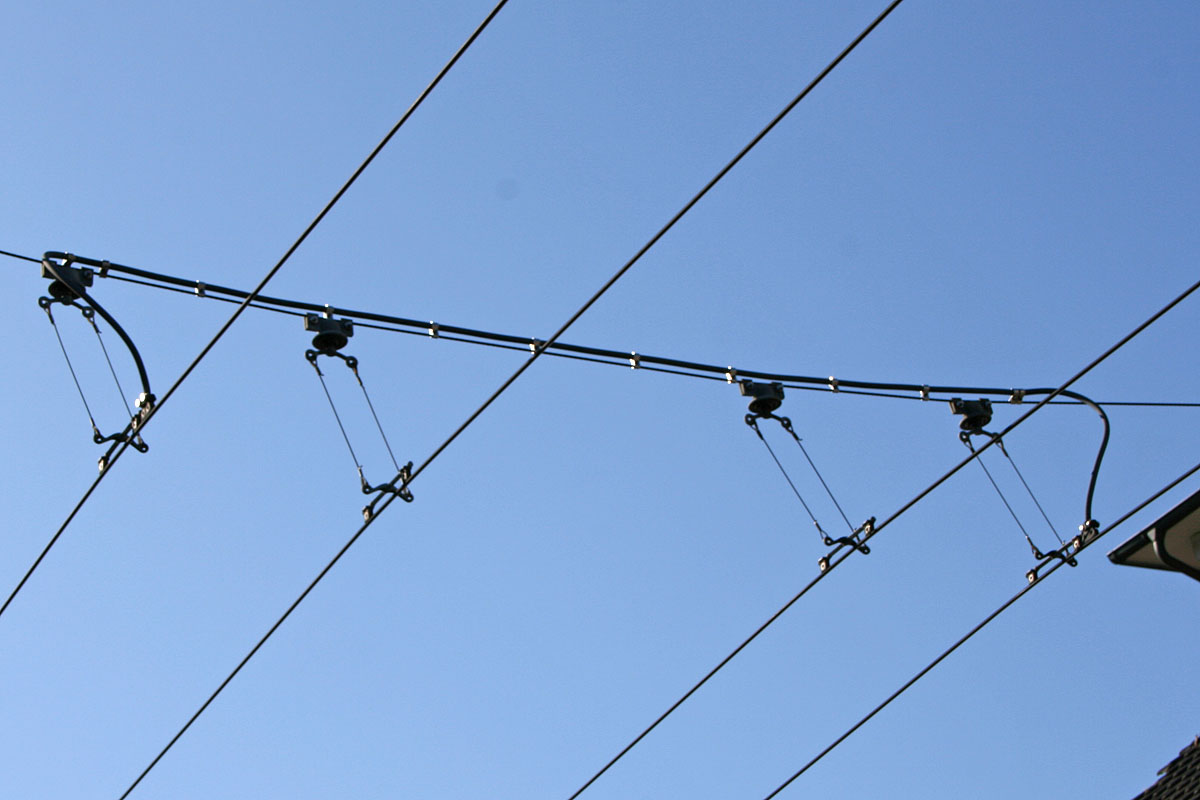
上下行的负极触线耦合相连

## 優點

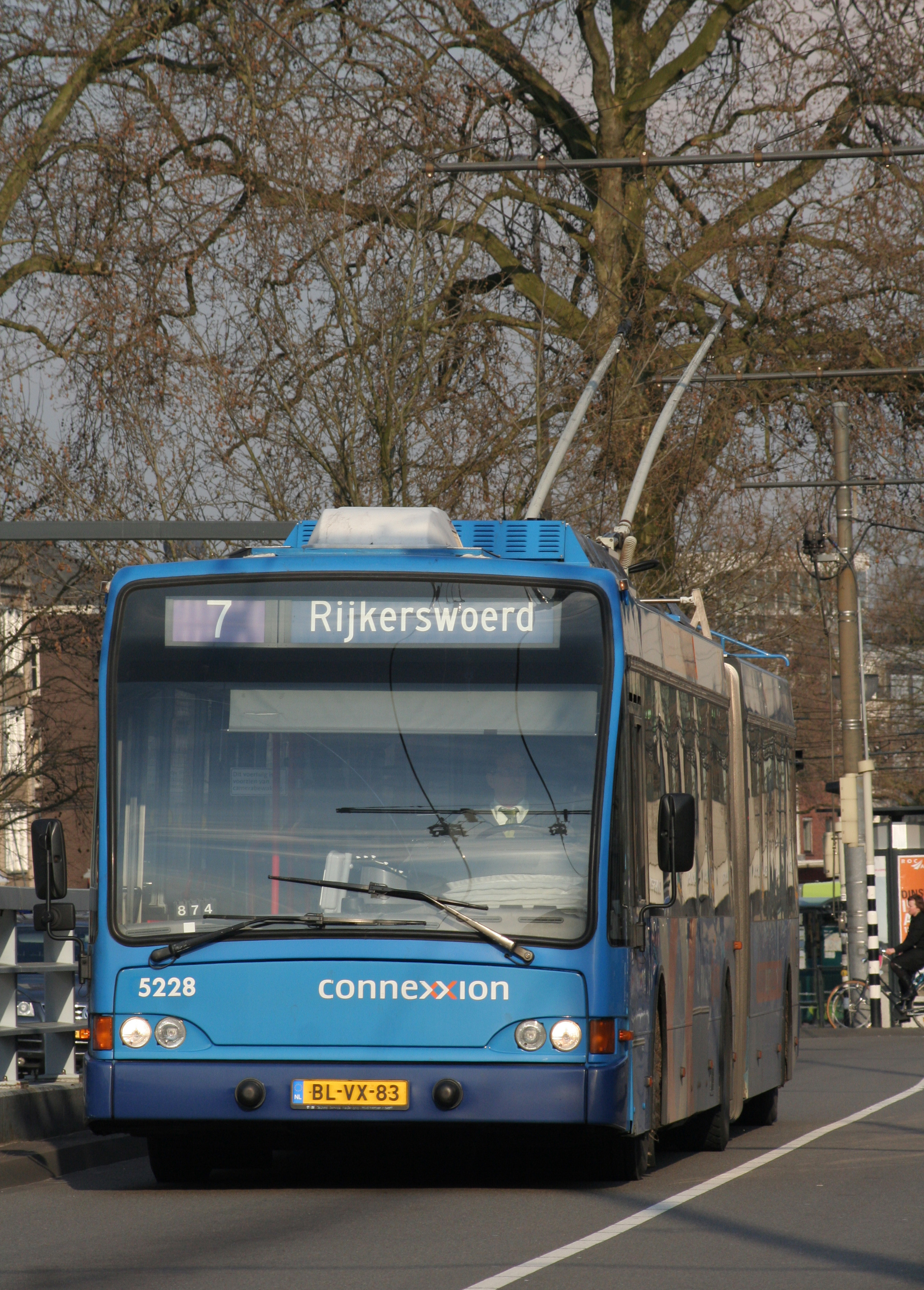
荷蘭阿纳姆的铰接無軌電車

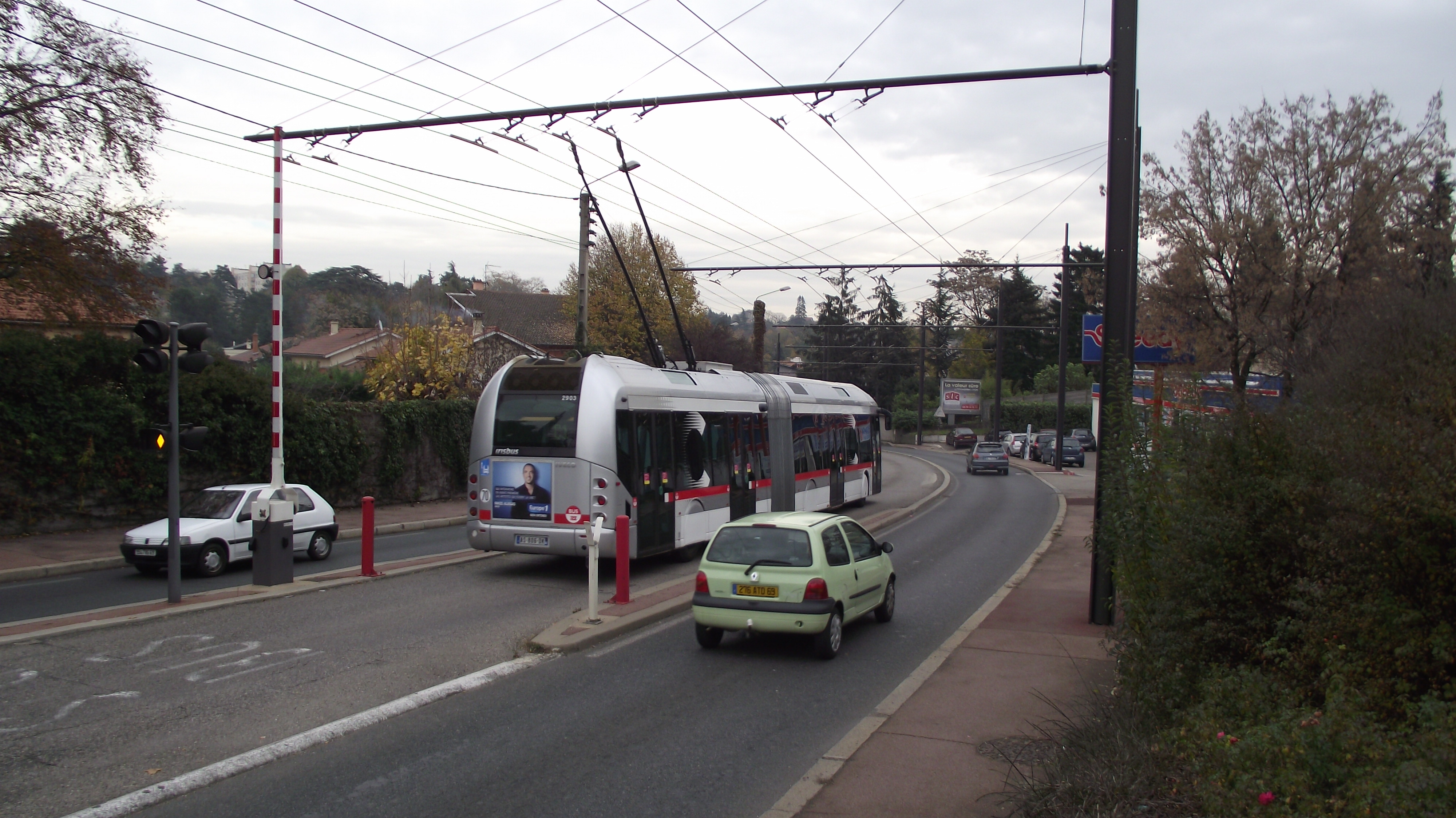
法国里昂驶入专用道的铰接无轨电车

無軌電車素有“綠色公交”之稱。其对公共汽車的主要優點为节能環保、舒适卫生；对轨道交通的主要優點为廉价、灵活。

### 节能環保
无轨电车直接使用来源广泛的二次能源电能。与使用燃料的公共汽車相比，可減少對煤、石油、天然气等化石能源的依賴。与电动客车相比，无需经过将电池的化学能转化为电能的过程，效率进一步提高；无需大量使用动力蓄电池等储能设备，不会或较少造成生产时和报废後的二次污染。
由于發電廠在能量转化效率、廢氣控制等方面要优于生产汽车燃料的石化冶炼，且车辆的电动机效率要高于内燃机，因而無軌電車即便使用火力發電廠生產的電能也仍然更加环保。无轨电车运行时不排放尾气，不会升高隧道、室内等空气流通不畅环境的空气污染物浓度，能够保持所在环境的空气质量。
无轨电车正常运营时车辆由接触网连成系统，在车辆制动时，可以使用再生制动将把动能转化为电能回馈接触网，从而进一步地提高了能源的利用率。

### 舒适便捷
无轨电车的牵引电动机在运行时产生的噪声比汽车的内燃机低，橡胶轮胎同样比金属轮轨摩擦产生的噪音小很多，从而增加了其乘坐的舒适度。
牵引电动机不使用燃料、机油和冷却水，保养维护工作操作简单、干净卫生。在寒冷地区，无轨电车亦无需进行预热启动、水箱注放水等额外工作，省却了驾驶员繁重的的额外劳动。

### 廉价灵活
无轨电车的牵引电动机使用寿命遠比汽车的内燃发动机長，从而延长了全车的使用寿命，降低了车辆更新购置的投入成本。与轨道交通相比，無軌電車無需进行轨道铺设、车站建设及對道路路面進行改造，不需要建设信号系统，因而前期投入较低。与电动汽车相比，可大量减少价格高昂的动力蓄电池或燃料电池的用量，亦因此减轻了自重；整流变电站相比电池充换电站，设备简单，耗资较少，占用土地面积小。实际使用時，车辆可通过接触网实时充电，行驶距离不受电池电量或燃料装载量的限制，省却了公交车辆因充换电或补加燃料的空驶路程；不受轨道限制，在遇到交通拥堵或突发事故时，可在一定程度上进行灵活调度，双动源無軌電車甚至可以达到汽车的灵活程度。
由于無軌電車的電動機负载增加时，可通过降低转速而增大扭矩，因此很适合于车辆的启动、攀斜和过载等实际需要，相较于公共汽車的内燃机具有较高的动力性能。无轨电车采用橡胶轮胎，比使用金属轮轨的轨道交通车辆有更大的摩擦力，可适应在坡度较大的道路上行驶，例如美國的西雅圖及三藩市。另外由于牵引电动机无需像内燃发动机一样进行空气补给，运行可不受高原、隧道等缺氧环境的限制。

## 缺點
與公共汽车相較

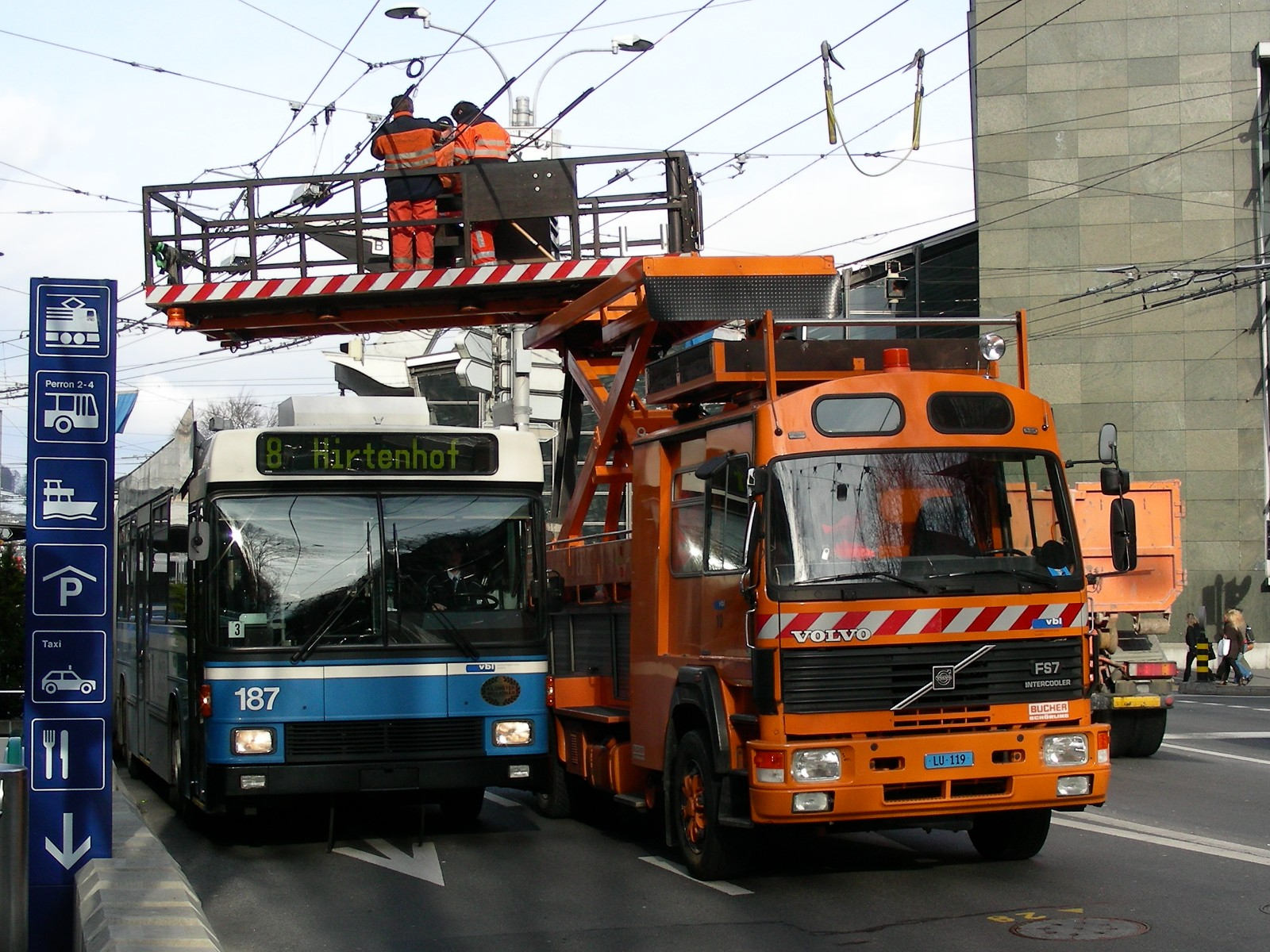
瑞士卢塞恩，接触网维修工程车正在抢修接触网

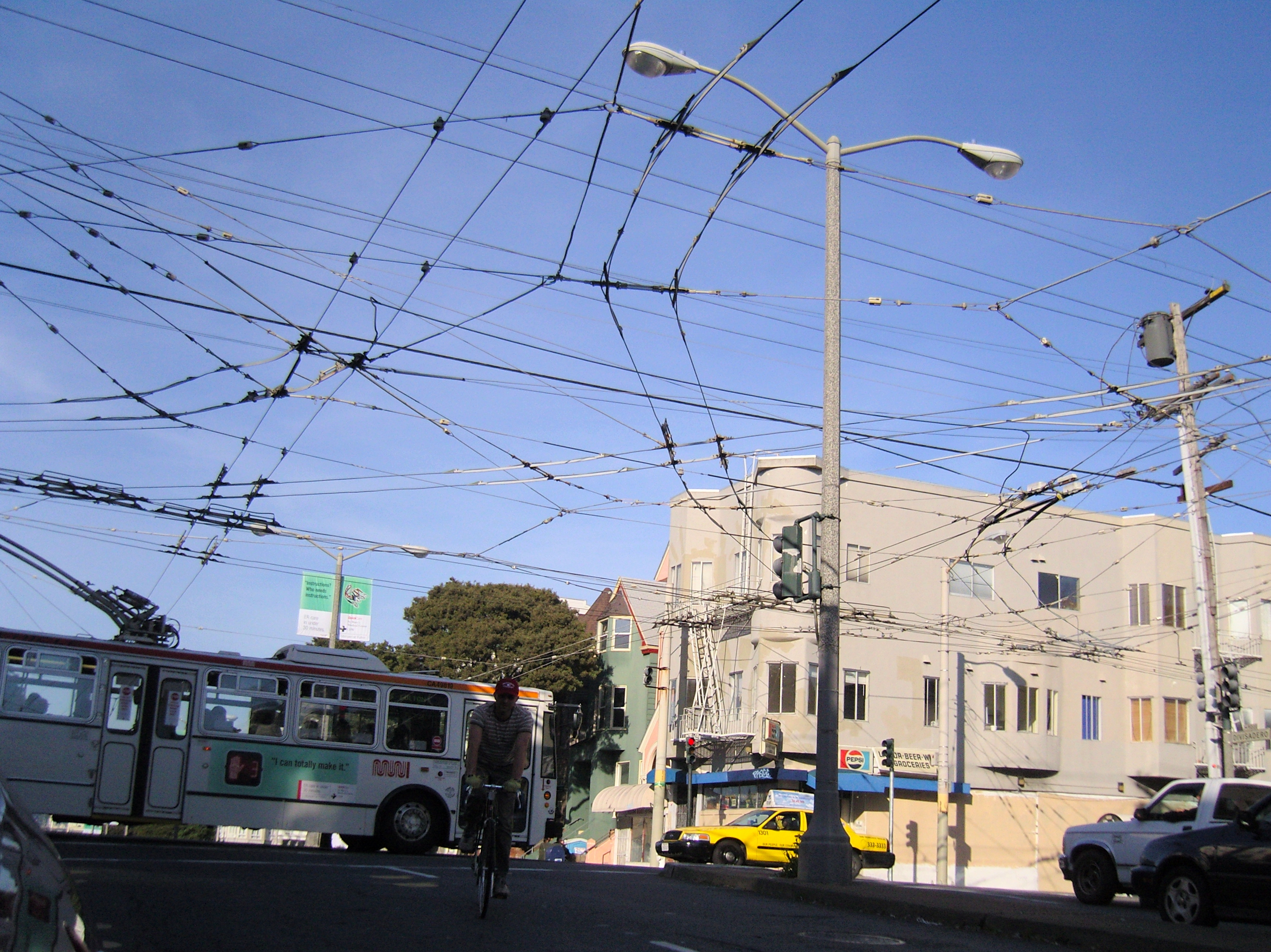
十字路口錯縱複雜的架空接触网

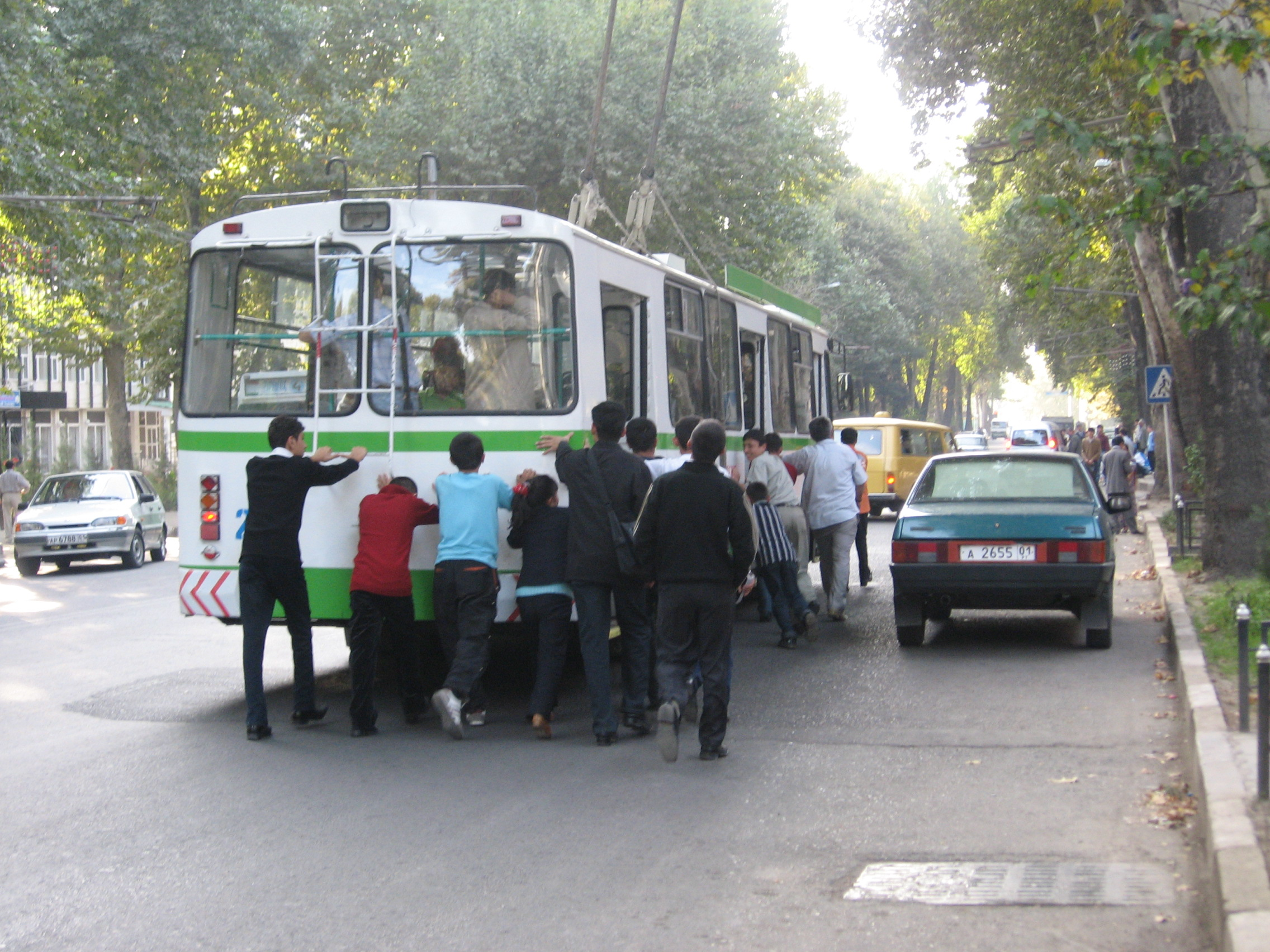
停电时行人推行无辅助动力源车辆以避免影响交通

缺少辅助动力源的普通無軌電車只能跟依照預定的路線行駛，灵活性較差。在没有专用车道的情况下，发生接触网事故时，可能会因为车辆停驶造成交通拥堵。
在规划投资及城市景观上，无轨电车需要整流变电站和接触网，前期投资成本较高，且需占用城市空间、影响街道净空，车辆运行线路调整复杂。
與轨道交通相較
无轨电车一般没有独立路权，其正常行驶容易受到共用道路的其他车辆和行人的影响，驾驶要求高，运输效率较低，載客量较小。

## 现代發展
相比有軌電車，無軌電車在北美及歐洲有部分發展。供电方面，整流站已广泛采用电子计算机自动监控并逐步实现小型化；车辆动力方面，交流驱动技术逐渐取代了直流驱动技术；接触网方面，能够适应车辆高速行驶的高速接触网枢纽件也逐步替代了老式电磁式分、并线器。
在中國大陸，1980年代之後有部分城市開始逐漸以柴油为燃料的公共汽車取代無軌電車，西安、兰州等城市以無軌電車靈活性低、运营成本高为理由将其捨棄。上海於2006年起試驗一種在停车站短时充电即可脱线行驶“電容蓄能式”的“电动客车”取代部分無軌電車。而后上海依旧与北京、广州、武汉、青岛、济南、杭州等城市一样基於環保、节能等理由决定保留或更新發展現有的無軌電車系統。由于国家政策层面更多的是给予电动客车经济补贴，而不针对无轨电车，导致双动源无轨电车经过部分技术改造后被冠以“在线充电式纯电动客车”的新名称出现。
中欧多国于2010年联合签署“无轨电车项目（TROLLEY project）”，旨在实现可持续的无轨电车系统实施战略、开发促进无轨电车作为环保交通模式的创新方式、“重塑”和更新无轨电车在中欧的形象。
2011年，石油输出国组织成员国沙特阿拉伯首都利雅德的沙特国王大学新校区建成了由12辆长约19.5米的铰接式空调无轨电车组成的系统，供校内学生通勤之用，其中一辆用于接送沙特阿拉伯王室成员及显要人物。
2012年1月，意大利南部古城莱切开通了2条无轨电车市区公交线，并计划增加至3条，线网全长28千米。该系统运营车辆共12辆，均为装配有柴油发动机的12米级单机双模式无轨电车。
2012年7月16日，英国交通部核准了在利兹投资2.5亿英镑建设名为“新一代交通（Next Generation Transport, NGT）”的新型无轨电车系统的规划；2016年5月12日，该规划由于在2014年的公众意见调查中受到较多反对而未获交通部批准。该市的无轨电车曾于1911至1928年间营运，是英国最早使用无轨电车的2个城市之一。
2013年12月20日，匈牙利第四大城市塞格德的公交无轨电车10路线正式开通，该路线连接陶尔扬村与布达佩斯克利尼卡克地铁站，配车为13辆18.75米低地板铰接空调车，车载能满足脱线行驶7千米的锂离子电池。该市的无轨电车系统开通于1979年。
德国中部城市埃尔福特2014年计划恢复无轨电车系统，初步定于2016年在连接达伯施泰特与铁路北站的公交9路线上使用无轨电车取代天然气汽车。该市的无轨电车曾于1948至1975年间营运。
中華人民共和国首都北京分别于2015年1月和2016年1月开始对快速公交3号线（BRT-3）和快速公交1号线（BRT-1）实施“油改电”工程，采用双源无轨电车代替现有的柴油车。上海于2016年6月开工建设延安路中运量公交系统工程，选用的车辆为双源无轨电车，于2017年1月开通试运营。保定于2016年9月确定建设2条双源无轨电车公交线路，为该市首开无轨电车系统。

## 应用分布

世界上有无轨电车作为公交运营的地区
现拥有eBRT无轨电车
现拥有普通无轨电车
计划新建/恢复无轨电车系统
已不再使用无轨电车
从未使用过无轨电车

中国有无轨电车作为公交运营的城市
现拥有无轨电车
已不再使用无轨电车

- 曾经有无轨电车的城市列表
- 无轨电车仍然存在的城市列表

## eBRT
无轨电车也应用于巴士快速交通系统（无轨电车快速公交），以下列出现有线路：
| 国家     | 城市                  | 系统名称                 | 线网长度 | 开通时间       |
| -------- | --------------------- | ------------------------ | -------- | -------------- |
|          | 基多                  | El Trole                 | 24 km    | 1995年12月17日 |
| 美国     | 波士顿                | Silver Line – Waterfront |          | 2004年12月31日 |
| 法國     | 里昂                  | Ligne C1                 | 8.4 km   | 2006年10月12日 |
| 委內瑞拉 | 梅里达                | Trolmérida               | 18.2 km  | 2007年6月18日  |
| 法國     | 里昂                  | Ligne C3                 | 12 km    | 2007年10月30日 |
| 西班牙   | 卡斯特利翁-德拉普拉纳 | El TRAM                  | 7.765 km | 2008年6月25日  |
| 法國     | 里昂                  | Ligne C2                 | 12.1 km  | 2011年8月29日  |
| 中国大陆 | 北京                  | 快速公交3号线（BRT3）    | 22.95 km | 2015年1月15日  |
| 土耳其   | 马拉蒂亚              | Trambüs                  | 20 km    | 2015年3月10日  |
| 中国大陆 | 北京                  | 快速公交1号线（BRT1）    | 15.51 km | 2016年1月2日   |
| 中国大陆 | 上海                  | 延安路中运量公交（71路） | 17.5 km  | 2017年2月1日   |
| 中国大陆 | 郑州                  | 快速公交B2路             | 12.5 km  | 2021年1月1日   |

## 相册

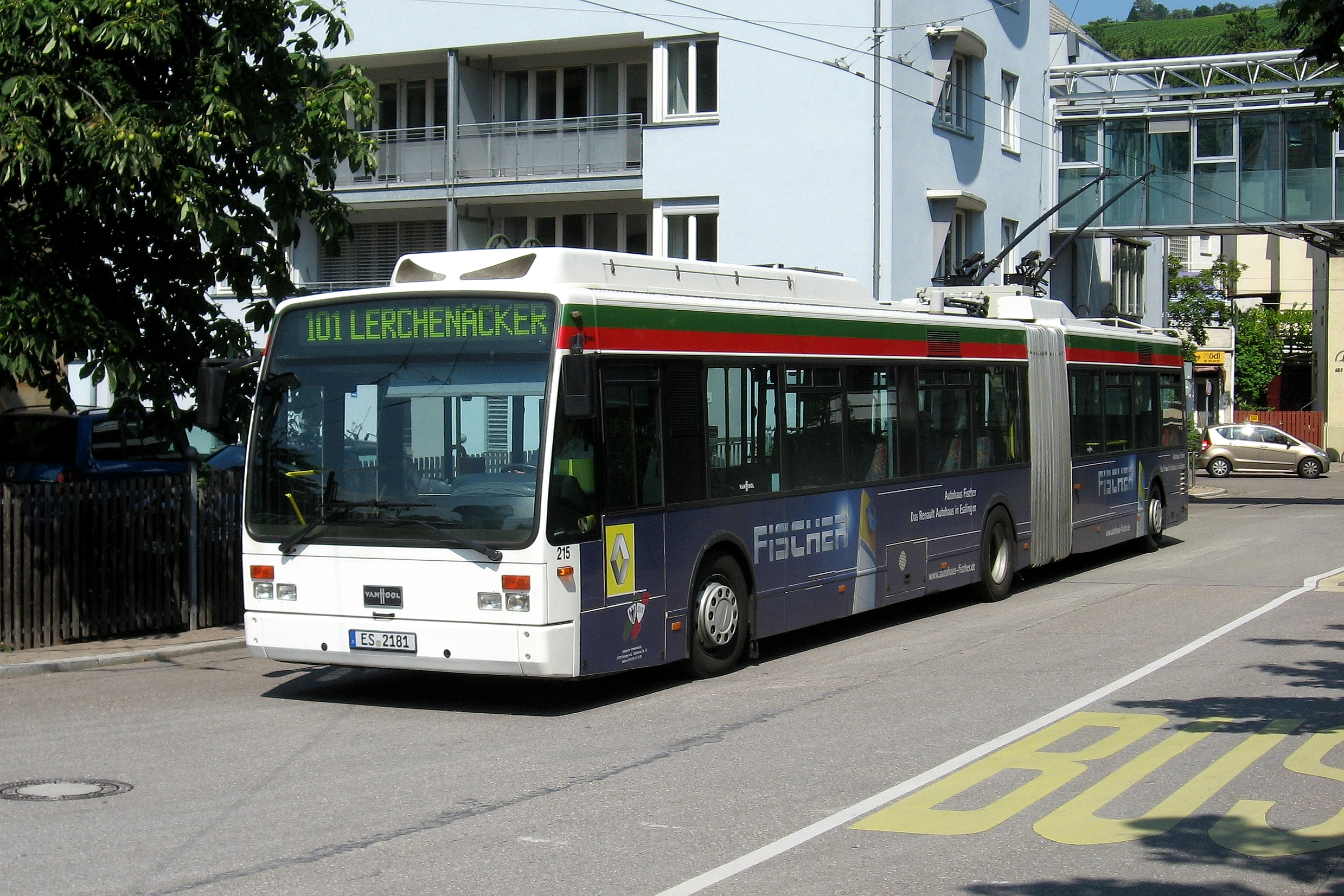
德国埃斯林根，Van Hool AG300T型
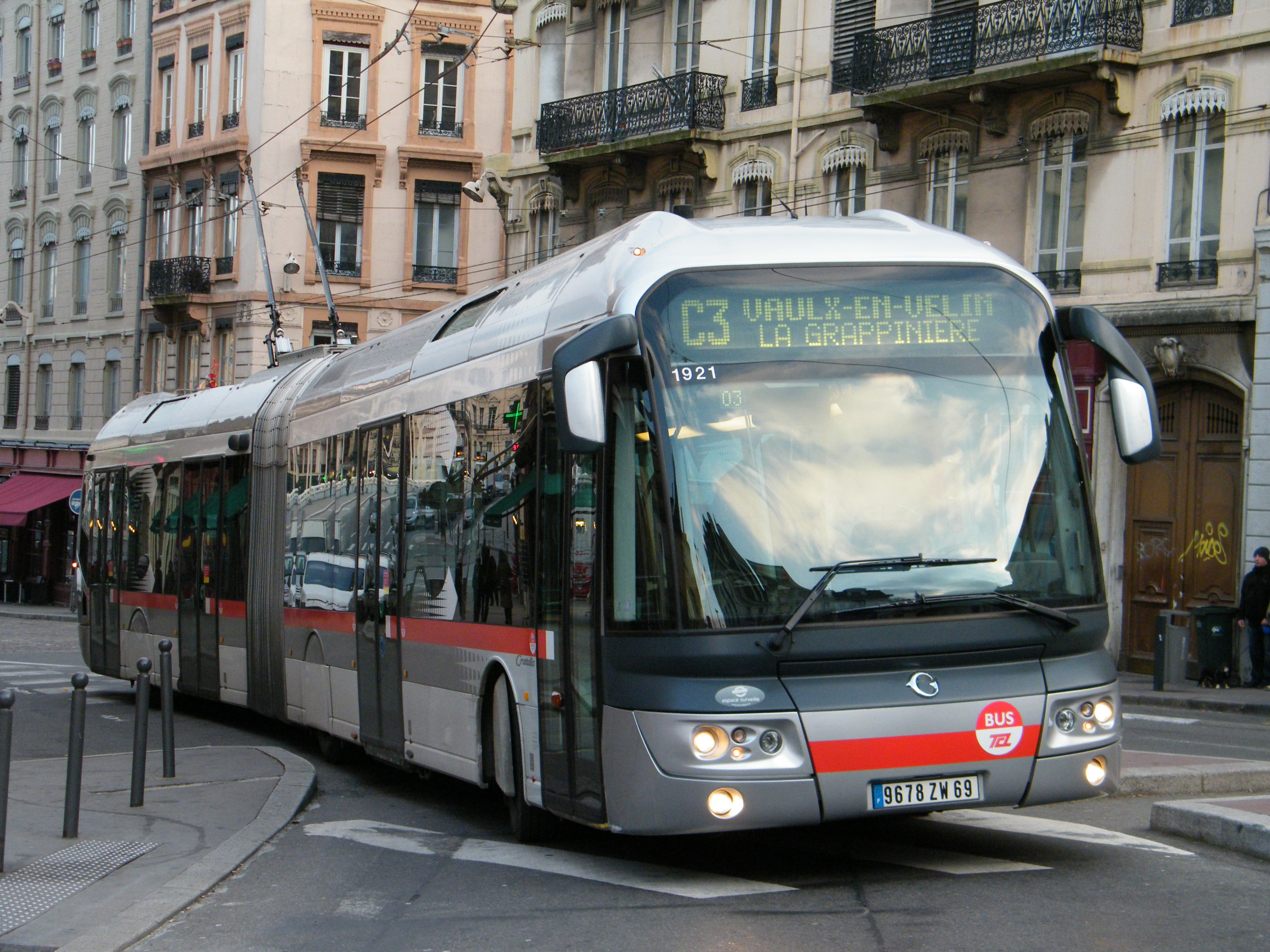
法国里昂，伊萨客车Cristalis
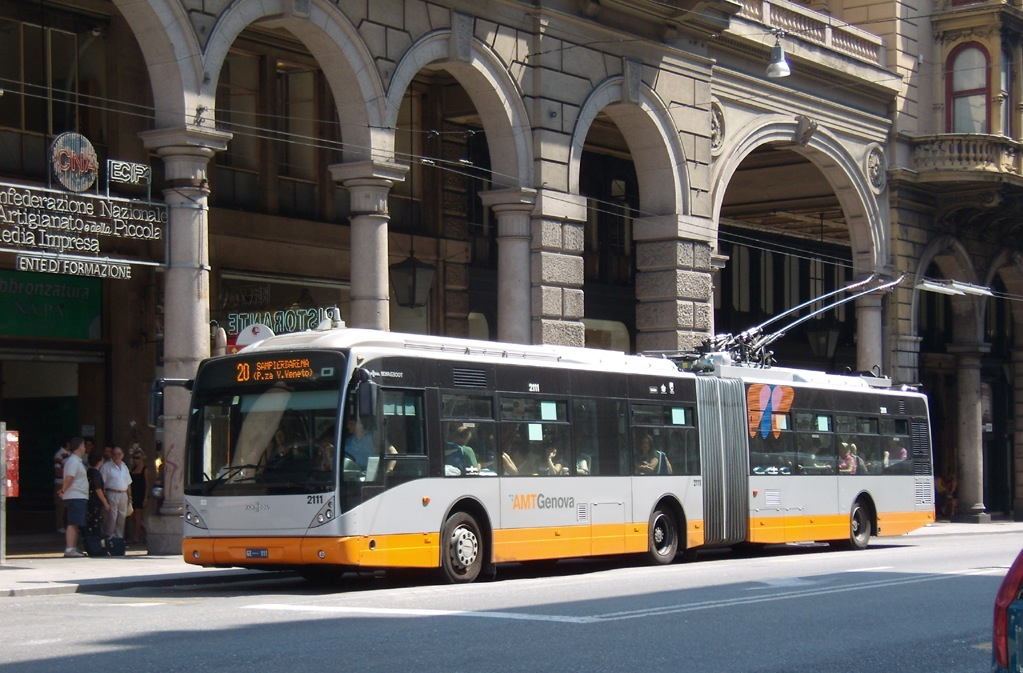
意大利热那亚，Van Hool
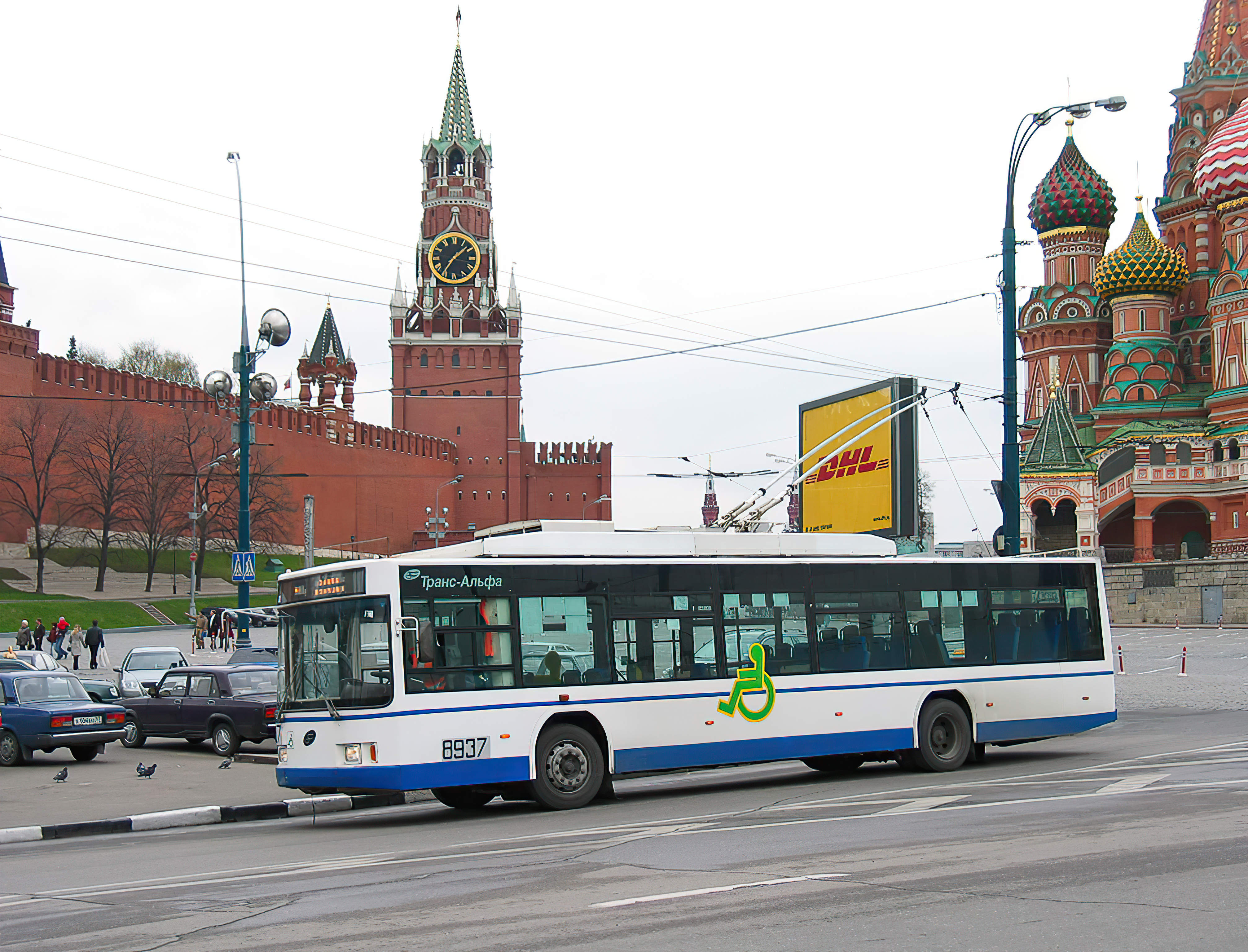
俄罗斯莫斯科，无障碍车
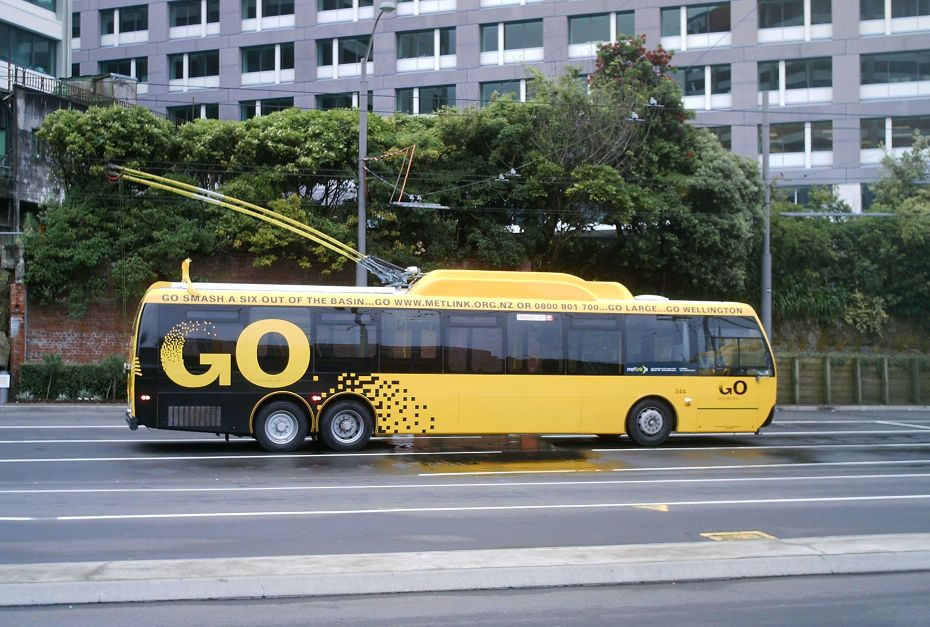
新西兰惠灵顿，Designline
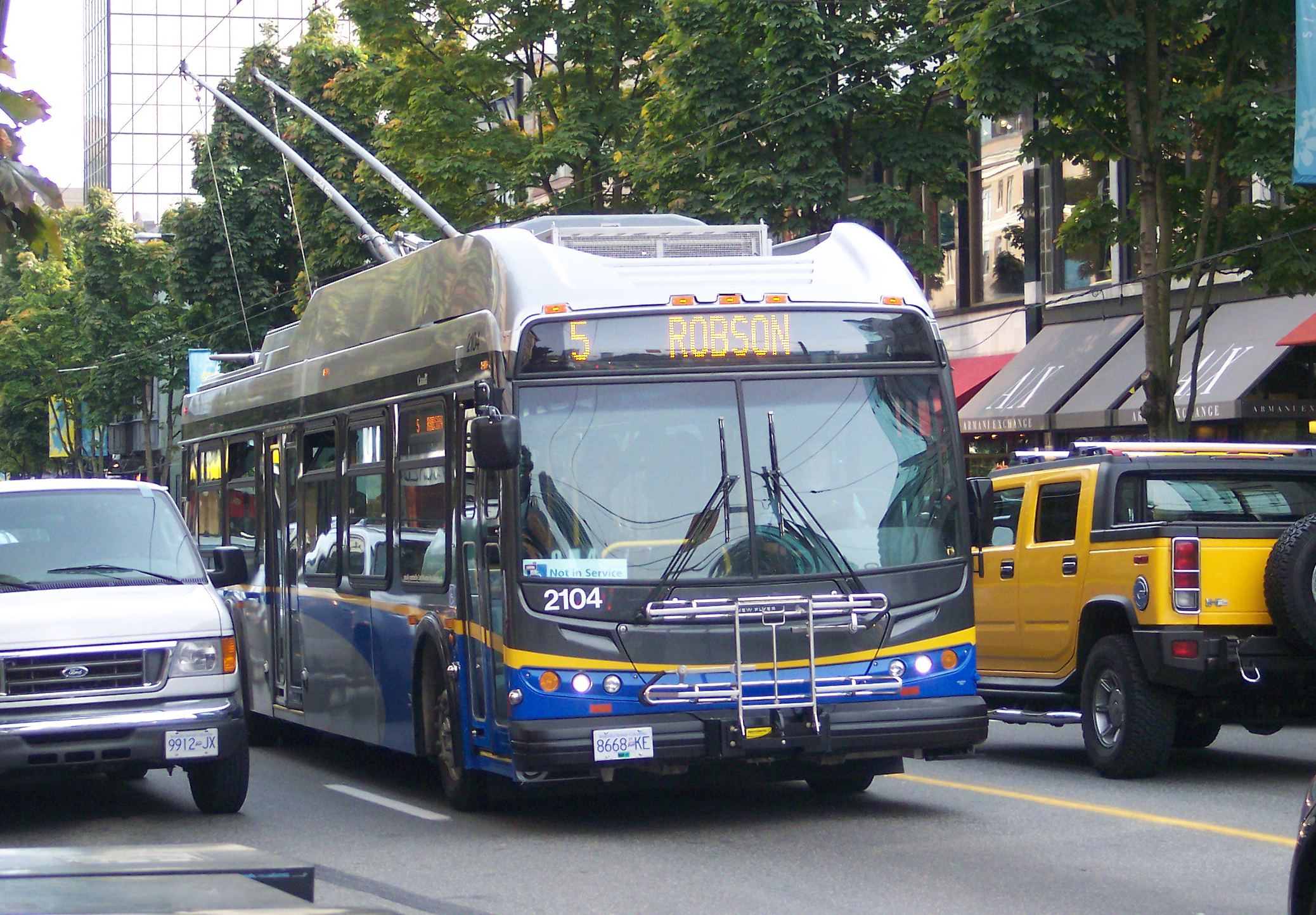
加拿大温哥华，运输联线
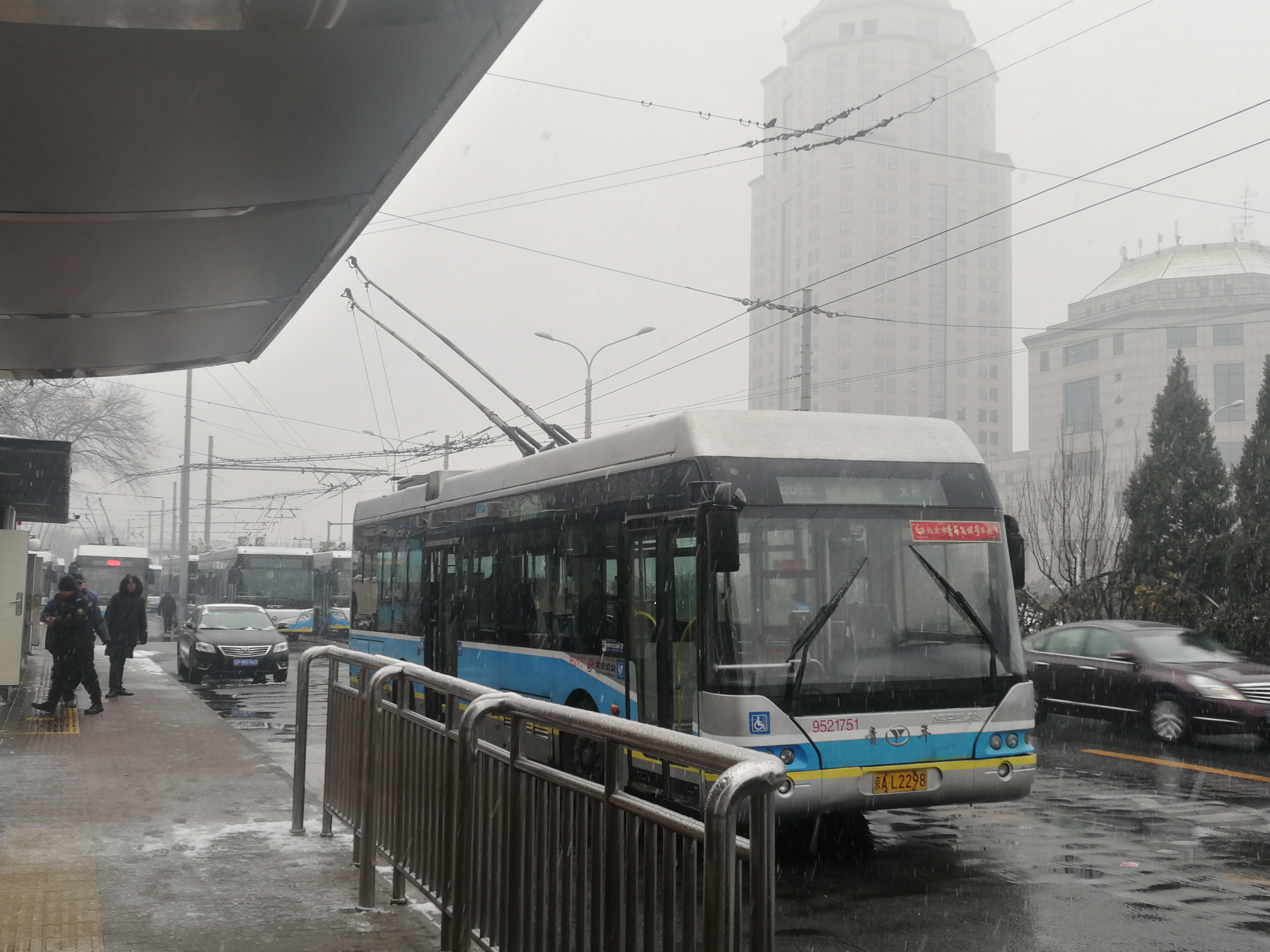
中国北京，青年汽车BJD-WG120N型
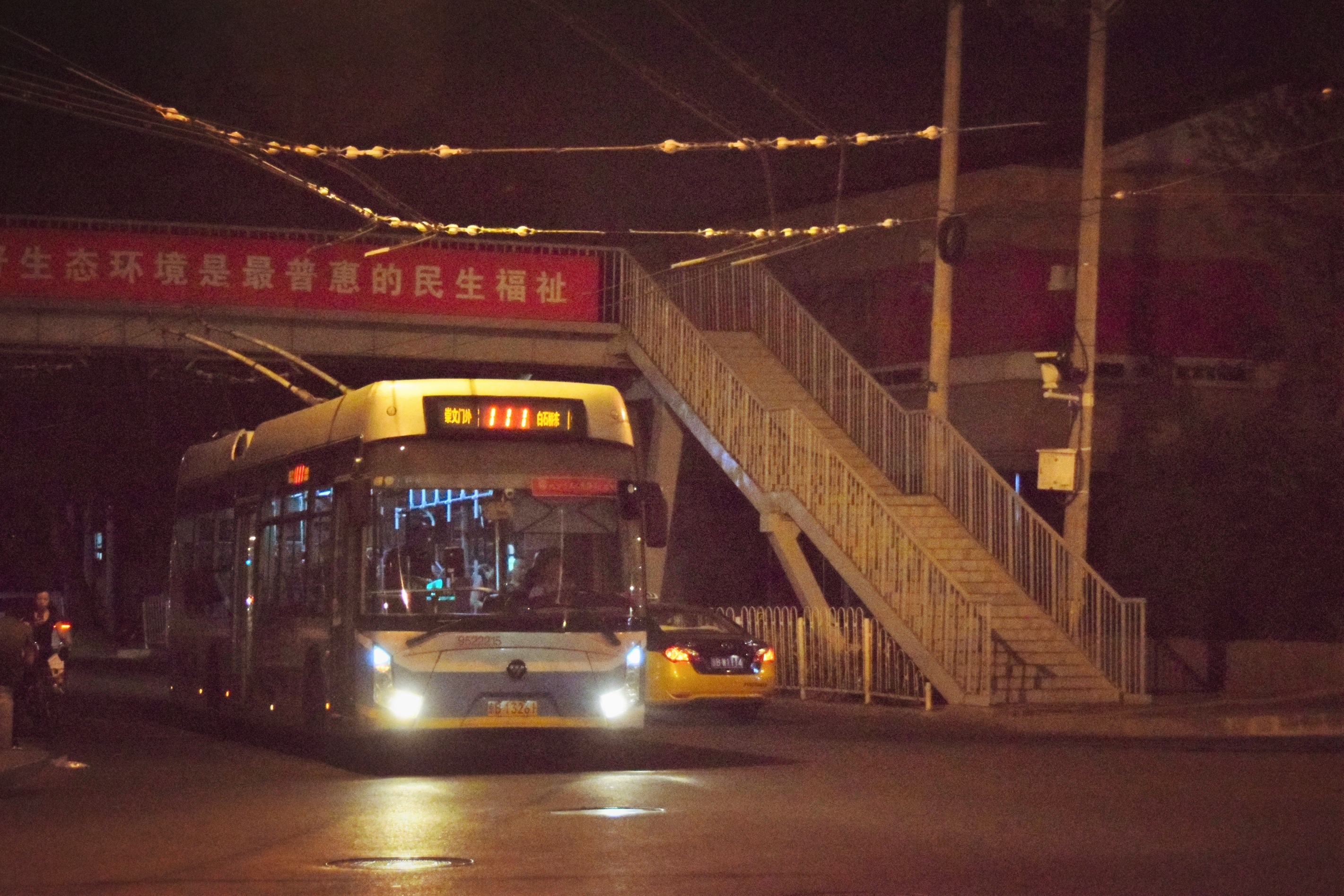
中国北京，福田汽车BJD-WG120F型（已退役）
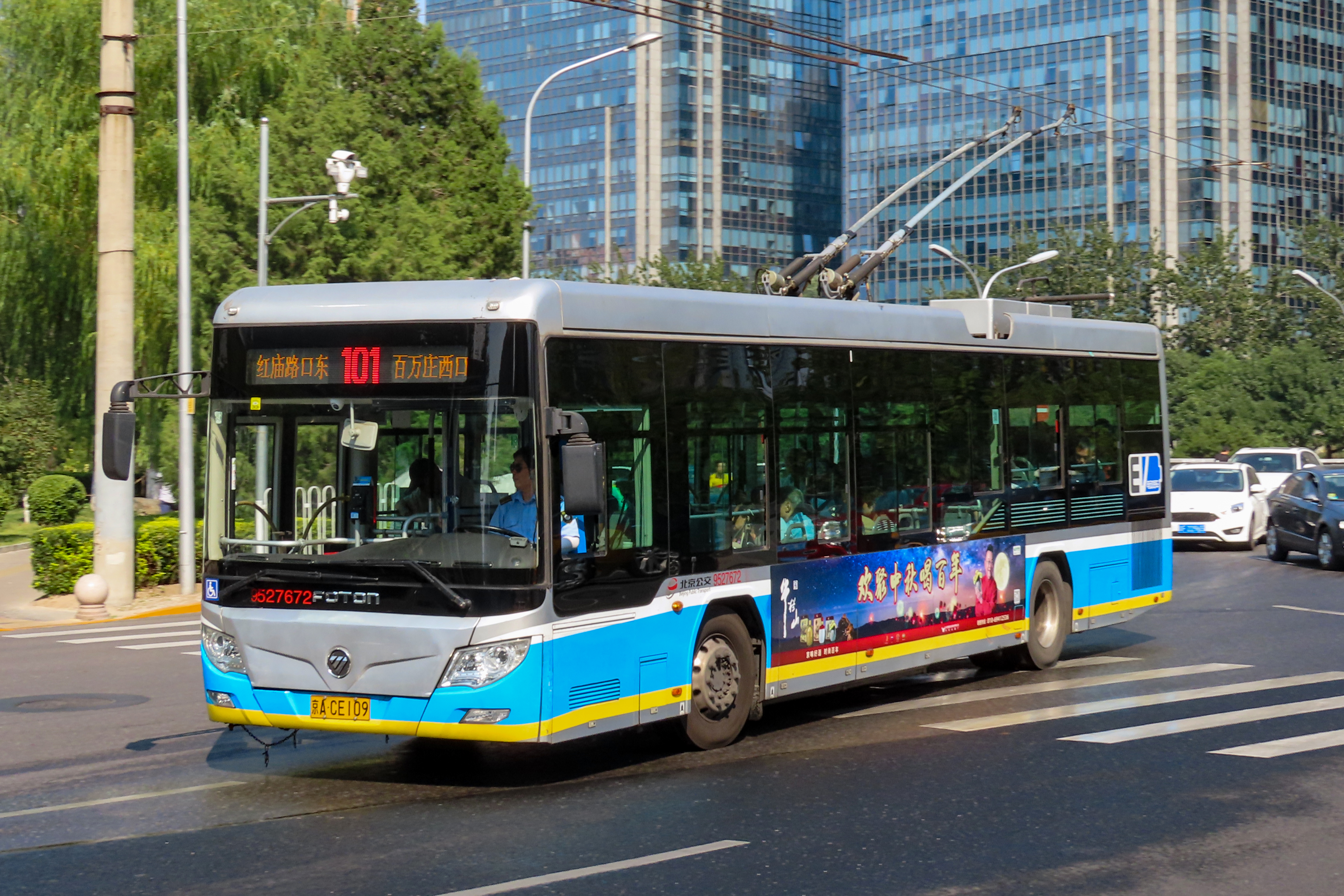
中国北京，福田汽车BJD-WG120FL型
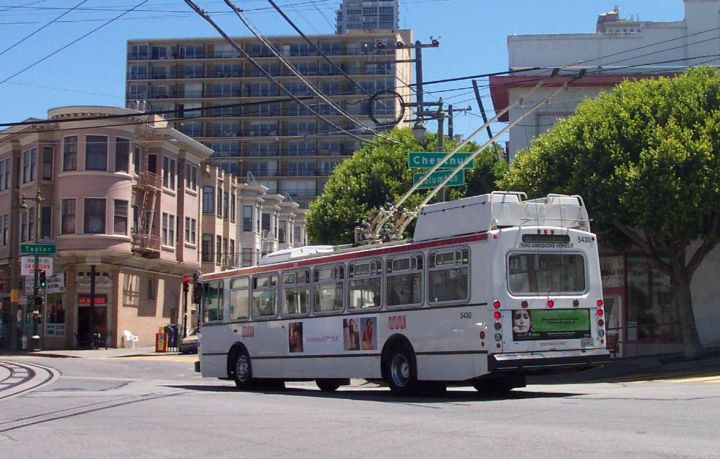
美国三藩市
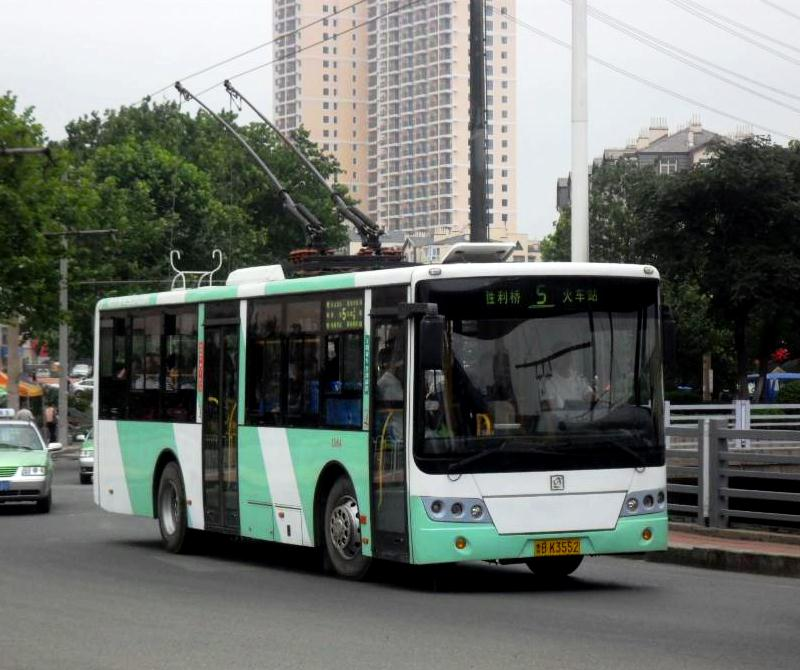
中国青岛，申沃客车SWB5106型
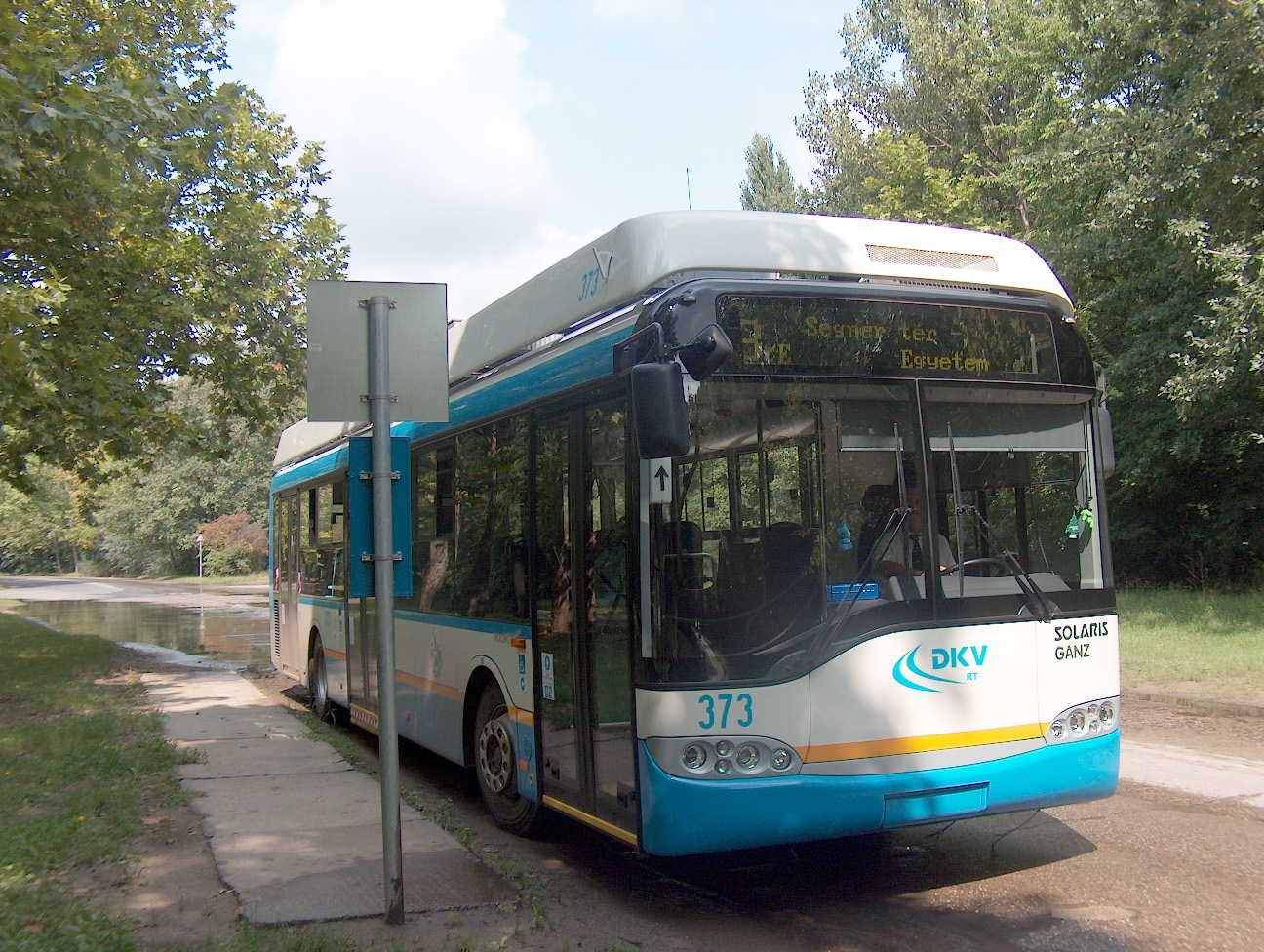
匈牙利，Ganz-Solaris Trollino
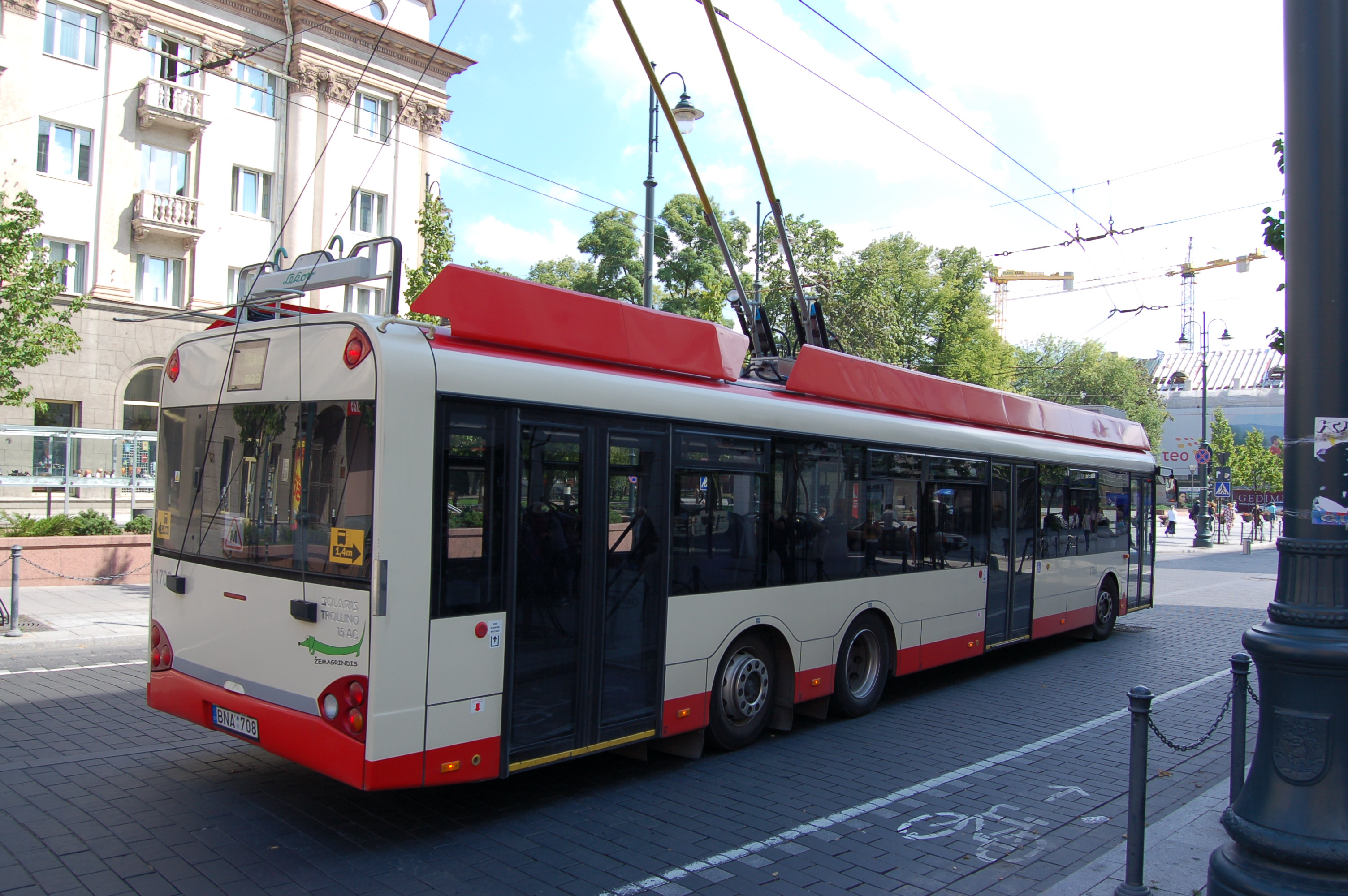
立陶宛维尔纽斯，Solaris Trollino 15AC型
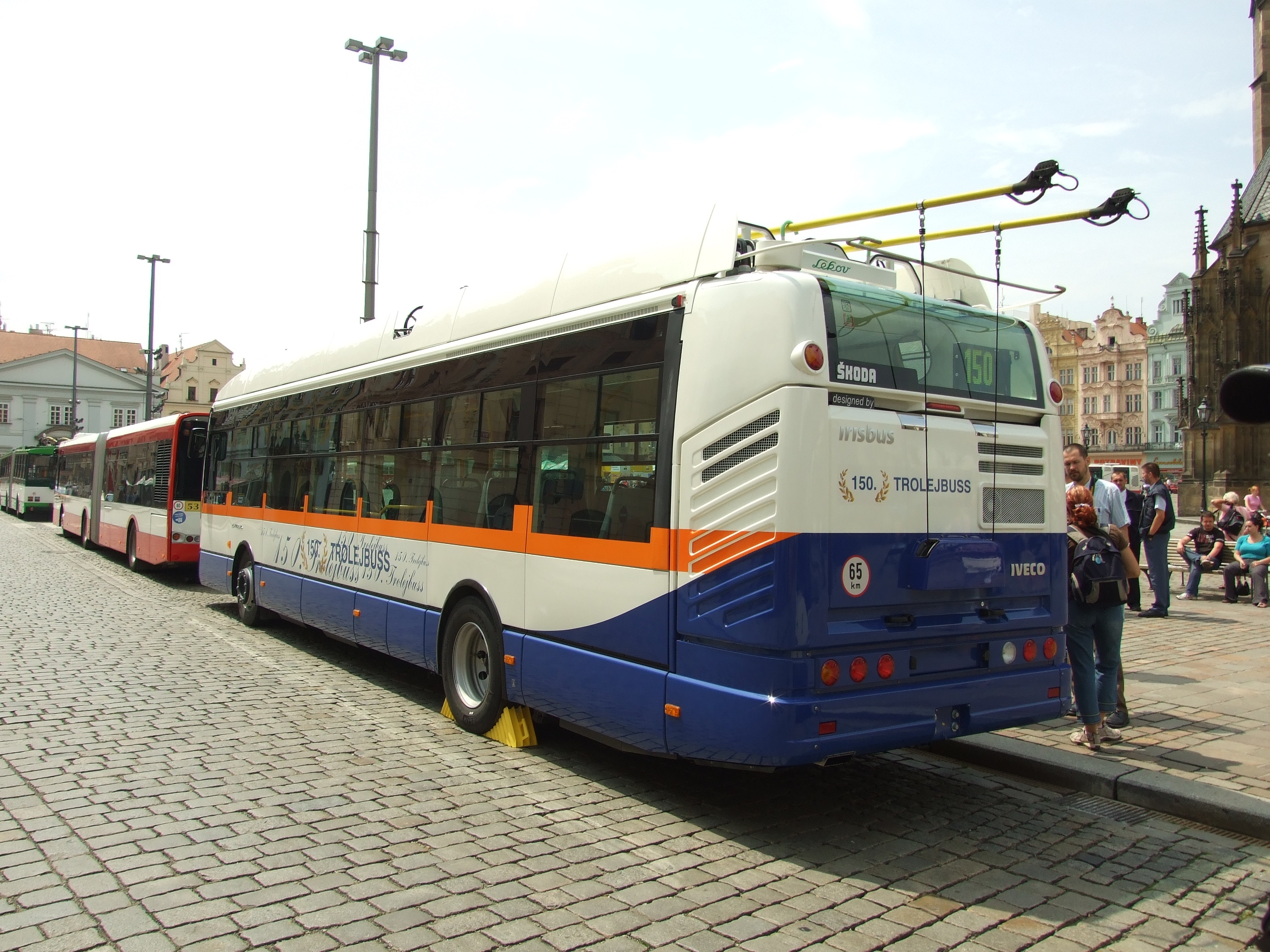
捷克比尔森，公共交通110周年纪念仪式
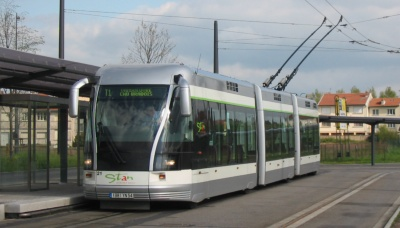
法国南希，可以使用导轨
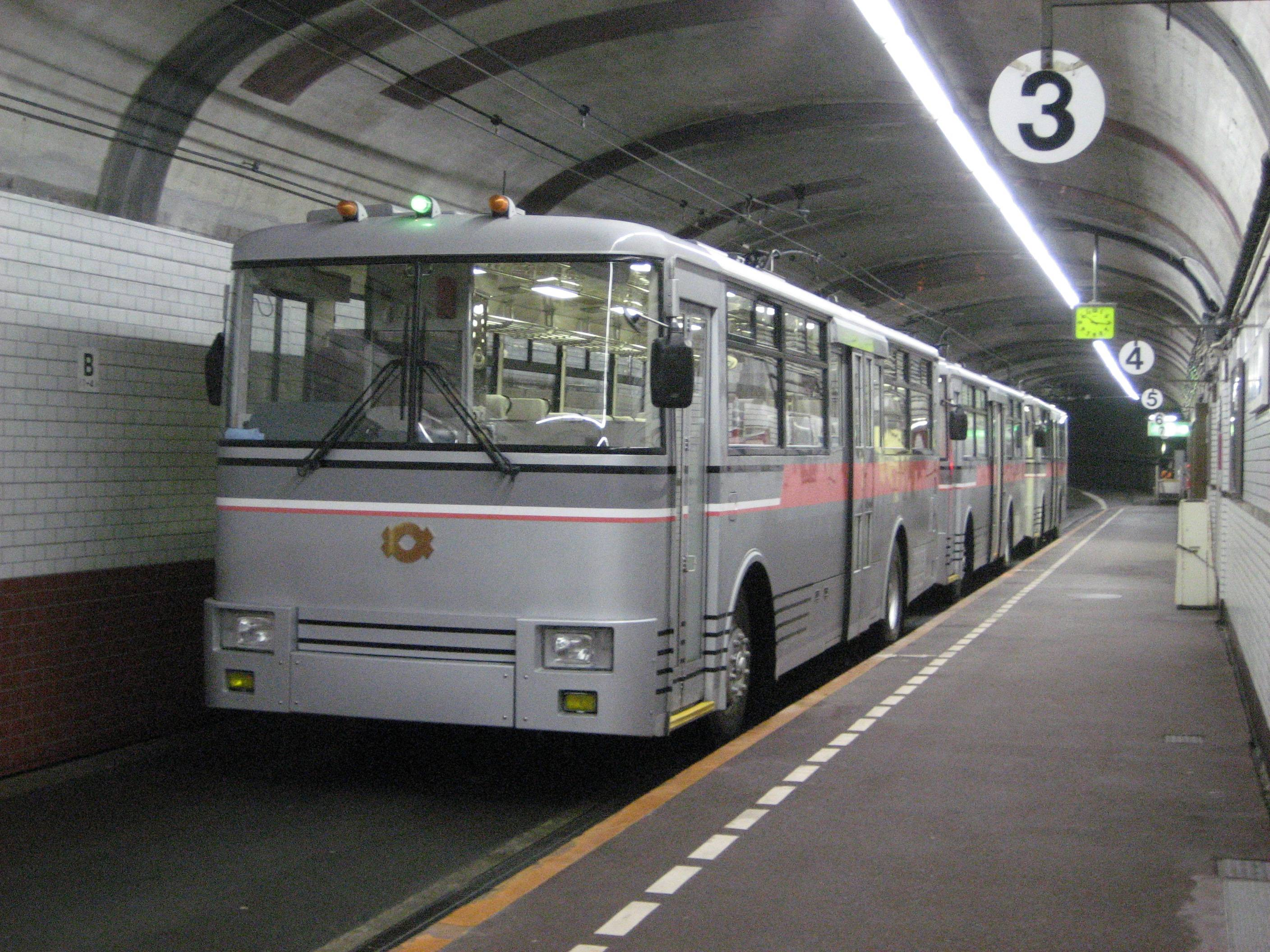
日本富山县，關電隧道無軌電車
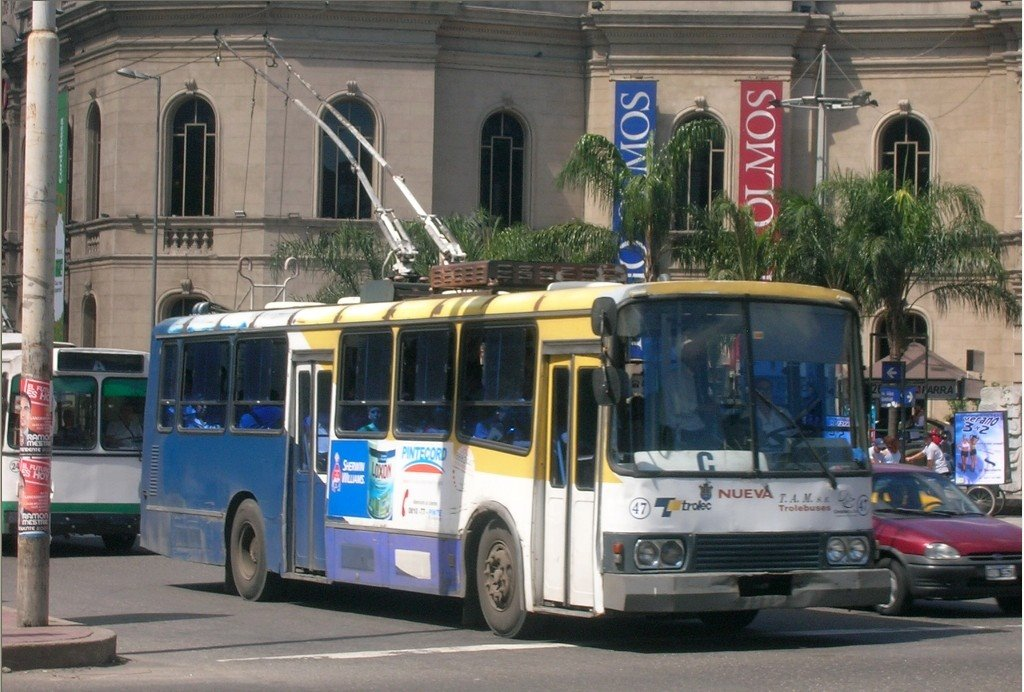
阿根廷科尔多瓦，沈凤牌
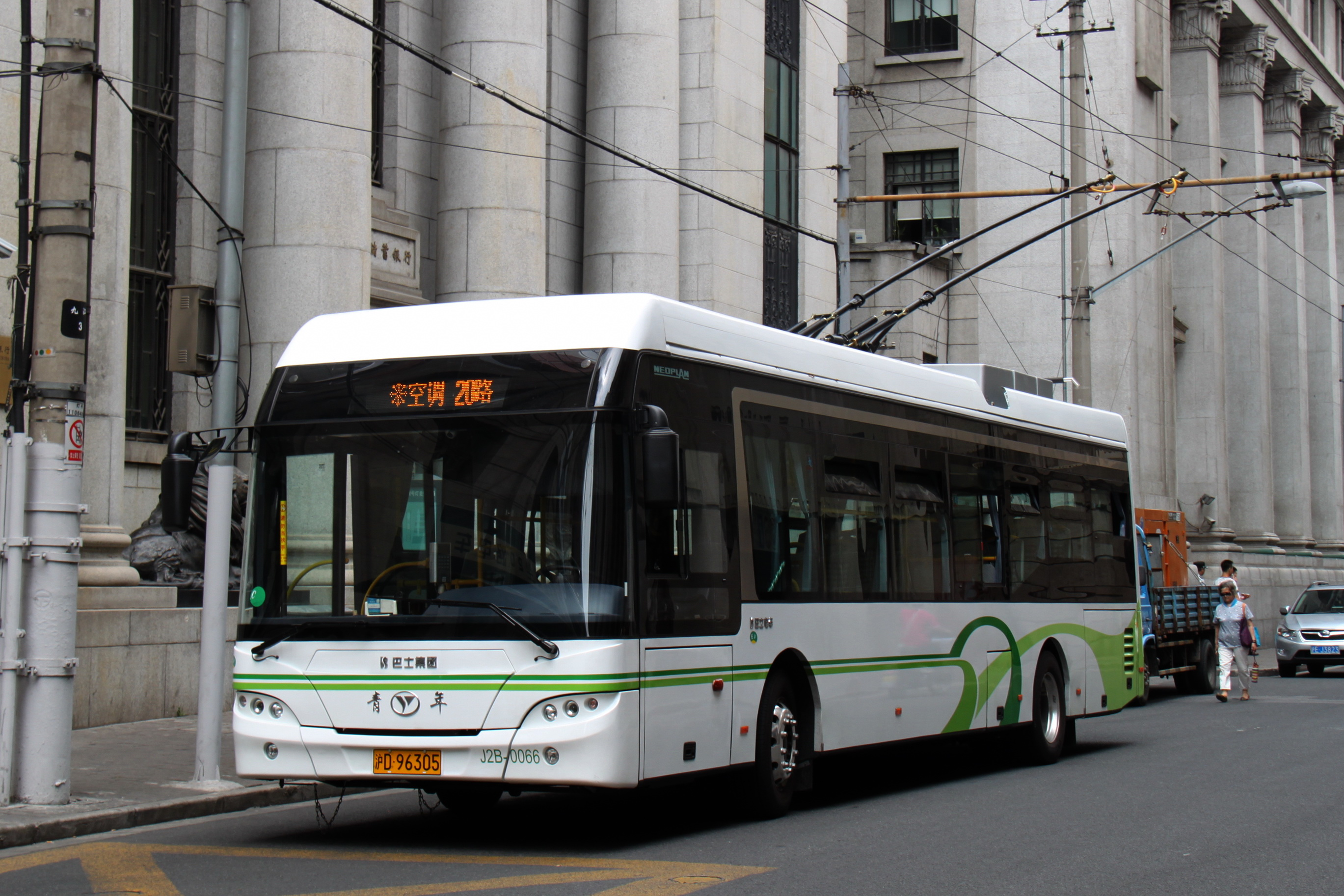
中国上海，青年汽车JNP6120BEV1型
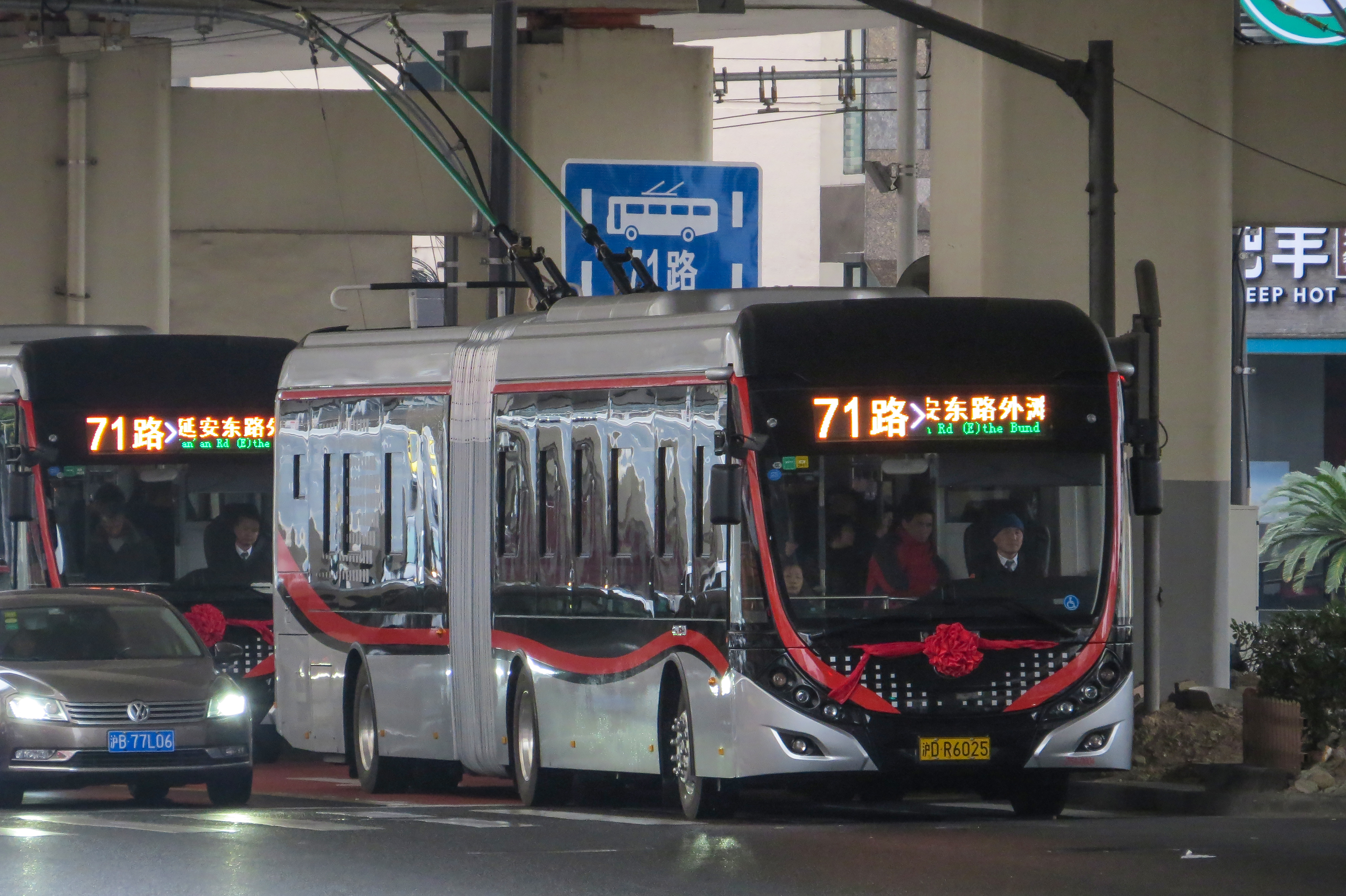
中国上海，延安路中运量公交系统使用的宇通客車ZK5180A型
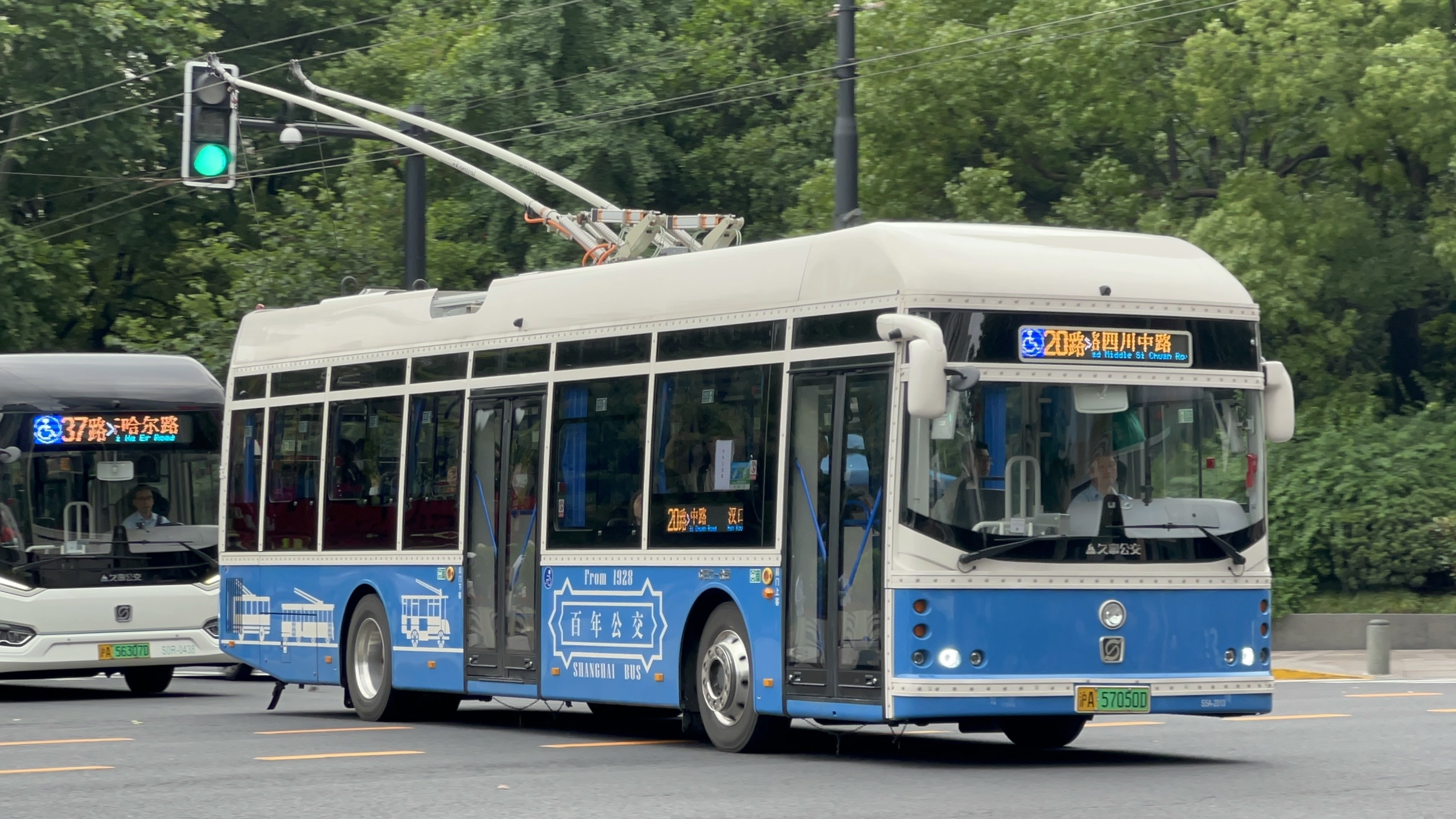
中国上海，申沃SWB5129BEV77G复古造型电车
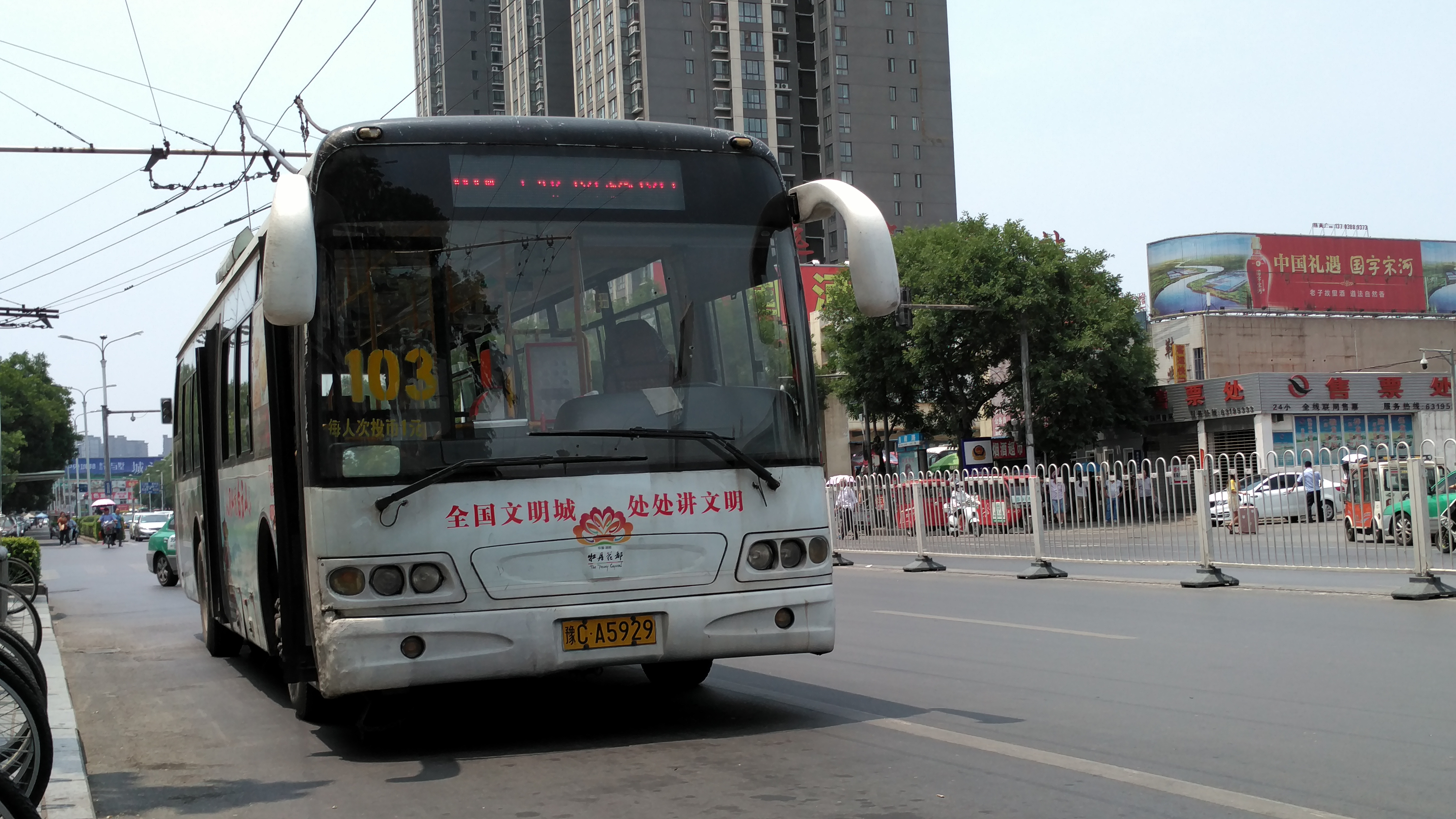
中国河南洛阳，申沃SWB5105GP-3型
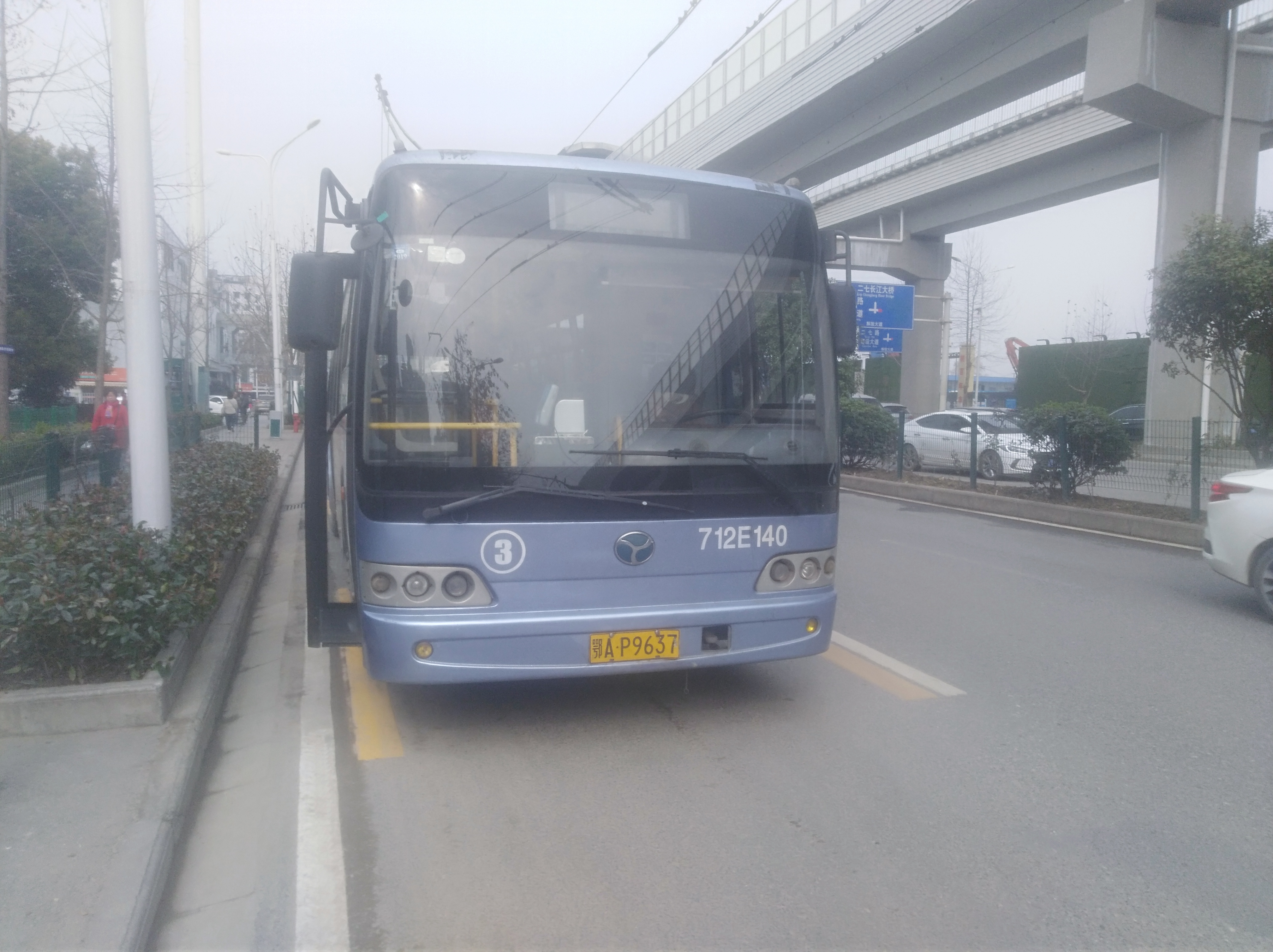
扬子江WGD61U(已退役)
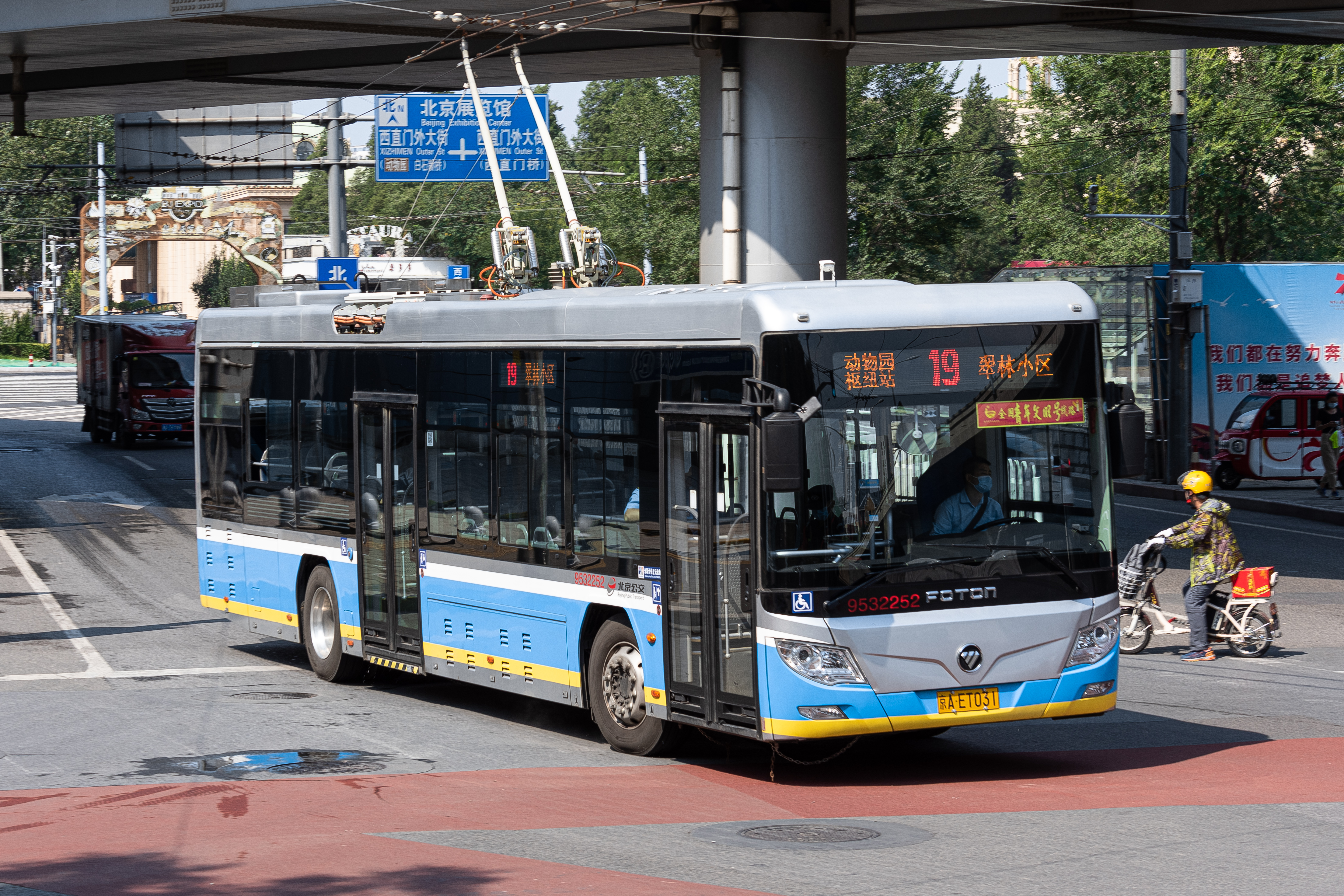
中国北京，福田汽车BJD-WG120FN型
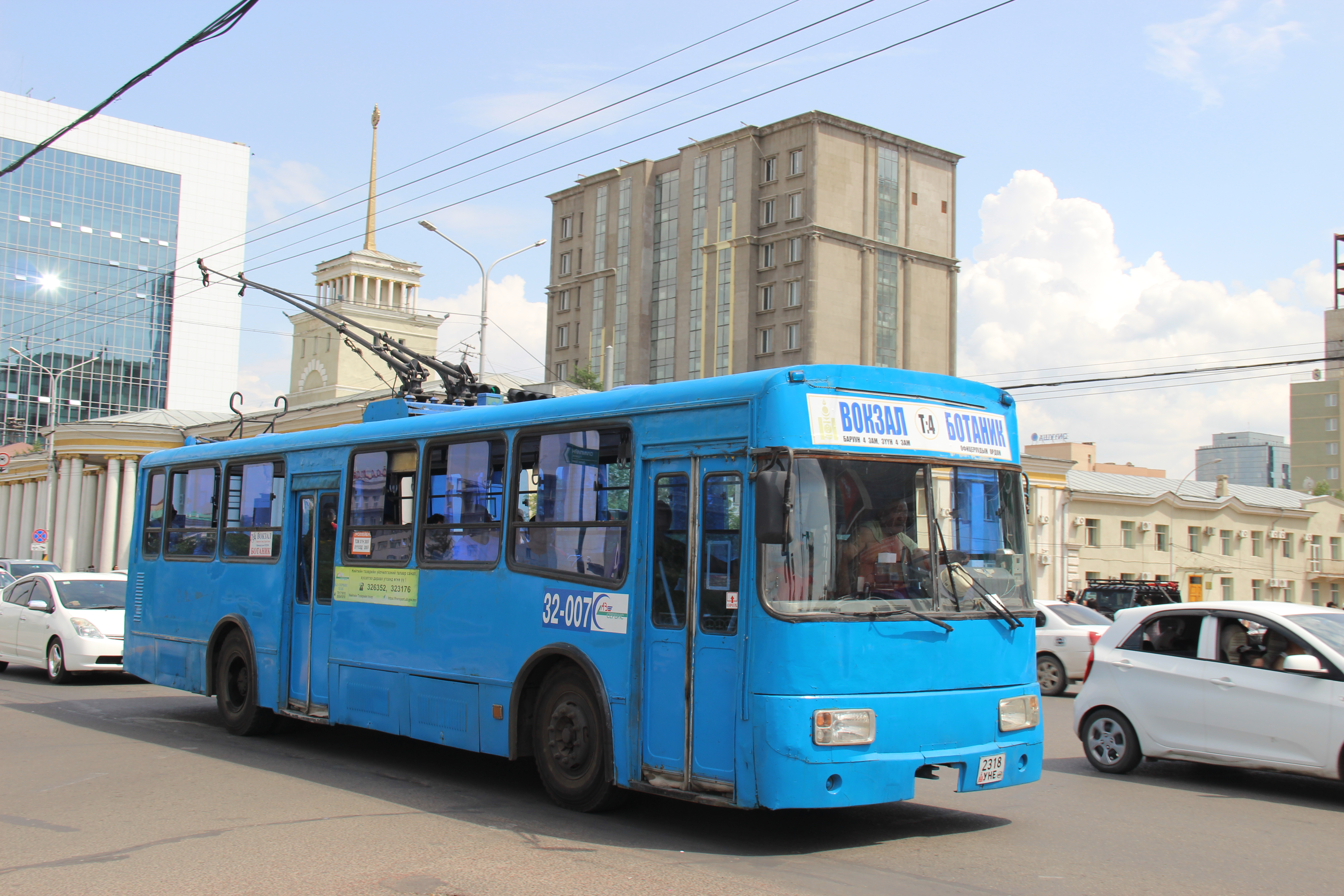
蒙古国乌兰巴托，沈阳沈凤
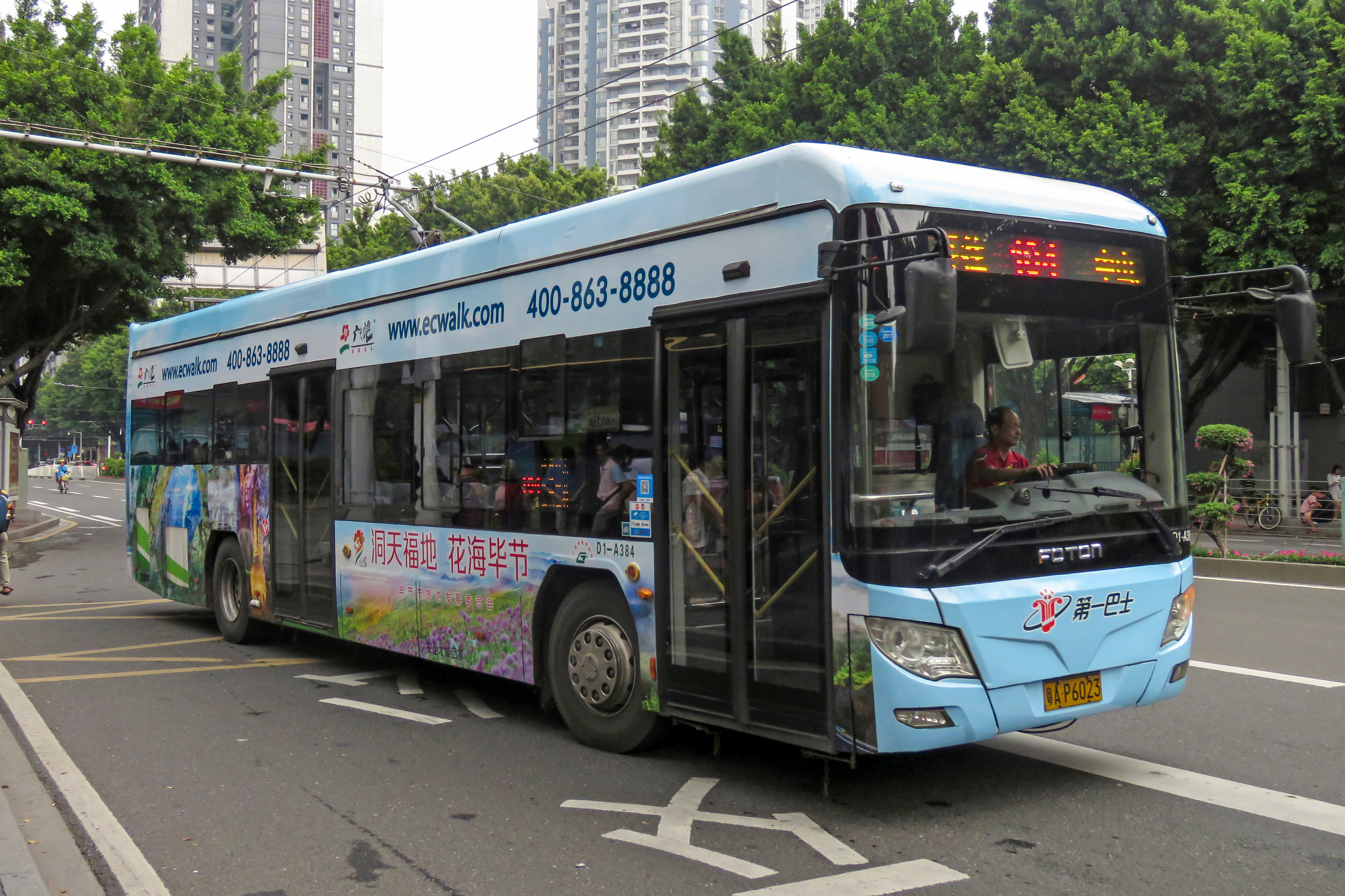
中国广州，福田BJ5120A
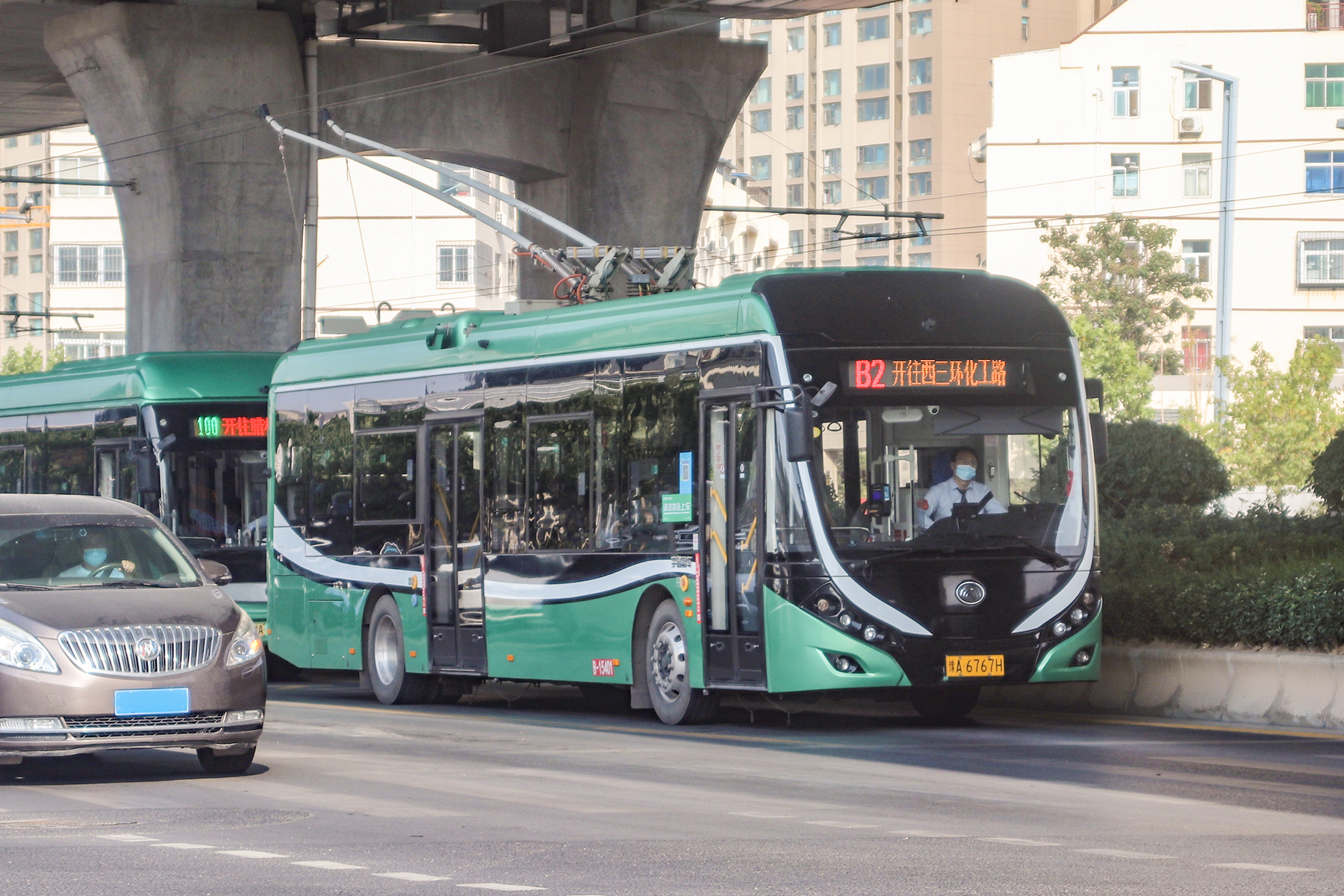
中国郑州，郑州快速公交B2路使用的宇通ZK5125C型
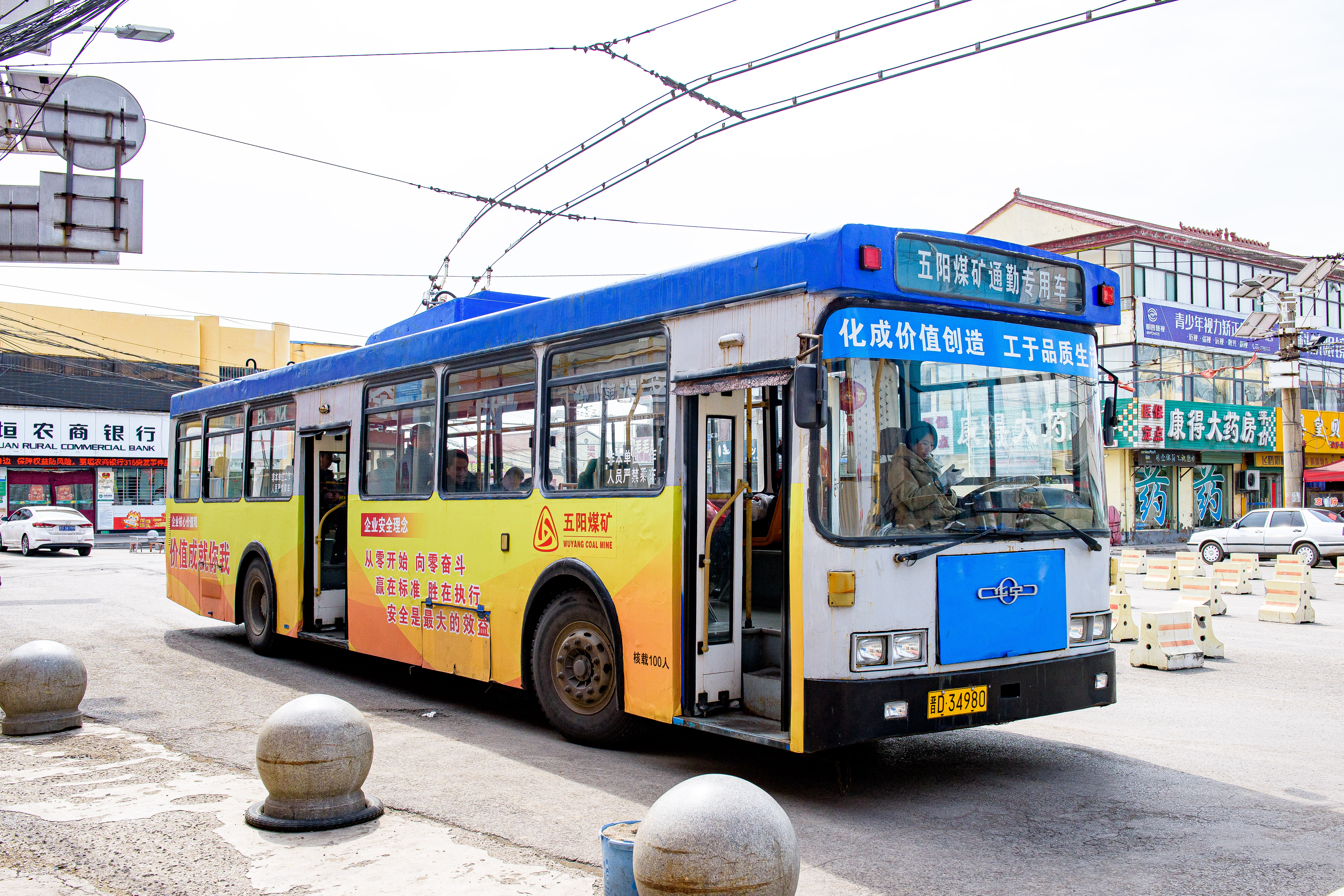
中国长治，襄垣县五阳煤矿使用的华宇BJD-WG120A型